# محمد الأمين
أميرُ المُؤمِنين وخَليفَةُ المُسْلِمين الإمام أبُو عبد الله مُحمَّد الأمِين بن هارون الرَّشيد بن مُحمَّد المِهدي بن عبد الله المَنْصُور بن مُحمَّد بن علي بن عبد الله القُرَشيُّ الهاشِميُّ العبَّاسيُّ (شوَّال 170 – 25 مُحرَّم 198هـ / أبريل 787 – 25 سبتمبر 813م)، المَعرُوف باسمه ولقبه مُحمَّد الأمين أو الأمين، هو سادس خُلَفاء بني العَبَّاس، والخليفة الخامِس والعشرون في ترتيب الخُلَفاء عن النبي مُحمَّد. حكم الدَّولة العبَّاسية (3 جُمادى الآخرة 193 – 25 مُحرَّم 198هـ / 24 مارس 809 – 25 سبتمبر 813م)، ودام حكمه أربع سنين وثمانية أشهر وأحدًا وعشرين يومًا حتى مقتله.
وُلد مُحمَّد بن هارون الرَّشيد في الرُّصافة شرقي حاضرة الخلافة بغداد سنة 170هـ / 787م، ونشأ في قلب الخلافة بكنف والده ووالدته السيدة زبيدة بنت جعفر حفيدة المنصور، وتميز بكونه هاشمي النسب من الأبوين، مما منحه دعمًا مبكرًا من البيت العبَّاسي. تلقى الأمين تعليمه مع أخيه غير الشقيق المأمون على يد كبار العلماء مثل الكسائي والأصمعي، فأخذ حظًا من الفقه والأدب والشعر ومعرفة أيام العرب، إلا أن الروايات التاريخية كثيرًا ما تُبرز الفارق في الطبع والميل بينه وبين أخيه المأمون في صباهما، فتصف الأمين بالميل إلى الترف واللهو، بينما تصف المأمون بالجدية والانهماك في العلم، وهو ما جعل الرَّشيد يميل للمأمون أكثر ويرى فيه الأهلية للخلافة، لكن الضغوط السياسية والعائلية، خصوصًا من السيدة زبيدة وعموم الهاشميين وبدعمٍ من الفضل البرمكي الوصيِّ على الأمين، حسمت الأمر لصالح الأمين ليكون ولي العهد الأول سنة 175هـ / 791م.
سعى الرَّشيد لضمان موقع قوي للمأمون لعدم اطمئنانه لحصر ولاية العهد للأمين، فعقد له ولاية العهد الثانية من بعد الأمين في سنة 182هـ / 799م، ومنحه ولاية خُراسان وكامل المشرق بصلاحيات واسعة واستقلال شبه تام، ثم أضاف أخاهما القاسم المؤتمن وليًّا ثالثًا للعهد مشروطةً بموافقة المأمون إن أراد تثبيته أو خلعه لاحقًا. أخذ الرشيد عليهم العهود والمواثيق في مكة سنة 186هـ / 803م، وعُلّقت العهود في جوف الكعبة، في محاولة لضمان التزام الأخوين بهذا الترتيب، إلا أن الكثيرين رأوا في هذا التقسيم بذورًا لفتنة قادمة بين الأخوين. استمر الرشيد في إظهار ميله للمأمون حتى في أيامه الأخيرة، فاصطحبه معه إلى خراسان بينما استخلف الأمين على بغداد، وقبل وفاته أكد على أن جيش خراسان وأمواله تتبع للمأمون وحده، مما زاد من تعقيد الموقف الذي ورثه الأمين.
بُويع الأمين بالخلافة في بغداد فور وفاة أبيه الرشيد سنة 193هـ / 809م، وبدأ عهده بتثبيت حكمه وكسب الولاء، فأطلق سراح البرامكة إرضاءً لوالدته، وأغدق العطاء على جند بغداد، لكنه سرعان ما خرق أولى العهود، إذ عاد إليه جيش خراسان بقيادة الفضل بن الرَّبيع إلى بغداد حاملاً معه الأموال والخزائن التي كانت بحوزة الرشيد، رغم وصية الرَّشيد بتبعية الجيش والأموال للمأمون المُقيم في مرو. لم يلبث الأمين أن بدأ باتخاذ خطواتٍ فعليَّة لنقض العهود، فعزل أخاه القاسم المُؤتمن عن الجزيرة والعواصم وأقامه بالقرب منه، ثم أعلن نيته تقديم ابنه الصغير موسى في ولاية العهد سنة 194هـ / 810م، وصولًا إلى خلعه للمأمون رسميًا سنة 195هـ / 811م، وإسقاط اسمه من الخطبة، وتمزيقه لوثائق العهد المُكِّيَّة. وذلك بتحريضٍ مستمر من وزيره الفضل بن الرَّبيع، وحاشيته المُقرَّبة مثل القائد العسكري علي بن عيسى بن ماهان، وصاحب ديوان الخاتم بكر بن المُعتمر.
أدت إجراءات الأمين إلى اندلاع حربٍ أهليَّة مُدمِّرة مع المأمون سنة 195هـ / 811م. ومع أن الأمين جهز جيوشًا ضخمة بقيادة علي بن عيسى بن ماهان ثم عبد الرحمن بن جبلة الأنباري، لكنها مُنيت بهزائم كارثية ومتتالية أمام جيش المأمون الأصغر عددًا والأفضل تنظيمًا بقيادة طاهر بن الحسين في معركة الرَّي ثم في همذان. تدهور موقف الأمين بسرعة، فبينما كان المأمون يُعلن خليفةً في خراسان نتيجة انتصاراته الكبيرة ومُوسِّعًا نفوذه غربًا نحو العراق ومُقتربًا من بغداد، واجه الأمين انشقاق ولاة الكوفة، والبصرة، والموصل، والحجاز، واليمن لصالح المأمون، ثم انفضاض الناس عنه شيئًا فشيئًا، ثم فتنة داخلية في بغداد نفسها قادها الحسين بن علي بن عيسى بن ماهان لصالح المأمون أدت إلى خلع الأمين من الخلافة وسجنه مؤقتًا قبل عودته للسُّلطة بدعمٍ شعبي.
بلغت الحرب بين الأخوين ذروتها في حصار بغداد الذي استمر نحو أربعة عشر شهرًا (أواخر 196هـ – أوائل 198هـ / منتصف 812 – سبتمبر 813م)، والذي تعرضت خلاله العاصمة العبَّاسية لدمار هائل وقصف عنيف بالمنجنيق والنار. ورغم بعض المقاومات الشرسة، خصوصًا من الفئات الشعبيَّة والعيارين والشُّطَّار، إلا أن الحصار انتهى بدخول جيش المأمون لكامل بغداد وفرض تطويقًا حول قصر الأمين. حاول الأمين تسليم نفسه إلى القائد المُخضرم هرثمة بن أعين، غير أن طاهر بن الحسين أفشلها بالقُوَّة وأسره أثناء محاولته الهروب نحو ضفة الشاطئ، ليُقتل الأمين في ليلة 25 مُحرَّم 198هـ / 25 سبتمبر 813م، ويصبح أول خليفةٍ عبَّاسي يُقتل في صراعٍ على السلطة. وانتهت الحرب بمقتله واستتاب الأمن والأمان في عموم بغداد. دانت مشارق الخلافة ومغربها للمأمون، لتبلغ في عهده قُمَّة ازدهارها الفكريُّ والثَّقافيُّ والعلميّ.
اتسمت صورة الأمين وشخصيته بالكثير من الجدل، فالمصادر التي كتب أغلبها في عصر المأمون أو بعده تميل لإبراز صورة الخليفة اللاهي والمستهتر، ضعيف الرأي والمنقاد لوزرائه وحاشيته، فضلًا عن تسببه في إشعال فتنة مدمرة. في حين تبرز مصادر أخرى وتحليلاتٍ لاحقة تلقيه تعليمًا جيدًا، وامتلاكه فصاحةً وشجاعة جسديَّة، ومواقفه التي تدل على تمسكه بقيمٍ ومروءة، وترى أن صورته قد شوهت بفعل الدعاية المضادة أو الحكم عليه من خلال نتيجة الصراع. تعد فترة الأمين القصيرة والمأساوية تغير في موازين القوى داخل البيت الحاكم والمجتمع لاحقًا.

## نشأته

### نسبه
هو مُحَمَّد الأمين بن هارون الرَّشيد بن مُحمَّد المهدي بن عبد الله المنصُور بن مُحمَّد بن علي بن عبد الله بن العبَّاس بن عبد المُطَّلِب بن هاشم بن عبد مناف بن قُصي بن كِلاب بن مُرَّة بن كعب بن لؤي بن غالِب بن فهر بن مالك بن النَّضر بن كِنانة بن خُزَيمة بن مُدركة بن إلياس بن مضر بن نزار بن معد بن عدنان.
والده هو هارُون الرَّشيد، خامِس خُلفاء بني العبَّاس امتدَّ حُكمه ما بين (170 – 193هـ / 786 – 809م)، ويُعد عهده بداية العصرُ الذَّهبيُّ للإسلام، وأوج ازدهار وقُوَّة الخلافة العبَّاسية.
والدته هي زُبيدة بنت جعفر بن المنصور، ابنة عم الرشيد وحفيدة الخليفة المنصور، اشتُهرت بالعقل والحكمة والتديُّن، ولها تأثير كبير في البلاط العبَّاسي ودور في تقديم ابنها الأمين لولاية العهد.

### ولادته
وُلد مُحمَّد بن هارُون الرَّشيد في الرَّصافة، شرقي مدينة السَّلام في شهر شوَّال سنة 170هـ / أبريل 787م. ونشأ في كنف أبيه الخليفة هارون الرشيد ووالدته السيدة زُبيدة ذات النفوذ والمكانة العالية، وتميز بكونه هاشميًا قرشيًا خالصًا من جهة الأبوين، مما منحه لاحقًا دعمًا من البيت العبَّاسي وأعيان الهاشميين لتولي ولاية العهد.

### صباه
نشأ الأمين وأخوه غير الشقيق عبد الله في كنف أبيهما الخليفة هارون الرشيد، وتلقيا معًا تعليمًا على يد أبرز علماء العصر مثل عَليّ بن حمزة الكِسائي. ظهر تباينٌ واضح في ميول الأخوين وشخصيتيهما منذ الصغر، فقد عُرف الأمين بميله إلى بعض مظاهر الترف واللهو، بينما أظهر المأمون جديةً وانكبابًا على العلم ومجالسة العلماء. ويُضاف إلى ذلك أن المأمون، الذي وُصف بالذكاء والنُباهة منذ نعومة أظافره، نشأ يتيم الأم، إذ توفيت والدته مراجل في نفاسها به، وهو ما زاد من عطف أبيه الرَّشيد عليه وربما إيثاره له على سائر إخوته. وكثيرًا ما أظهر الرَّشيد ميلًا واضحًا وتفضيلًا لعبد الله لما لمسه فيه من ذكاء وحزم ونُضج فكري مبكر، حتى إنه قال فيه بعد أن وجده يطالع كتابًا: «الحمدُ لله الذي رزقني من يرى بعين قلبه، أكثر مما يرى بعين جسمه». وأثنى الرشيد على صفات المأمون في موضع آخر قائلًا: «إني لأعرف في عبد الله حزم المنصور ونسك المهدي وعز نفس الهادي، ولو شئت أن أنسبه إلى الرابع لنسبته».

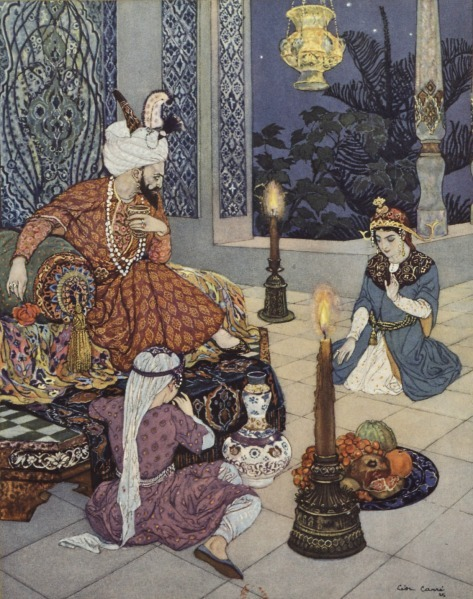
رسمٌ من حكايات ألف ليلة وليلة، ويظهر فيها الخليفة هارون الرَّشيد. بريشة ليون كاريه (1926)

أثار ميل الرَّشيد الواضح نحو المأمون، حفيظة والدة الأمين، السيدة زبيدة، فعاتبت زوجها الرَّشيد على ذلك، قائلة: «أنت تحب عبد الله أكثر من ابني». وفي يومٍ، أراد الرشيد أن يُبيّن لها الفرق بينهما عمليًا، فقال لها: «تريدين أن أعرفك الفرق بين محمد وبين عبد الله؟» فأجابت: «الأمر لك». فدعا الرشيد خادمين وأمر الأول قائلًا: «امض إلى محمد واجلس عنده وانبسط في الحديث ثم قل له في أثناء كلامك: يا سيدي إذا أفضت الخلافة إليك ماذا تصنع معي؟» وأمر الآخر: «امض إلى عبد الله واجلس عنده وتحدث معه وقل له في أثناء حديثك مثل هذا وأعد علي ما يكون في جوابه». عاد الخادم الأول من عند الأمين، فقال للرشيد بحضور زبيدة: «يا أمير المؤمنين دخلت على محمد وعنده جماعة من المطربين والمساخر والصفاعنة والمخانيث وهو يشرب وهم يتصافعون، ويتشاتمون وهو يضحك فجلست وتحدثت كما أمرتني ثم قلت له في أثناء كلامى: ياسيدى إن أفضت الخلافة إليك ما تصنع بي؟ فقال لي: أعطيك كذا وكذا ألف دينار وأقطعك الضيعة الفلانية وأفعل معك وأصنع».
ثم جاء الخادم الآخر من عند المأمون، فقال للرشيد: «يا أمير المؤمنين دخلت على عبد الله فرأيت مجلسه مغتصًا بالفقهاء والشعراء والقراء وأصحاب الحديث وهو يفاوضهم فصبرت حتى تقوض المجلس ودنوت منه ودعوت له وقلت: يا سيدي أرى والله مخايل النجابة عليك وإني لأشم من أعطافك روائح الخلافة فإن أفضت إليك فماذا تصنع معي؟ فلما سمع هذا الكلام مني استشاط غضبًا وأخذ دواة كانت بين يديه فرماني بها وقال: بل يطيل الله بقاء أمير المؤمنين ويديم دولته ويمد في عمره ويجعلنا فداء. ويلك قد جئت تبشرني بموت أبي وتطلب مني عند ذلك مراعاتي لك وإحساني إليك؟ لا أرانا الله يومه وقدمنا قبله». فلمَّا سمع الرشيد وزبيدة جوابيهما، التفت الرشيد إلى زبيدة وقال: «أتلومينني على الميل إلى عبد الله أكثر من محمد؟ والله ثم والله لولا مراقبتي لك وإشفاقي على قلبك لخلعت محمدًا من العهد وقدمت عبد الله عليه». وقيل إنه أضاف: «كيف ترين؟ ما أقدم ابنك إلا متابعة لرأيك، وتركا للحزم».
ورغم هذا التفضيل القلبي والمُعلن أحيانًا من الرشيد للمأمون، فإن الواقع السياسي ومكانة السيدة زبيدة والعصبية للعنصر العربي والهاشمي حسمت الأمر لتقديم الأمين في ولاية العهد أولًا. ولم تذكر المصادر وجود جفوة ظاهرة بين الأخوين في تلك الفترة المبكرة، بل كانت ترتيبات ولاية العهد المعقدة هي التي أسست للخلاف العميق بينهما لاحقًا.

### تعليمه
حاز الأمين على حظ وافر من العلم والأدب، فقد تتلمذ على يد علماء كبار مثل الأصمعي والكسائي، وقرأ القرآن وتفقه في الدين وروى الشعر واللغة وعلم أيام الناس وأخبارهم.

## ولايته للعهد

### الأمين وليًّا للعهد
رغم ولادة عبد الله في نفس الليلة التي بُويع فيها الرشيد بالخلافة سنة 170هـ / 784م، واستبشاره بولادته ونهاية محنته مع أخيه الخليفة موسى الهادي، لم يُسمِّ الرَّشيد وليًا لعهده حتى سنة 175هـ / 791م. يعود هذا التأخير غالبًا إلى حيرة الرشيد وتردده، فقد كان يميل إلى المأمون لما عرف عنه من ذكاء وحزم مبكر، ولكنه في الوقت نفسه، واجه ضغوطًا قوية من زوجته زبيدة والهاشميين لتقديم ابنها الأمين، ذي النسب الهاشمي الخالص من الأبوين. أوعزت زبيدة أم الأمين لأخيها عيسى بن جعفر بالتأثير على البرامكة الوُزراء، بسبب ما لهم من نفوذ كبير على الرشيد. وجد هذا المسعى دعمًا قويًا من الفضل البرمكي، الذي عهد إليه الرشيد سابقًا بكفالة الأمين والإشراف على تربيته وتوجيهه. رأى الفضل في تقديم الأمين فرصة لتعزيز نفوذه المستقبلي، فتحمس له وبذل جهوده لإقناع الرشيد، بل استغل ولايته على خراسان لإعلان البيعة للأمين مبكرًا، مُظهرًا الأمر كأنه محسوم، ففرّق الأموال وأجزل العطاء للجند والشعراء، لحشد الدعم وتثبيت الأمر الواقع.

### إشراك المأمون في ولاية العهد

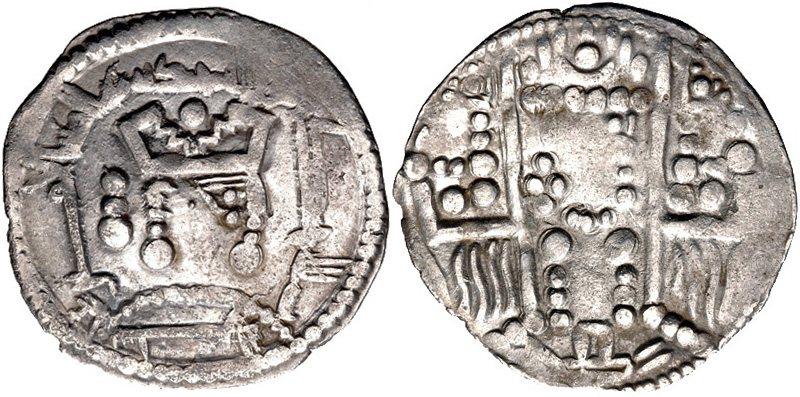
درهمٌ فضِّيٌّ عبَّاسي من السَّك العربي البخاري في خُراسان، باسم وليُّ العهد الأمين (180 – 186هـ / 796 – 802م).

لم يُخفِ الرشيد قلقه من تبعات هذا الاختيار الذي بدا له مخالفًا لقناعته بقدرات ابنيه، وظل ضميره معذبًا لسنواتٍ طويلة لشعوره بأنه أُكره على تقديم الأمين تحت تأثير الضغوط السياسيَّة والعائليَّة. عبّر عن هذا القلق في مناسبات عدة، منها ما يُروى عن حديثه مع وزيره ومستشاره يحيى البرمكي في ليلةٍ كان يبدو فيها شديد الأرق، حيث استعرض تاريخ الفتن التي أعقبت وفاة الخلفاء السابقين، وأبدى خشيته من تكرارها بسبب طباع الأمين التي رآها ميلاً للهوى والتبذير ومشاركة النساء في الرأي، مقارنةً بما رآه في المأمون من رجاحة عقل وحسن سياسة. وبعد مناجاة ومناظرة طويلة بين الرشيد ويحيى البرمكي في تلك الليلة، اتفقا على حلٍ وسط يقضي بإشراك المأمون في ولاية العهد ليكون الخليفة بعد الأمين، وهو ما ارتاح له الرشيد لاحقًا.
بعد نحو 15 عامًا من تولية الأمين ولاية العهد، وتحديدًا في سنة 182هـ / 799م، عقد الرشيد البيعة لابنه عبد الله، ولقَّبه المأمون، ليكون ولي العهد الثاني بعد الأمين. وعُمر المأمون ثلاثة عشر عامًا. وليضمن له موقعًا قويًا، ولَّاهُ خراسان وجميع الولايات الشرقيَّة حتى همذان، ومنحه سلطات واسعة عليها، وجعله تحت إشراف ورعاية جعفر بن يحيى البرمكي. وبعد فترة وجيزة، وتحت ضغوط مماثلة على ما يبدو، أضاف الرشيد ابنه الثالث القاسم إلى ولاية العهد ولقبه المؤتمن، على أن يكون أمره بيد المأمون بعد توليه الخلافة، إن شاء أبقاه، وإن شاء خلعه، ثم ولَّى المُؤتمن منطقة الجزيرة والثغور. وبهذا أرسى الرشيد ترتيبًا ثلاثيًا لولاية العهد، وقسّم إدارة أقاليم الدولة الرئيسية بين أبنائه الثلاثة وهم لا يزالون فتيانًا صغارًا.

### وثيقة العهود بين الأخوين في مكة

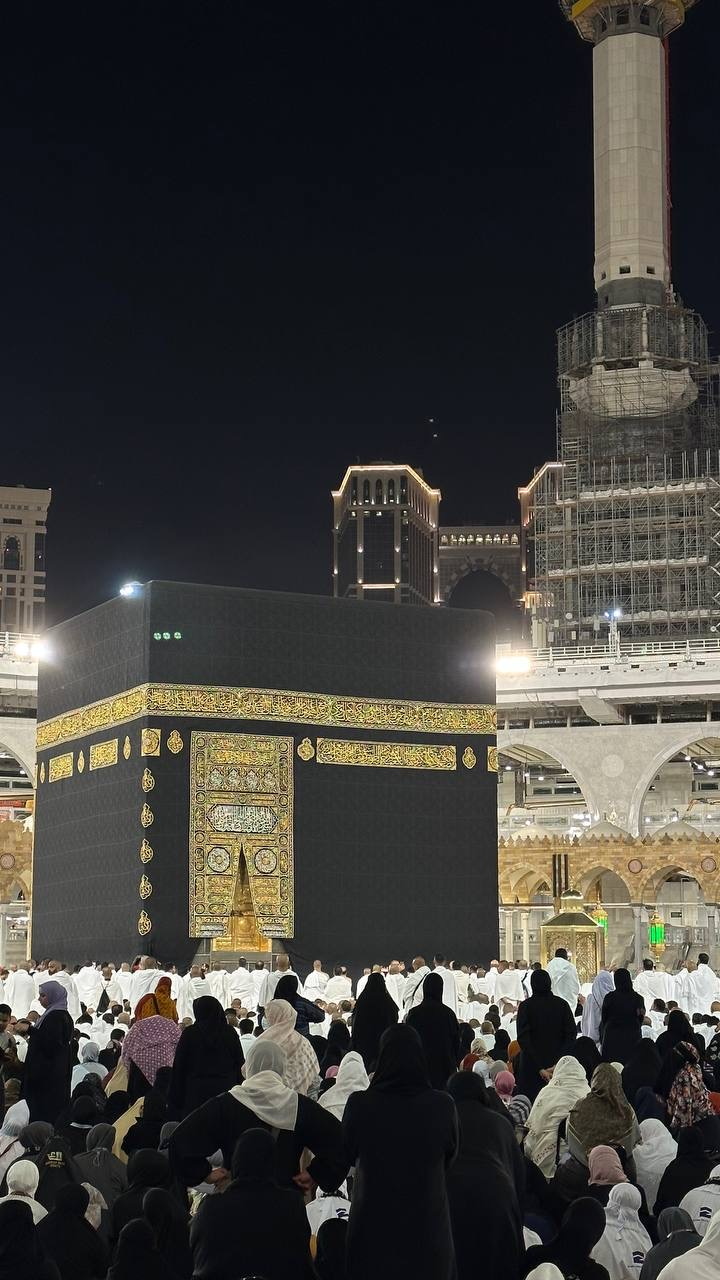
عُلقت وثائق العهود بين الأمين والمأمون في جوف الكعبة لزيادة قدسيتها وتأكيد الالتزام بها. (2023)

أراد الرشيد وضع ضماناتٍ قوية لهذا الترتيب المُعقد،ورأى إلزام ابنيه الأمين والمأمون باحترام ما قُرر لهما. فحجَّ بهما سنة 186هـ / 803م، ومعه كبار رجال الدولة من العبَّاسيين والقادة والفقهاء والقضاة. وبعد أداء المناسك في مكَّة، أمر الرشيد بكتابة وثيقتين مفصلتين تتضمنان شروط ولاية العهد وتقسيم الدولة والنفوذ بين الأمين والمأمون (مع ذكر المؤتمن). أكدت الوثائق على حق الأمين في الخلافة أولاً، ثم المأمون ثانيًا، ثم المؤتمن (بشرط موافقة المأمون). والأهم من ذلك، أنها فصلت بشكل دقيق حدود سلطة كل منهما، فللأمين العراق والشَّام والمغرب، وللمأمون خُراسان وكامل المشرق بثغوره وكوره وجنده وخراجه وبيوت أمواله وصدقاته وبريده، مع استقلال شبه تام في ولايته، وأضاف أنه لا يحق للأمين التدخل فيه أو عزل عمال المأمون أو نقض عهوده. وفي المقابل، أوجبت العهود على المأمون السمع والطاعة للأمين كخليفة ما دام الأمين ملتزمًا بالشروط.
أخذ الرشيد أشد الأيمان والمواثيق على ابنيه للالتزام بهذه الشروط، وأشهد على ذلك جميع الحاضرين، ثم أمر بتعليق نسختين من هذه الوثيقة في جوف الكعبة، لعلّ قدسية المكان تمنع من نقضها. ومع ذلك، نظر عامَّةُ الناس والأعيان لهذا الإجراء بعين التشاؤم، ورأوا فيه تأجيجًا للصراع المستقبلي بدلًا من حسمه، إذ أرسى هذا الترتيب أساسًا لتقسيم فعلي للسلطة ومصدرًا محتملًا للنزاع المستقبلي، وهو ما أثار استغراب بعض المؤرخين مثل ابن الأثير الذي علَّق على قرار الرشيد قائلًا: «وهذا من العجائب، فإن الرشيد قد رأى ما صنع أبوه وجده المنصور بعيسى بن موسی، حتى خلع نفسه من ولاية العهد، وما صنع أخوه الهادي ليخلع نفسه من العهد، فلو لم يعاجله الموت لخلعه، ثم هو يبايع للمأمون بعد الأمين، وحبك الشيء يعمي ويصم».

### تعزيز نفوذ المأمون في المشرق
في خطوةٍ لاحقةٍ زادت من تعقيد ترتيبات ولاية العهد وأثارت قلق أنصار الأمين في بغداد، توجَّه الخليفة الرَّشيد بنفسه نحو الرَّي سنة 189هـ / 805م، لمعالجة المظالم والشكاوى المتزايدة من أهل خُراسان على واليها علي بن عيسى بن ماهان، والذي اتُهم بسوء السيرة والظلم والتجبر، بل وقيل إنه يُضمر الخلاف للرشيد. اصطحب الرشيد معه في هذه الرحلة ابنيه المأمون والقاسم المؤتمن دون الأمين المُقيم في بغداد. جمع الرشيد القضاة والشهود وأشهدهم بشكلٍ رسميّ وعلنيّ في الرَّي، وقبل استقدام ابن ماهان إليه، أن «جميع ما في هذا الجيش من الأموال، والخزائن، والسلاح، والكراع، وغير ذلك للمأمون وأنه ليس لأحدٍ منها شيء». شكّل هذا الإقرار والتصريح العلني تأكيدًا خطيرًا على الاستقلالية شبه التامة للمأمون بسلطته وموارده في المشرق، مما أضعف نظريًا من السلطة المركزية للخليفة المستقبلي (الأمين) وجعل ولاية المأمون على خراسان أشبه بدولة داخل الدولة. ورغم أن ابن ماهان قدم على الرشيد بهدايا عظيمة نافيًا تهمة الخلاف ومُظهرًا الطاعة، وأعاده الرشيد مؤقتًا إلى ولايته، إلا أنه سرعان ما عزله مجددًا بعد ثبوت سوء سيرته، وولى مكانه هرثمة بن أعين.

### السنوات الأخيرة قبيل وفاة الرشيد

خريطة تظهر خراسان الكبرى وعموم المشرق العبَّاسي في القرن الثامن الميلادي.

انهمك الرشيد في تجهيز حملةٍ جهادية على الروم في سنة 190هـ / 806م، فاستخلف ابنه المأمون على الرقة وفوّض إليه بعض الأمور في غيابه، وفي هذه الفترة توطدت علاقة المأمون بالفضل بن سهل السرخسي، الذي أسلم على يده وأصبح من أقرب مستشاريه، وكان للفضل لاحقًا دورٌ محوري في دعم المأمون لمواجهة الأمين. جاءت نهاية عهد الرشيد مع تفاقم الأوضاع في خراسان، حيث ثار رافع بن الليث في سمرقند سنة 190هـ / 806م، وامتدت ثورته وتفاقم شرُّه، مما استدعى تدخل الخليفة بنفسه. قرر الرَّشيد المسير إلى خراسان سنة 192هـ / 808م لإخماد الثورة، رغم مرضه الذي كان قد ألمّ به. استخلف الرشيد على عاصمته بغداد ابنه وولي عهده الأول الأمين، بينما استخلف ابنه الآخر القاسم المؤتمن على الرَّقَّة.
في البداية أمر الرشيد المأمون بالبقاء في بغداد وعدم مرافقته، إلا أن المأمون، وبتحريضٍ من الفضل بن سهل الذي رأى في عدم ذهاب المأمون إلى خراسان تخوُّفًا عليه من الأمين وأنصاره، قائلًا: «لست تدري ما يحدث بالرشيد، وخراسان ولايتك ومحمد الأمين المقدم عليك، وإن أحسن ما يصنع بك أن يخلعك، وهو ابن زبيدة وأخواله بنو هاشم، وزبيدة وأموالها ردءٌ له، فاطلب إلى أمير المؤمنين أن تسير معه». ألح المأمون على أبيه ليأخذه معه، متعللًا برغبته في خدمته أثناء مرضه، فوافق الرشيد. سار الرشيد بجيشه ومعه المأمون، تاركًا الأمين خليفةً له في بغداد. في نفس الفترة وأثناء استخلاف الأمين على بغداد، خرجت الخُرَّميَّة في أرض الجبل للمرَّة الأولى، فوجَّه إليهم الأمين، عبد الله بن مالك الخزاعي، فقتل منهم مقتلةً عظيمة، وشرَّد بقيتهم في البلدان.
بعد وصول الرشيد إلى جرجان في صفر 193هـ / ديسمبر 808م، اشتد المرض عليه، فوجَّه ابنه المأمون مع جزء من الجيش للتوجه إلى مرو ليكون قاعدة له في خراسان، بينما أكمل هو طريقه نحو طوس. عجز الرشيد في النهاية عن الحركة وتُوفي في طوس، في 3 جُمادى الآخرة 193هـ / 24 مارس 809م، لتنتقل الخلافة رسميًا إلى الأمين في بغداد، بينما كان المأمون في مرو يترأس ولاية الشرق بموجب العهود والمواثيق التي وضعها الرشيد.

## خلافة الأمين
| أيها الناس وخصوصًا بني العباس إن المنون بمرصد لذوي الأنفاس، حتمٌ من الله، لا يدفع حلوله، ولا ينكر نزوله، فارتجعوا قلوبكم من الحزن على الماضي إلى السرور بالباقي تحوزوا ثواب الصابرين، وتعطوا أجور الشاكرين |
| —خطبة الأمين في جامع الرصافة |

بعد وفاة الرشيد في طوس يوم 3 جُمادى الآخرة سنة 193هـ / 24 مارس 809م، انطلقت رسائل البريد على وجه السرعة حاملةً النبأ العظيم إلى بغداد. تلقَّف سلام أبو مسلم، نائب صاحب البريد، رسالة مولاه حمّويه من خراسان بوفاة الرَّشيد وبيعة الأمين، ليسرع هو إلى الأمين، فكان أول من يواجهه بالخطب الجلل، معزيًا بوفاة الأب، ومهنئًا بارتقاء الابن سُدَّة الخلافة. ثم قدم رجاء الخادم من عند صالح بن الرَّشيد مؤكدًا الخبر رسميًا في يوم الأربعاء، 16 جمادى الآخرة سنة 193هـ / 4 أبريل 809م، حاملًا معه رموز المُلك وشارات الخلافة: الخاتم والقضيب والبُردة. لكن الأمين لم يُعلن النبأ فورًا، بل كتمه لوقتٍ قصير، فيما كانت العاصمة بغداد تموجُ بالأقاويل والتساؤلات حول مصير الخليفة الغائب. وهو ثاني خليفةٍ هاشميُّ الأبوين منذ الخليفة علي بن أبي طالب وابنه الحسن بن علي في العصر الرَّاشدي.
انتقل الأمين من قصر الخلد إلى قصر الخلافة في يوم الجمعة 18 جُمادى الآخرة 193هـ / 6 أبريل 809م، فأمَّ الناس في الصَّلاة، ثم اعتلى المنبر، فنعى أباه الرشيد بصوتٍ مؤثر، وعزَّى نفسه والحاضرين، ووعد الناس خيرًا وأمنًا، وأصدر أمانه ليشمل الأبيض والأسود. تدافع كبار البيت العبَّاسي ورجال الدولة والخاصة والقادة لمبايعته تأكيدًا للولاء. ولتكتمل البيعة وتستقر أمورها، أناب الأمين عمَّ أبيه سُليمان بن أبي جعفر لأخذ بيعة من تبقى من القادة، وأمر السندي بن شاهك بتسجيل أسماء الجند والعامة وأخذ بيعتهم. لم يغفل الأمين عن أهمية تأمين جند العاصمة في هذه اللحظة المفصليَّة، فأصدر أمره على الفور بصرف عطاءٍ سخيٍّ غير مسبوق لجند مدينة السلام بلغ رزق أربعة وعشرين شهرًا دفعةً واحدة، مع إكرام ذوي المكانة الخاصة منهم بعطاءات إضافية. بعد بيعة الأمين بيومٍ واحد، أمر ببناء ميدان فسيح حول قصر الخلافة، خُصص للعب الصوالجة واللهو، وقال أحد الشعراء في هذه المناسبة:

### اضطرابات حمص
شهدت مدينة حِمْص في ولاية الشَّام، اضطرابًا في سنة 194هـ / 809 أو 810م، فقد أظهر أهلها الخلاف على عاملهم إسحاق بن سليمان الذي ولَّاه الأمين عليهم، فاضطُر إسحاق لمغادرة المدينة وتوجَّه للإقامة في سلمية. وحين بلغ تفاقم الأمور الخليفة الأمين، عزل إسحاق، ووجَّه مكانه عبد الله بن سعيد الحرشي، وأرفده بعافية بن سليمان. لم يتوانَ الحرشي عن استخدام الشدة فور وصوله إلى حمص، فحبس عددًا من وجوه المدينة وأعيانها، وأضرم النار في نواحٍ منها لإرهاب أهلها. دفع ذلك الأهالي إلى طلب الأمان، فأمَّنهم الحرشي، فسكنت المدينة مؤقتًا. بيد أن الهدوء لم يدم طويلًا، إذ عاد أهلها للهيجان والاضطراب، فقابلهم الحرشي بمزيدٍ من الصرامة، وأمر بضرب أعناق عددٍ من زعمائهم، ليخمد بذلك حركتهم وأعاد للمدينة هدوءها بالقوة.

## الخلاف مع المأمون

### نقض العهود الأولى مع المأمون وإعادة الجيش من خراسان

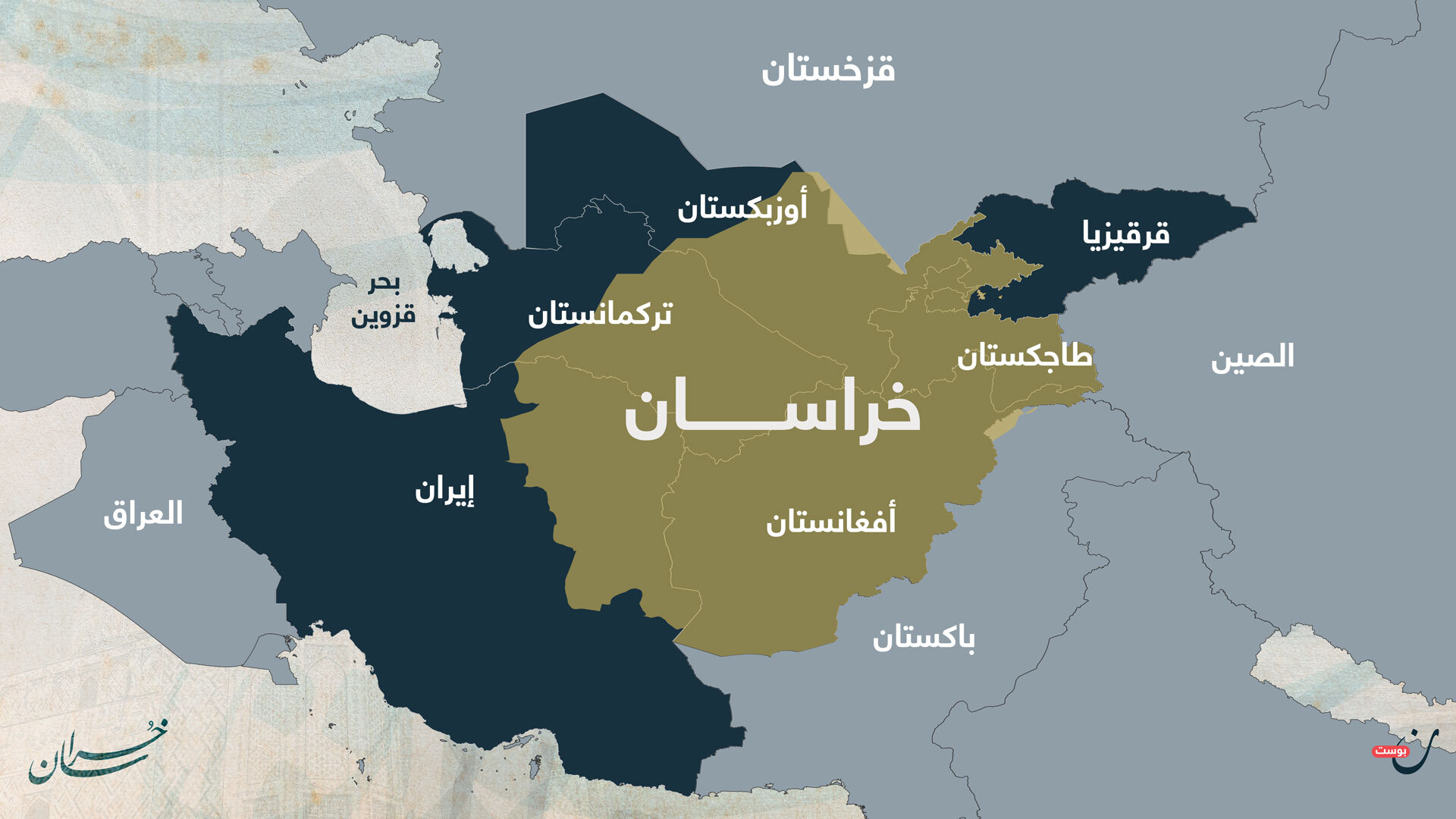
خريطة تُظهر إقليم خُراسان التَّاريخي بناءً على الحُدود السياسيَّة المُعاصرة.

على الرغم من أن الرَّشيد أكَّد في الوثائق والعهود في مكَّة، وفي تصريحاته العلنية بمدينة الرَّي، على استقلالية المأمون بجيش خُراسان وخزائنها، فإن هذا الوضع كان على ما يبدو مقلقًا للأمين منذ البداية، وحين بلغ الأمين المُقيم في بغداد أنباء مرض أبيه الشديد في خراسان، بادر بإرسال بكر بن المعتمر في مهمة سرية إلى طوس لجذب قادة جيش خُراسان، ناقضًا بذلك أولى العهود مع المأمون. حمل بكر معه كتبًا من الأمين إلى قادة الجيش الكبار، وأخفاها بعناية فائقة في قوائم صناديق المطبخ المنقورة والمغطاة بجلود البقر، وأمره الأمين بألا يُظهرها لأحد حتى يتأكد من وفاة أبوه الرشيد، ولو كلفه ذلك حياته.

وصل بكر بن المعتمر إلى طوس، فأثار أمر قدومه ريبة الرَّشيد، فاستدعاه الخليفة وسأله عن سبب مجيئه، فادعى بكر أنه جاء للإطمئنان على صحته ونقل أخباره للأمين. لم يقتنع الرشيد، وأمر بتفتيش أمتعته فلم يُعثر على شيء، ثم أمر بضربه وتعذيبه فلم يُقر بكر بشيء، فأمر الرشيد بحبسه وتقييده وأوعز إلى الفضل بن الربيع باستجوابه مجددًا وحتى قتله إن لم يعترف بسبب مجيئه الغريب. وبينما استعد الفضل لتنفيذ الأمر، ساءت حالة الرشيد واحتُضر، مما أشغل الفضل عن أمر ابن المعتمر حتى توفي الرشيد. بعد الوفاة، استدعى الفضل بن الربيع بكرًا وأعلمه بموت الخليفة وسأله عما لديه، فلما تيقن بكر من الخبر، أخرج الكُتُب السِّرِّيَّة التي حملها من الأمين. كانت هذه الكتب موجهة إلى صالح بن الرشيد وإلى الفضل بن الربيع نفسه، تأمرهم بتسيير العسكر بكل ما فيه من أموال وعتاد والعودة به إلى بغداد تحت إشراف وتصرف الفضل بن الربيع نفسه، وتضمنت الكُتُب تثبيت القادة في مناصبهم (كصاحب الشرطة والحرس والحجابة) لضمان ولائهم. لم ينس الأمين إرسال كتابًا إلى أخيه المأمون مُعزيًّا له، ثم طلب منه بيعته ومن حوله، وثبَّتهُ في ولايته وعمله، وكتب إليه، قائلًا:
| محمد الأمين | إذا ورد عليك كتاب أخيك - أعاذه الله من فقدك - عند حلول ما لا مرد له ولا مدفع مما قد أخلف وتناسخ في الأمم الخالية والقرون الماضية فعز نفسك بما عزاك الله به. وأعلم أن الله جل ثناؤه قد اختار لأمير المؤمنين أفضل الدارين، وأجزل الحظين فقبضه الله طاهراً زاكياً، قد شكر سعيه، وغفر ذنبه إن شاء الله. فقم في أمرك قيام ذي الحزم والعزم، والناظر لأخيه ونفسه وسلطانه وعامة المسلمين. وإياك أن يغلب عليك الجزع، فإنه يحبط الأجر، ويعقب الوزر. وصلوات الله على أمير المؤمنين حياً وميتاً، وإنا لله وإنا إليه راجعون! وخذ البيعة عمن قبلك من قوادك وجندك وخاصتك وعامتك لأخيك ثم لنفسك، ثم للقاسم ابن أمير المؤمنين، على الشريطة التي جعلها لك أمير المؤمنين من نسخها له وإثباتها، فإنك مقلد من ذاك ما قلده الله وخلفته. وأعلم من قبلك رأيي في صلاحهم وسد خلاتهم والتوسعة عليهم، فمن أنكرته عند بيعته أو اتهمته على طاعته، فأبعث إلي برأسه مع خبره. وإياك وإقالته، فإن النار أولى به. واكتب إلى عمّال ثغورك وأمراء أجنادك بما طرقك من المصيبة بأمير المؤمنين، وأعلمهم أن الله لم يرض الدنيا له ثواباً حتى قضى إلى روحه وراحته وجنته، مغبوطاً محموداً قائداً لجميع خلفائه إلى الجنة إن شاء الله. ومرهم أن يأخذوا البيعة على أجنادهم وخواصهم وعوامهم على مثل ما أمرتك به من أخذها على من قبلك وأوعز إليهم في ضبط ثغورهم، والقوة على عدوهم. وأعلمهم أنني متفقد حالاتهم وأنصارهم، ولتكن كتبك إليهم كتباً عامة، لتقرأ عليهم، فإن في ذلك ما يسكنهم وييسّر أملاهم. وأعمل بما تأمر به لمن حضرك، أو نأى عنك من أجنادك، على حسب ما ترى وتشاهد، فإن أخاك يعرف حسن اختيارك، وصحة رأيك، وبعد نظرك، وهو يستحفظ الله لك، ويسأله أن يشد بك عضده، ويجمع بك أمره إنه لطيف لما يشاء. | محمد الأمين |

بعد خطاب الأمين، ذهب المأمون إلى دار الإمارة، فنعى الرَّشيد على المنبر، قائلًا: «أيها الناس أحسن الله عزاءنا وعزاءكم في الخليفة الماضي صلوات الله عليه وبارك لنا ولكم في خليفتكم الحادث مد الله في عمره»، وشق ثوبه ثم نزل، وأمر للناس بالعطايا، وبايع لأخوه مُحمَّد الأمين ثم لنفسه، قائلًا: «يا أهل خراسان جددوا البيعة لإمامكم الأمين» وأعطى الجند رزق اثني عشر شهرًا.

### رد فعل المأمون واستمرار الانقسام

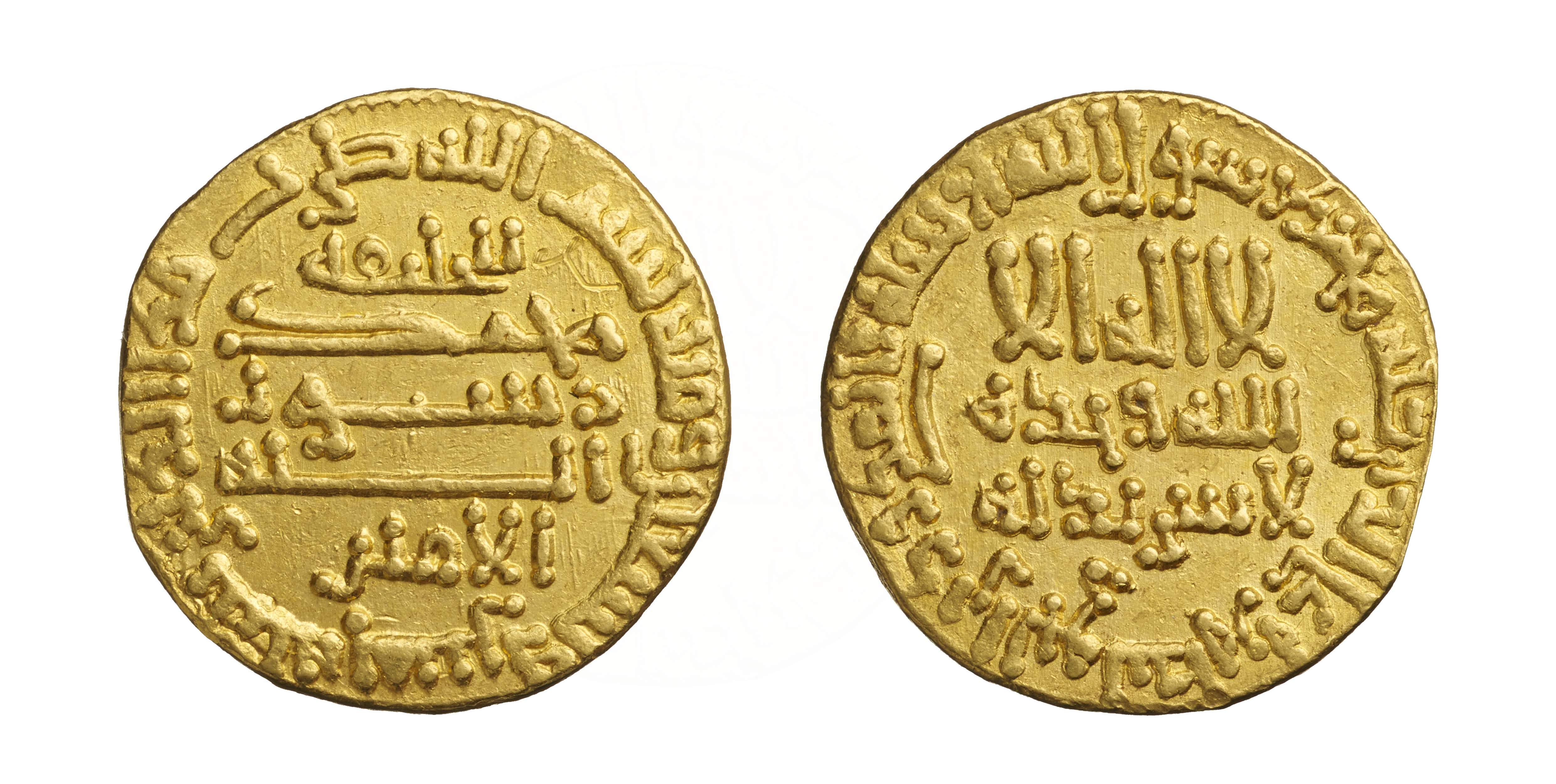
دينارٌ ذهبيٌّ عبَّاسيٌّ سُك في خلافة مُحمَّد الأمين سنة 195هـ / 810 أو 811م.

بعد انكشاف أوامر الأمين السِّرِّيَّة التي أرسلها لقادة جيش خُراسان، تشاور الفضل بن الربيع مع قادة الجيش الكبار حول ما يجب فعله. وهنا برز دور ابن الربيع بشكل حاسم، إذ دفع باتجاه العودة إلى بغداد والالتفاف حول الخليفة الجديد الأمين، قائلًا مقولته التي عكست هذا التوجه، فاقدًا الثقة في أمر المأمون: «لا أدع ملكاً حاضراً لآخر ما أدري ما يكون من أمره». وجدت دعوته صدى لدى القادة والجند الذين رغب كثير منهم في العودة إلى أهلهم ووطنهم في العراق، فوافقوا على الرحيل نحو بغداد، ناكثين بذلك العهود والمواثيق التي أخذها عليهم الرشيد للمأمون ولترتيبات ولاية العهد، ومتجاهلين حقوق المأمون في الجيش والأموال التي كانت معه.
بلغ المأمون في مرو خبر رحيل الجيش بأمواله وقادته إلى بغداد، فشعر بالصدمة والخيانة الكبيرة من أخيه الأمين ثم الجيش الذي من المُفترض التزامه على وصيَّة والدهما الرَّشيد. جمع المأمون من تبقى معه من قادة أبيه ومستشاريه، ومنهم عبد الله بن مالك الخزاعي ويحيى بن معاذ ومستشاره المُقرَّب الفضل بن سهل، واستشارهم في الأمر، فأشار عليه بعضهم بملاحقة الجيش العائد بقوة عسكرية صغيرة لردّهم، لكن ابن سهل عارض ذلك بشدة، محذرًا المأمون بأن هذه الخطوة ستجعله هديةً سهلة لأخيه في بغداد، وقال ناصحًا: «ولكن الرأي أن تكتب إليهم كتاباً وتوجه رسولاً يذكرهم البيعة، ويسألهم الوفاء، ويحذرهم الحنث وما فيه دنيا وآخرة». أخذ المأمون بمشورة ابن سهل، وأرسل سهل بن صاعد ونوفل الخادم برسالة إلى القادة العائدين. لحق الرسولان بالجيش في نيسابور، فقابلا الفضل بن الربيع الذي تملَّص من المسؤولية وعهده للرَّشيد، قائلًا: «إنما أنا واحد من الجند». أما عبد الرحمن بن جبلة الأنباري، فكان رده عنيفًا، إذ حاول طعن الرسول سهل بن صاعد برمحه وسبَّ المأمون وشتمه بالقبائح.

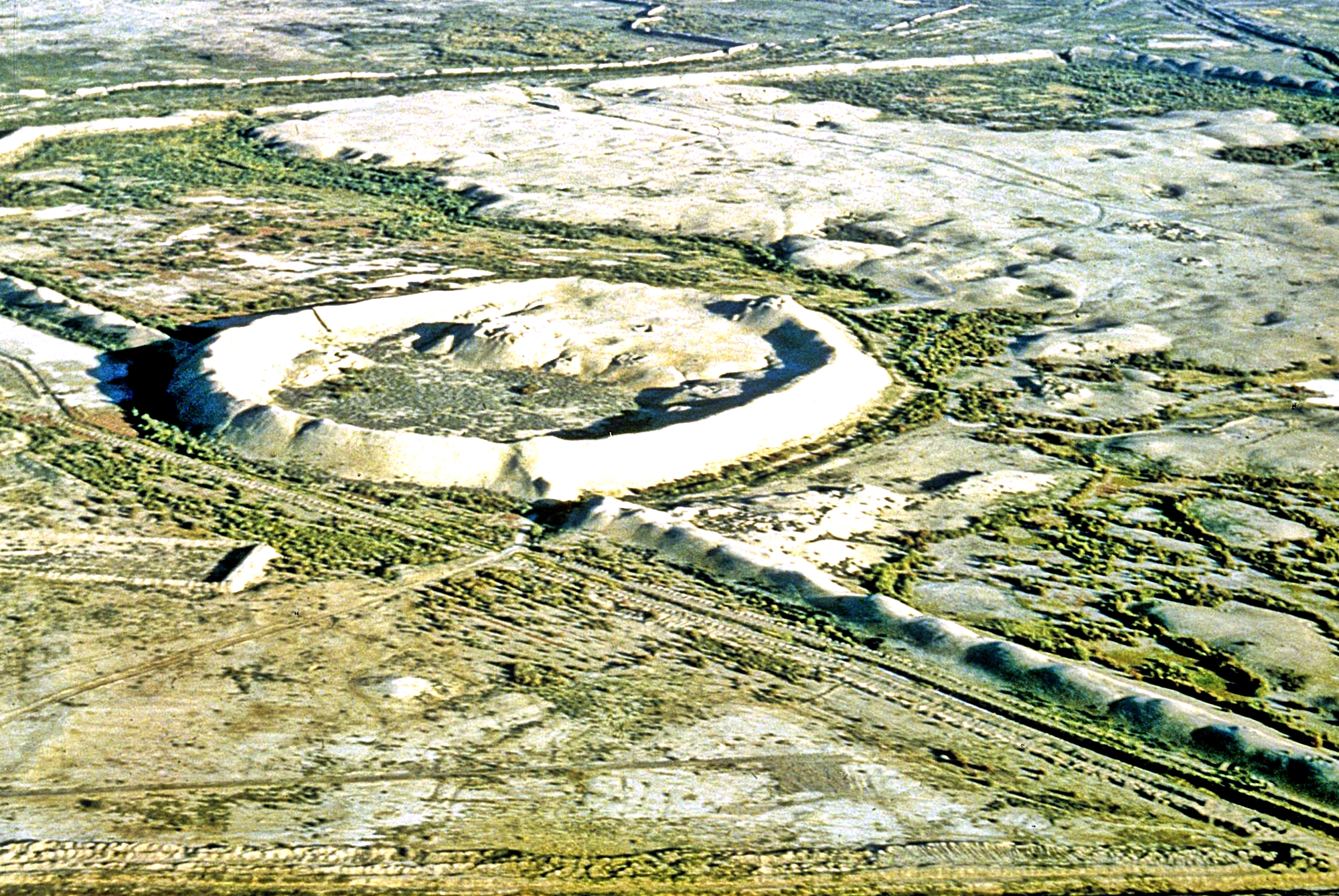
صورة جويَّة حديثة لآثار من مدينة مرو الشَّاهجان، المعروفة باختصار مرو، والتي اتخذها المأمون قاعدة لحُكمه لسنواتٍ طويلة. تشكل مرو جزءًا من دولة تركمانستان المُعاصرة (2006)

عاد الرسولان إلى المأمون بالخبر اليقين عن نقض القوم للعهود وإصرارهم على العودة إلى بغداد، فجزع المأمون على خذلانهم. وهنا برز دور ابن سهل مجددًا في تثبيت المأمون وطمأنته، قائلًا: «أعداء استرحت منهم»، وذكّره بأن موقفه في خراسان قوي بين أخواله وأنصاره وأن البيعة له في أعناقهم، ثم وضع يده على صدره وقال: «اصبر وأنا أضمن لك الخلافة». وثق المأمون بالفضل بن سهل وقال له: «قد فعلت، وجعلت الأمر إليك، فقم به». حاول الفضل بن سهل استمالة من بقي من القادة الكبار مع المأمون مثل عبد الله بن مالك وغيره، فذكرهم بواجب الوفاء للمأمون، لكنهم واجهوه بالرفض أو التردد في البداية، فعاد للمأمون وأخبره، وحثه على انتهاج سياسة تستميل قلوب أهل خراسان وتُظهر جدارته بالحكم، فنصحه باستشارة الفقهاء، والعمل بالحق وإحياء السُّنَّة، وإظهار الزهد ولبس الصُّوف، ورد المظالم. أخذ المأمون بهذه النصائح، وخفّض ربع الخراج عن أهل خراسان، وقرَّب إليه الأبناء من أحفاد نُقباء العبَّاسيين، فكسب بذلك ودهم وتأييدهم بشكلٍ كبير، وقال أعيانها عن المأمون: «ابن أختنا، وابن عم نبينا». على أن المأمون لم يتمسك بإثارة الموضوع، وبادر إلى مُكاتبة أخيه الأمين بالسمع والطاعة والتعظيم، وبعث بالهدايا من الدواب والمسك وغير ذلك، مُقرًِّا بأنه نائبه فيها. ورد الأمين بإقرار المأمون على ما تحت يده من بلاد المشرق، وثبَّت القاسم المُؤتمن على ولاية الجزيرة الفراتية والثُّغور.

### تحريض حاشيته على المأمون

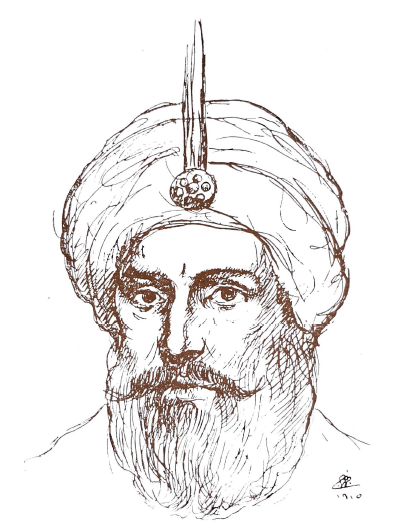
رسم تخيُّليّ للخليفة هارون الرَّشيد بريشة الأديب جُبران خليل جُبران.

ما إن عاد الفضل بن الرَّبيع مع جيش خراسان إلى العراق، ناكثًا العهد الذي أخذه عليه الرشيد للمأمون في طوس، حتى بدأ يفكر في عواقب أفعاله. أدرك الفضل أنه إن آلت الخلافة يومًا إلى المأمون فلن يُبقي عليه بعد ما فعل معه وأقنع الجيش المُرافق للرَّشيد بترك المأمون، ورأى الطريق الوحيد للنجاة تكمن في تقوية جانب الأمين وإضعاف المأمون. بدأ الفضل يسعى جاهدًا في إغراء الخليفة الأمين بخلع أخيه المأمون من ولاية العهد، وتصييرها لابنه الصغير موسى، ذو الخمسة أعوام. لم يكن هذا الأمر من رأي الأمين أو عزمه في بادئ الأمر، إذ تُشير الروايات إلى أنه نوى الوفاء لأخويه المأمون والقاسم بما شرطه لهما والدهما الرشيد من العهود والمواثيق، لكن ابن الرَّبيع لم يزل به، يُصغِّر في عينه شأن المأمون، ويُخوِّفه من قُوته واستقلاله بالشرق، وزيّن له خلع أخويه وتقديم ابنه، قائلًا: «ما تنتظر يا أمير المؤمنين بعبد الله والقاسم أخويك! فإن البيعة كانت لك متقدمة قبلهما، وإنما أُدخِلا فيها بعدك واحدًا بعد واحد»، ولإقناع الأمين أكثر، استعان ابن الرَّبيع بشخصيات أخرى ذات نفوذ في البلاط، مثل علي بن عيسى بن ماهان، والسندي بن شاهك وغيرهما ممن كانوا بحضرته، حتى نجحوا في إزالة الأمين عن رأيه الأول وتوجيهه نحو خلع أخويه.
يُعلِّق المُؤرِّخ العراقي عبد العزيز الدوري على مسؤولية حاشية الأمين في إيصاله لمعاداة أخويه وخصوصًا المأمون، قائلًا: «والذي يفهم من المصادر هو أن حاشية الأمين (خاصة الفضل بن الربيع وعلي بن عيسى بن ماهان) هي التي دفعته الى نكث العهد بينما كانت نيته الوفاء لأخويه»، ثم يتابع قائلًا: «ومع أني لا أنكر أهمية دور الحاشية في الخلافة لكني أرى أن بنود العهد نفسه جعلت الأمين هو الباديء بفكرة نقض بعض تلك البنود فحاول أول الأمر بسط نفوذه على ولايات أخويه ثم تقديم ابنه عليهما في البيعة، وأن حاشيته شجعته وأيدته في ميوله».
في أثناء الأجواء المشحونة بين الطرفين، أرسل المأمون القائد المُخضرم هرثمة بن أعين لمُحاربة رافع بن الليث المُتمرَّد سابقًا على الخليفة الرَّاحل هارون الرَّشيد، وتمكن هرثمة من حصار سمرقند، وحين شعر ابن الليث بضعف موقفه، طلب الأمان من المأمون لما بلغه عن حُسن سيرته، فأمَّنه المأمون وأكرمه بعد تسليم نفسه لهرثمة بن أعين. قدم هرثمة نفسه على المأمون في مرو، فولاه المأمون قيادة حرسه تقديرًا لانتصاره، فكسب المأمون استقرار بلاد ما وراء النهر لتُصبح تحت سيطرته من جهة، وضم إلى جيشه قائدًا فذًّا كهرثمة. أنكر الأمين في بغداد هذه الإجراءات المأمونيَّة، ورأى فيها تعزيزًا لموقف أخيه، فبدأ بتدابير أخرى، إذ كتب إلى العباس بن عبد الله بن مالك الخزاعي، عامل المأمون على الرَّي، يأمره بإرسال غرائب غروس الري إليه مباشرةً، مُريدًا بذلك اختبار ولائه وتجاوز سلطة المأمون. امتثل العباس لأمر الخليفة وأرسل الغروس سرًا، فلما علم المأمون بذلك، وجه من فوره بعزل الخزاعي وثبّت عاملًا مواليًا له.

### فشل المراسلات بين الأخوين

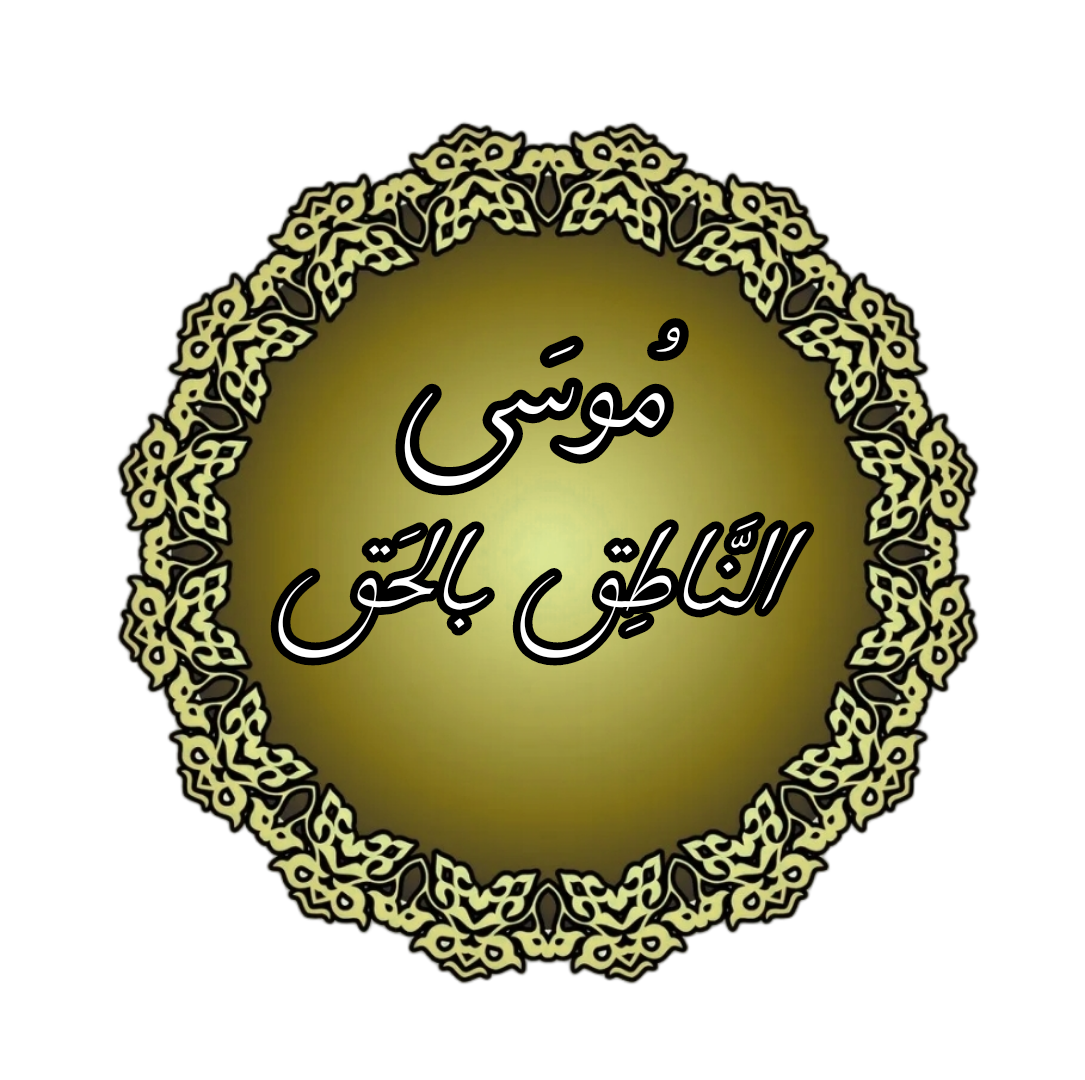
تخطيط باسم موسى بن الأمين، المُلقَّب النَّاطِق بالحَق

طلب الأمين من كاتب سِرِّه إسماعيل بن صبيح نصيحةً ليشير عليه بعزل المأمون عن خُراسان وتولية ابنه موسى، فارتاب ابن صبيح وقال: «أُعيذك بالله يا أمير المؤمنين أن تنقض ما أسّسه الرشيد، ومّهده، وشيّد أركانه»، فرفض الأمين رأيه وعلَّل بأن الرَّشيد قد لُبِّس عليه الأمر، فلمَّا رأى ابن صُبيح أن الأمين مُصممًا على نصيحةٍ لخلع المأمون لا العكس، قال: «أما إذ كان هذا رأيك، فلا تُجاهره، بل اكتب إليه، وأعلمه حاجتك إليه بالحضرة، ليُعينك على ما قلّدك الله من أمر عباده وبلاده، فإذا قدم عليك، وفرّقت بينه وبين جنوده كسرت حدّه، وظفرت به، وصار رهناً في يديك، فائتِ في أمره ما أردت»، فأعجب الأمين بنصيحته وكتب إلى المأمون بالقُدوم عليه مُتعللًا بكثيرٍ من الأسباب، ووجَّه بالكتاب مع وفد مُكوَّن من ثلاثة من كبار الشخصيات: العبَّاس بن موسى بن عيسى العبَّاسي، وصالح صاحب المصلى، ومحمد بن عيسى بن نهيك، في خطوة سياسيَّة ذكيَّة سنة 195هـ / 810م، وحمل الوفد رسالة من الأمين تطالب المأمون بتقديم موسى بن الأمين (الذي لقبه الأمين بالنَّاطق بالحق) على نفسه في ولاية العهد، أو القدوم إلى بغداد. ولزيادة الضغط النفسي على المأمون ورسله، كتب الأمين إلى عُمَّاله على طول الطريق (الرَّي، قومس، نيسابور، سرخس) باستقبال الوفد بمظاهر القُوَّة العسكريَّة والعدد والعتاد.
وصل الرُّسُل إلى مرو، فاستقبلهم طاهر بن الحسين وأكرمهم المأمون ثم أبلغوه برسالة أخيه الخليفة، فرد المأمون بالرفض القاطع لهذا الطلب المخالف لعهود الرَّشيد. حاول العبَّاس بن موسى بن عيسى إقناع المأمون بالقبول، مقللًا من أهمية الأمر ومذكرًا بخلع جده عيسى بن موسى سابقًا من ولاية العهد، وأنه لم يضره ذلك، فنهره الفضل بن سهل بغضب، مذكرًا إياه بالفارق الكبير بين موقف جده الأسير والضعيف، وموقف المأمون القوي بين أخواله وأنصاره في خراسان. أدرك الفضل بن سهل ذكاء العباس بن موسى وطموحه، فاختلى به واستماله إلى جانب المأمون، ووعده بولاية الموسم (الحج) ومناصب أخرى، فبايع العباس سرًا للمأمون بالخلافة، وأصبح بعد ذلك عينًا له في بغداد. طلب الأمين من المأمون التنازل عن بعض كور خراسان والسماح بتعيين عامل بريد يتبع لبغداد مباشرة، غير أن المأمون أرسل إليه رسالةً رقيقة مُهذَّبة مُتمسكًا ومُذكِّرًا بالعهد المُبرم، قائلًا: «أما بعد، فإن الإمام الرشيد ولّاني هذه الأرض على حين كَلَبٍ من عدوّها، ووهيٍ من سدّها، وضعفٍ من جنودها، ومتى أخللتُ بها، أو زُلتُ عنها لم آمن انتقاض الأمور فيها، وغلبة أعدائها عليها، بما يصل ضرره إلى أمير المؤمنين حيثُ هو، فرأيُ أمير المؤمنين في أن لا ينقض ما أبْرَمه الإمام الرشيد».

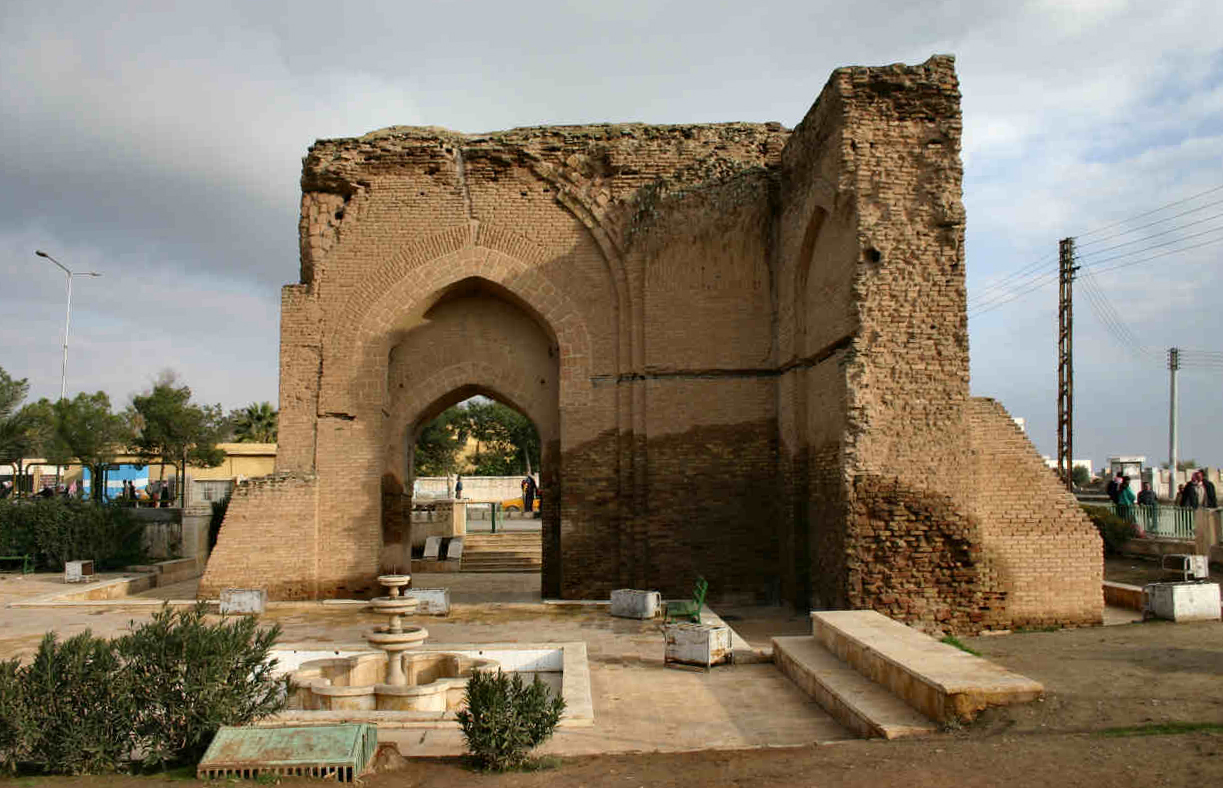
بقايا باب بغداد في مدينة الرَّقَّة المبنية في العصر العبَّاسي. (2003)

احتدمت نبرة المراسلات بين الأخوين تدريجيًا مع تمسُّك كل طرف بموقفه وحججه، إذ سعى كلٌّ منهما لتبرير مطالبه، فالأمين يؤكد أحقيته بالمال والجيش كخليفة، والمأمون يتمسك بالعهود التي وضعها الرشيد. ومن أمثلة هذا التجاذب، أن المأمون أرسل يطلب من الأمين إرسال أمواله التي تركها في بغداد والرقة وصرفه له الرَّشيد سابقًا، بالإضافة للسماح لزوجته أم عيسى بنت الهادي وولدين له باللحاق به في خراسان. رفض الأمين مطالب المأمون، متذرعًا بحاجته لهذه الأموال لمصالح المُسلمين، وذكرت رواية أنه صرفها في أمور المسلمين وأنه أولى مما أوصى به أباهما الرَّشيد، وأنه الأقدر على رعاية أهل أخيه الموجودين في كنفه بالعاصمة كرعايته لأهل بيته، خوفًا عليهم من مشقة السفر، ووحشة الطريق، وإذا رأى حاجة لذلك سيأذن بإخراجهم للمأمون ازدادت وحشة المأمون أمام تلاعبات الأمين فيه، وعلم الطريق الذي سيسلكه معه، وبدأ بالتحرُّز منه. اتسمت رسائل المأمون في هذه الفترة بلين الأسلوب والتهذيب، محاولًا تجنب التصعيد أو يكون البادئ بالفرقة. وبعد مداولات المأمون مع كبار مستشاريه، الذين انقسموا بين الترغيب في الاستجابة الجزئية لتجنب الصدام وبين التحذير من عواقب التنازل، أخذ المأمون برأي الأخوين الفضل والحسن ابني سهل، القاضي بالتمسُّك بالحقوق المنصوص عليها في العهود، وكتب إلى الأمين ردًا حازمًا يرفض فيه طلباته، مؤكدًا أن الرشيد قد أعطاه هذه الولايات والصلاحيات لسبب وجيه يتعلق بأمن الدولة وحفظ الثغور، وأن مطالبة الأمين بها تتجاوز حقه وتخالف ما اتفق عليه.
بدأ الفضل بن سهل يُطلق لقب الإمام أو إمام المؤمنين على المأمون في هذه الفترة، تمهيدًا للمطالبة بالخلافة له وإظهارًا لحقه ونفوذه. وقبل عودة وفد الأمين إلى بغداد، أوصاهم المأمون بشكلٍ صريح، قائلًا: «إن أمير المؤمنين - أي الأمين - كتب في أمر كتبت له في جوابه، فأبلغوه الكتاب، وأعلموه أني لا أزال على طاعته، حتى يضطرني بترك الحق الواجب إلى مخالفته». وفي هذه الأثناء، بدأ المأمون من جانبه باتخاذ إجراءات احترازية وتأمين ولايته، فوجَّه الحرس إلى حدود خراسان لمنع وصول أي رسل أو جواسيس من بغداد، وتفتيش الكتب، ومنع الغرباء من التجوُّل في البلاد دون إذن، لحصر أهل خراسان ومنع استمالتهم أو تخويفهم.
وأمام عناد المأمون في التمسُّك بالعهود، ورغبة الأمين في خلعه وتولية ابنه موسى وليًّا للعهد من بعده، جمع القادة حوله وسألهم الرأي، فتكلَّم عبد الله بن خازم بن خزيمة التميمي ناصحًا، فقال: «يا أمير المؤمنين، لا تحمل قُوَّادك وجنود على الغدر فيغدروا بك، ولا يرون منك نقض العهد فينقضوا عهدك»، فرد الأمين بجوابٍ دبلوماسي على قُوَّةٍ من أمره، ومُتمسكًا برغبة حاشيته، ونافرًا من اتهامه بالغدر، فقال: «ولكن شيخ هذه الدولة علي بن عيسى بن ماهان لا يرى ما رأيت، بل يرى أن يكون عبد الله معي ليؤازرني ويحمل عني ثقل ما أنا فيه بصدده». علَّق المُؤرِّخ اللُّبناني محمد سهيل طقوش: «نستنتج من ذلك، أن نية الغدر كانت موجودة عند الأمين، ومبيتة في نفسه منذ اللحظة الأولى، التي عين فيها والده أخاه المأمون ولياً للعهد من بعده. وهذه المشكلة، هي التي فجرت النزاع بين الأخوين، وقد كان ما بينهما متباعداً في حياة أبيهما، فلما مات لم يرد أحدهما الآخر. أما المأمون فظل قابعاً في خراسان لم يبرحها، وأما الأمين فقد خشي عاقبة هذا الاعتكاف، فكان طبيعياً أن تسوء ظنون الأخوين أحدهما بالآخر.». ويُعلق المُؤرِّخ المصري محمد إلهامي على الأحداث الجارية: «ومنذ هذه اللحظة سيصير أمامنا مشهدان، مشهد في بغداد، ومشهد في مرو، على أن المأمون كان أحكم وأعقل وأفضل سياسة وكانت مناطقه هادئة، فيما عانى الأمين من قلاقل واضطرابات زاد من أثرها سياسته غير الحكيمة، كما أن المأمون قد رُزِق بقادة أقوياء بارعين مخلصين له على عكس رجال الأمين!».

## حرب الأمين والمأمون

### خلع المأمون وبيعة موسى بن الأمين

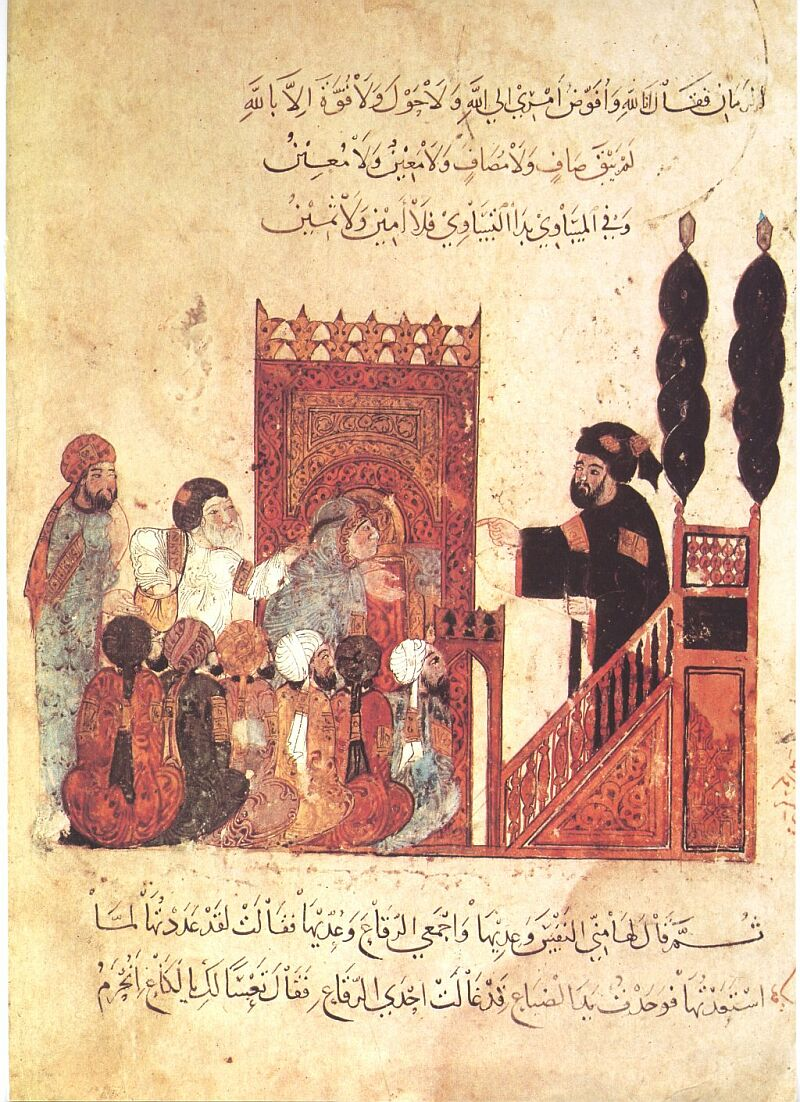
مخطوطة تظهر إعلان الأئمة أو الخُلفاء الرَّسمي في المنبر كجزء من ثقافة العصر العبَّاسي. من مقامات الحريري (1237)

فشلت المراسلات بين الأمين والمأمون في الوصول إلى حلول أو صلحٍ بينهما، وعاد رُسُل الأمين من مرو حاملين رفض المأمون القاطع لمطالب أخيه لتقليص نُفوذه. ألحَّ كُلًّا من الفضل بن الربيع، وعلي بن عيسى بن ماهان على الأمين بضرورة حسم الأمر بالقوة وخلع المأمون نهائيًا، بسبب رفضه وعناده وإصراره في التمسك بالعهود. استجاب الأمين أخيرًا، فأعلن البيعة لابنه موسى الناطق بالحق وليًا للعهد في شهر صفر سنة 195هـ / نوفمبر أو ديسمبر 810م، وأمر بالكف عن ذكر المأمون والقاسم في الخطبة على جميع منابر الخلافة، ليتم خلعهما رسميًّا من ولاية العهد ناقضًا بذلك العهد المُبرم مع أبيه الرَّشيد، ثم نشطت في بغداد حملة إعلامية من أنصار الأمين لتبرير خطواته، فعملت الحملة على التشهير بالمأمون وإذاعة مساوئه، والترويج بأن عصيانه المزعوم هو نقضٌ لما أُبرم في وثيقة مكة، وبعث الأمين في طلب وثيقتي العهد من حجبة الكعبة، فلما جيء بهما إليه مزقهما وأبطلهما. وعزل أخاهُ القاسم عن الجزيرة والثُّغور وأمره بالبقاء عنده تحت عينه في بغداد.
وصلت أخبار خلع المأمون رسميًا وإسقاط اسمه من الخطبة إليه، بالإضافة إلى تقارير جواسيس المأمون في بغداد وما فعله مع أخوه ووليُّ العهد الثالث القاسم، حينها قال المأمون للفضل بن سهل: «هذه أمور قد كان الرأي أخبر عن عيبها، ثم هذه طوالع تخبر عن أواخرها، وكفانا أن نكون مع الحق، ولعل كرهاً يسوق خيراً». باشر المأمون بإجراءات القطيعة النهائيَّة ردًا على أفعال أخيه، فقطع المراسلات مع الأمين، وأزال اسمه من مسكوكات العُملة وسائر مظاهر الخلافة في أماكن نُفُوذه، ليصبح الصدام العسكري وشيكًا بين الأخوين.
بدأ الفضل بن سهل بتجهيز الجيوش في خراسان، ووضع طاهر بن الحسين على رأس قوة عسكرية متقدمة في الرَّي. ووجه الأمين، القائد عصمة بن حماد بن سالم إلى همذان القريبة من الرَّي، بينما استمر الفضل بن الربيع وعلي بن عيسى في تحريض الأمين ودفعه نحو الحرب الشاملة. حاول عبد الله بن خازم بن خزيمة التميمي ثني الأمين عن خلع المأمون ونكث العهود التي قطعها على نفسه أمام الرَّشيد، وقيل بل أباه خزيمة بن خازم ناشد الأمين قائلًا: «يا أمير المؤمنين، لا تحمل قُوَّادك وجنود على الغدر فيغدروا بك، ولا يرون منك نقض العهد فينقضوا عهدك»، إذ كانت سابقة لم تحصل أن عزل الخليفة وليًّا للعهد دون موافقته، فتعلل الأمين بابن ماهان.
لم يكتفِ الأمين بإسقاط المأمون من ولاية العهد فحسب، بل اتخذ إجراءات أخرى لزيادة الضغط، فأرسل إلى زوجة المأمون، ابنة عمِّه أم عيسى بنت الهادي المقيمة في بغداد يطالبها بجوهرًا كان عندها للمأمون، فلما امتنعت، لم يتردد الأمين في إرسال الشُّرطة لاقتحام بيتها وانتزاع منها ما أراد عنوة. وصلت هذه الأخبار إلى المأمون في مرو، فجمع قادته وأعلن أمامهم موقف الأمين الأخير، قائلًا: «قد علمتم ما كان أبي شرط علي وعلى محمد وقد نكث ونقض العهود وأوجد السبيل إلى خلعه بنكثه ونقضه وتعرضه لأموالي وأسبابي وأعمالي، وتحريقه الشروط والعهود التي عليه، واستخفافه بحق الله فيما نكث من ذلك، واشتغاله بالخصيان». اتفق رأي قادة المأمون على مراسلة الأمين مرة أخيرة، فإن لم يرجع عن قراراته خلعوه نهائيًا وأسقطوا شرعيِّته لعدم التزامه بعهد الرَّشيد. وعلى الطرف الآخر في بغداد، جمع الأمين قادته وأعلن أمامهم نيته النهائية بشن الحرب على أخيه المأمون. ذكر أحد شعراء بغداد عن التصعيد بين الأمين والمأمون، مُنتقدًا الأمين على الاستماع لحاشيته، قائلًا:

### ابن ماهان قائدا عاما لحرب المأمون
بعد وصول الأمور إلى القطيعة التامة وفشل آخر محاولات التوصل إلى تسوية مع المأمون، عزم الأمين في بغداد على حسم الصراع عسكريًا. ففي شهر ربيع الآخر سنة 195هـ / يناير 811م، وبعد شهرين من إعلان خلع المأمون رسميًا، بدأ الأمين بتجهيز جيش ضخم لغزو خراسان وإنهاء سُلطة المأمون نهائيًّا. أسند الأمين قيادة هذه الحملة الكبيرة إلى علي بن عيسى بن ماهان، الوالي السابق لخراسان الذي عزله الرَّشيد لسوء سيرته وظلمه لأهلها. لم يكتف الأمين بإسناد قيادة الجيش لابن ماهان، بل زاده وعيَّنهُ على كور الجبل كلها، من نهاوند وهمذان، وقم، وأصفهان، ليضمن سيطرته على المناطق التي سيمر بها الجيش ويوفر له الموارد اللازمة. وعهد إليه بحضانة ابنه ووليُّ عهده موسى الناطق بالحق، ثم أمر الأمين لابن ماهان بمائتي ألف دينار، ولولده بخمسين ألف دينار، وأغدق على الجند أموالًا طائلة، وجهزه بألفي سيف مُحلَّى وستة آلاف ثوب للخلع، ليُظهر مدى الأهمية التي يوليها لهذه الحملة.

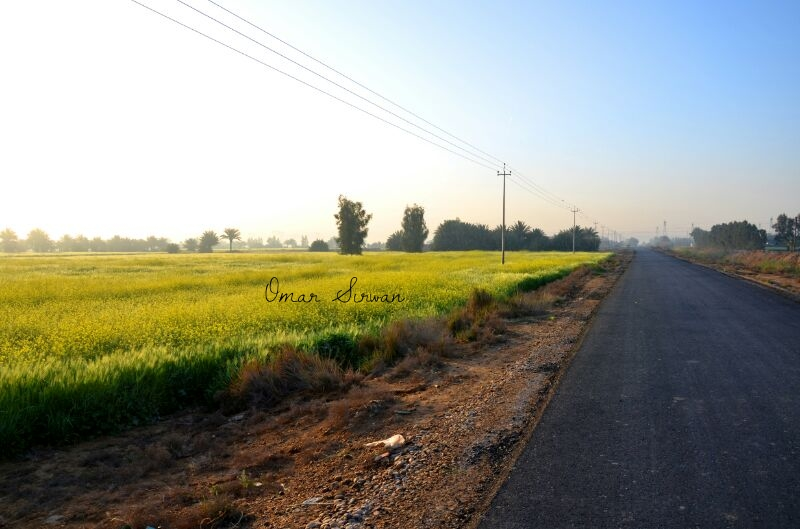
صورة حديثة من أرض النَّهروان، حيث شيّع فيها الأمين جيشه وودَّع ابن ماهان لقتال جيش المأمون. (2013)

أثار اختيار ابن ماهان قائدًا للحملة استغراب الكثيرين، بل واعتبره البعض خطأً استراتيجيًا فادحًا من الأمين، فابن ماهان يحظى بكرهٍ شديد في خُراسان لسوء سيرته سابقًا وظلمه لهم، مما وحَّد صُفوف أهل خراسان على اختلافهم خلف المأمون للدفاع عن أنفسهم وبلادهم على من سامهم العذاب سابقًا. يُضاف إلى ذلك أن لابن ماهان ثأرًا شخصيًّا مع الخُراسانيين الذين تسبَّبوا في عزله أيَّام الرشيد، فكان يتوق لقهرهم والانتقام منهم. وبلغت ثقة ابن ماهان بنفسه وبجيشه حد الغرور، حتى إنه أخذ معه قيدًا من فِضَّة ليأسر به المأمون ويأتي به مقيدًا إلى بغداد. وتُروى قصة حول هذا القيد، إذ أن السيدة زبيدة بنت جعفر أم الخليفة الأمين، هي من أعطته القيد، لكنها أوصته في الوقت وصيَّةً طويلة بمُراعاة مقام المأمون وتكريمه، قائلة: «إن محمدا، وإن كان ابني وثمرة فؤادي، فإن لعبد الله من قلبي نصيبا وافرا من المحبة، وأنا التي ربيته، وأنا أحنو عليه..»، وأمرته بجملة من الوصايا منها أن لا يقتسره أو يهينه مهما أبدى من عدوانيَّة نحوه، وأن يتذكر حق أبيه وأخيه، ولا يمنع جارية عنه أو خادمًا لمساعدته، ولا يسير أمامه، وإن دعاه فليلبي طلبه، ولا يركب حتى يركب قبله، وأن يظهر له الإجلال والإكرام، مما يشير إلى أملها في تسوية تحفظ ماء وجه الجميع، وإن كان انتصار ابن ماهان شبه مؤكد في نظرها.
خرج ابن ماهان من بغداد على رأس جيشه الضخم الذي قُدّر بأربعين ألف مقاتل وقيل ستين ألفًا، وشيّعه الأمين بنفسه حتى النهروان في جُمادى الآخرة سنة 195هـ / مارس 811م. صاحب خروج الجيش دعايةً واسعة وإلقاءً للخُطب من أنصار الأمين تؤكد أحقيته في الخلافة وأسبقيته في البيعة، وتُشهر بالمأمون وتتهمه بنقض العهود والتلقُّب بالإمامة زورًا. ووُزِّعت بأوامر الأمين أموالًا طائلة على الجند عمومًا، وخُصص الخُراسانيُّون المنضوون في جيش الأمين بثلاثة ملايين درهم لضمان ولائهم. ومن حجم الجيش وتجهيزاته الضخمة، ساد معها الاعتقاد في بغداد بأن هزيمة المأمون ومن معه أمرٌ محتوم بلا شك. أثناء مسيره، راسل ابن ماهان ملوك الدَّيلم وجبال طبرستان والمناطق المجاورة، ووعدهم بالعطايا والهدايا الثمينة كالتيجان والأسورة والسيوف المُحلاَّة بالذهب، طالبًا منهم قطع طرق الإمداد عن خُراسان ومنع وصول أي مدد إلى طاهر بن الحسين في الري، فأجابوه إلى ذلك.

### معركة الري ومقتل ابن ماهان

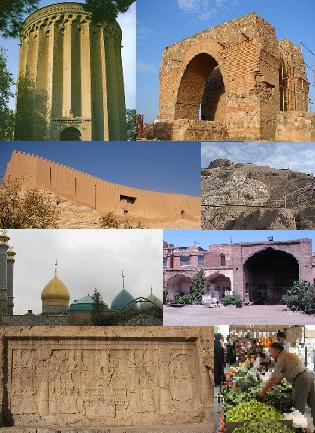
صورٌ حديثة من مدينة الرَّي التَّاريخيَّة (الجزء الجنوبي من طهران).

سار ابن ماهان بجيشه، تملؤه الثقة والغطرسة، مستخفًا بخصمه طاهر بن الحسين وقواته القليلة العدد. فلما بلغه أن طاهرًا يستعد للقتال في الرَّي، ضحك وقال لأصحابه مستهزئًا: «وما طاهر! فوالله ما هو إلا شوكة من أغصاني، أو شرارة من ناري... فإن السخال لا تقوى على النطاح، والثعالب لا صبر لها على لقاء الأسد». بلغ به الاستخفاف بخصمه حد إهمال أبسط قواعد الحيطة العسكرية، فلم يرسل العيون والطلائع لاستكشاف الطريق أو مواقع جيش المأمون، ولم يكترث باختيار موقع حصين لمعسكره أو إقامة خندق حوله، رافضًا نصائح قادته الذين أشاروا عليه بذلك. اعتقد ابن ماهان أن طاهرًا إما سيتحصن بالرَّي فيخذله أهلها، أو سيفر هاربًا بمجرد اقتراب جيشه الكبير. وعندما حذره أحد قادته، يحيى بن علي، من مغبة التواني والاغترار، وأن طاهرًا لو كان ينوي الهرب لما تأخر إلى الآن، نهره ابن ماهان قائلًا: «اسكت، فإن طاهراً ليس في هذا الموضع الذي ترى، وإنما تتحفظ الرجال إذا لقيت أقرانها، وتستعد إذا كان المناوئ لها أكفاءها ونظراءها».
استعد طاهر بن الحسين في الرَّي وتجهز بحزمٍ للقاء جيش ابن ماهان، رغم قلة عدد جيشه الذي لم يتجاوز أربعة آلاف مقاتل. وبعد مُشاورة أصحابه، رفض رأيهم بالتحصُّن داخل المدينة، خشية أن يؤدي ذلك إلى تثبيط عزائم جنده وإلى ثورة أهل الرَّي عليه بتأثير الخوف من جيش ابن ماهان، وقرر الخروج لملاقاة عدوه في ميدان مفتوح خارج المدينة، معسكرًا في قرية قريبة، وقال لقواده: «إن أصحابي قليل، والقوم عظيم سوادهم كثير عددهم، فإن دافعت القتال، وأخرت المناجزة لم آمن أن يطلعوا على قلتنا وعورتنا... ولكن أُلْفُّ الرجال بالرجال، وألحم الخيل بالخيل، واعتمد على الطاعة والوفاء، وأصبر صبر محتسب للخير... فإن يرزق الله الظفر والفلج فذلك الذي نريد ونرجو، وإن تكن الأخرى، فلست بأول من قاتل فقتل». ثم عبأ طاهر جيشه ونظمه، وجعل يمر على جنوده يذكرهم بعدالة قضيتهم ووجوب الوفاء بالعُهود بعكس الأمين وحزبه وأنصاره.
أقبل ابن ماهان بجيشه الضخم حتى نزل على مقربة من معسكر طاهر قرب مدينة الرَّي، وبدأ في ترتيب قواته في تشكيل معقد يعتمد على عشر رايات، كل راية تضم ألف مقاتل، مع خطة لتبديل الرايات المتقدمة في القتال لضمان استمرار الهجوم. بينما استعد طاهر ورجاله للمواجهة بثبات. وقبل التحام الجيشان، قام أحد قادة طاهر، وهو أحمد بن هشام، برفع نسخة من وثيقة البيعة التي أقرَّها ابن ماهان على نفسه للمأمون في أهل خراسان سابقًا، وعلقها على رمح وتقدم بين الصفين طالبًا الأمان للكلام، فأمنه ابن ماهان. نادى أحمد بن هشام مذكِّرًا ابن ماهان بالعهد: «يا علي بن عيسى، ألا تتقي الله! أليس هذه نسخة البيعة التي أخذتها أنت خاصة! اتق الله فقد بلغت باب قبرك». غضب ابن ماهان لسماع هذا الكلام، وسأل عن هوية المتكلم، فلما عرف أنه أحمد بن هشام (الذي جلده سابقًا)، صاح في أهل خراسان يعرض ألف درهم لمن يأتيه برأسه، فكان هذا الموقف بمثابة الشرارة الأخيرة لاندلاع القتال.
على الرغم من الفارق الهائل في العدد والعتاد بين جيش الأمين بقيادة ابن ماهان وجيش المأمون بقيادة طاهر بن الحسين، فإن نتيجة معركة الرَّي جاءت مخالفة للتوقُّعات السَّائدة في بغداد، إذ تمكن جيش طاهر الأصغر عددًا، بفضل قيادته الحازمة وتخطيطه الذكي وصبر جنوده وروحهم المعنوية العالية، من إلحاق هزيمةٍ نكراء بجيش ابن ماهان، الذي وقع في أخطاء عسكرية قاتلة نتيجة ثقته المفرطة بقيادته واستخفافه بخصمه. انتهت المعركة بمقتل ابن ماهان نفسُه، وتشتُّت جيشه الكبير في رمضان سنة 195هـ / يونيو 811م. أُرسل رأس ابن ماهان وخاتمه إلى المأمون في مرو إيذانًا بالنَّصر العظيم.

#### تداعيات هزيمة ابن ماهان

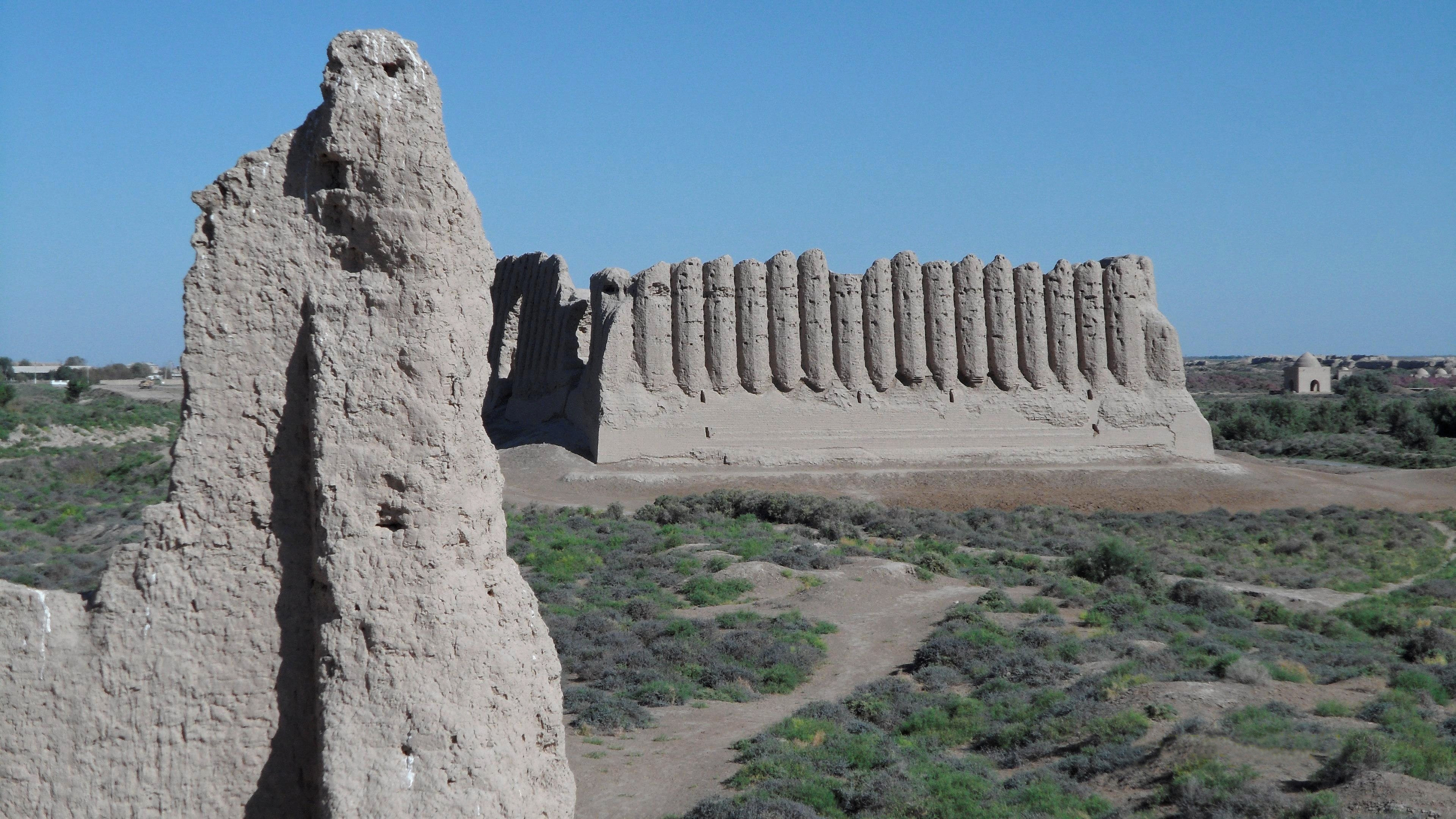
صورة حديثة تظهر آثار من مدينة مرو، في دولة تركمانستان المُعاصرة. (2011)

جاء وقع هذا الانتصار هائلًا في بلاط المأمون بمرو، إذ استقبله المأمون ووزيره الفضل بن سهل بفرح غامر، ورأوا فيه تأييدًا إلهيًا لقضيتهم. وقبل إرسال جيش آخر بقيادة هرثمة بن أعين مددًا لطاهر، استغل الفضل بن سهل هذا النصر الكبير لترتيب بيعة رسميَّة للمأمون بالخلافة في خراسان، ليزداد موقفه قُوَّة وإضفاء عليه شرعيَّة. على النقيض تمامًا، نزلت أخبار الهزيمة ومقتل القائد الكبير ابن ماهان كالصاعقة على بغداد حين وصلتها في شوال 195هـ / يوليو 811م. لم يقتصر الأثر على بلاط الخلافة، بل امتد إلى الجند الذين سرت بينهم حركة تمرُّد واسعة، وتجمعوا مطالبين بزيادة الأرزاق والعطايا، ولم تهدأ خواطرهم إلا بعد صرف الأمين لهم بأرزاق أربعة أشهر إضافية وزيادات أخرى، مما زاد من إنهاك خزانة الدَّولة. وسرى القلق والفزع بين أهل بغداد الذين أدركوا أن الحرب بين الأخوين قد بدأت بالفعل، وأنها ستكون حربًا طاحنة لم تشهد الدولة مثلها منذ الصراع بين أبو جعفر المنصور وعمَّهُ عبد الله بن علي العبَّاسي قبل نحو ستين عامًا. وذكر المُؤرخ اللبناني محمد سهيل طقوش أن الأمين أخطأ بتعيين ابن ماهان قائدًا للحملة، قائلًا: «والواقع أن الأمين أخطأ تقدير الموقف السياسي والعسكري، أو غرر به لتعيين علي بن عيسى على رأس قواته، لأن هذا التعيين كان قاضياً على الأمل في استمالة الخراسانيين، نظراً لكراهيتهم له، مما أثار حميتهم، فاستماتوا بالقتال. ويبدو أن الأهواء الشخصية أدت دوراً في هذا الاختيار فعلي كان يطمع في العودة إلى منصبه القديم، كحاكم لولاية خراسان، وربما عمد الأمين إلى إغاظة سكانها، فولاه القيادة نكاية بهم والراجح أن أحد عيون الفضل بن سهل، وهو العباس بن موسى، هو الذي أشار على الأمين أن يؤمر علياً ليثير حمية الخراسانيين على القتال».

### حملة عبد الرحمن الأنباري ومقتله

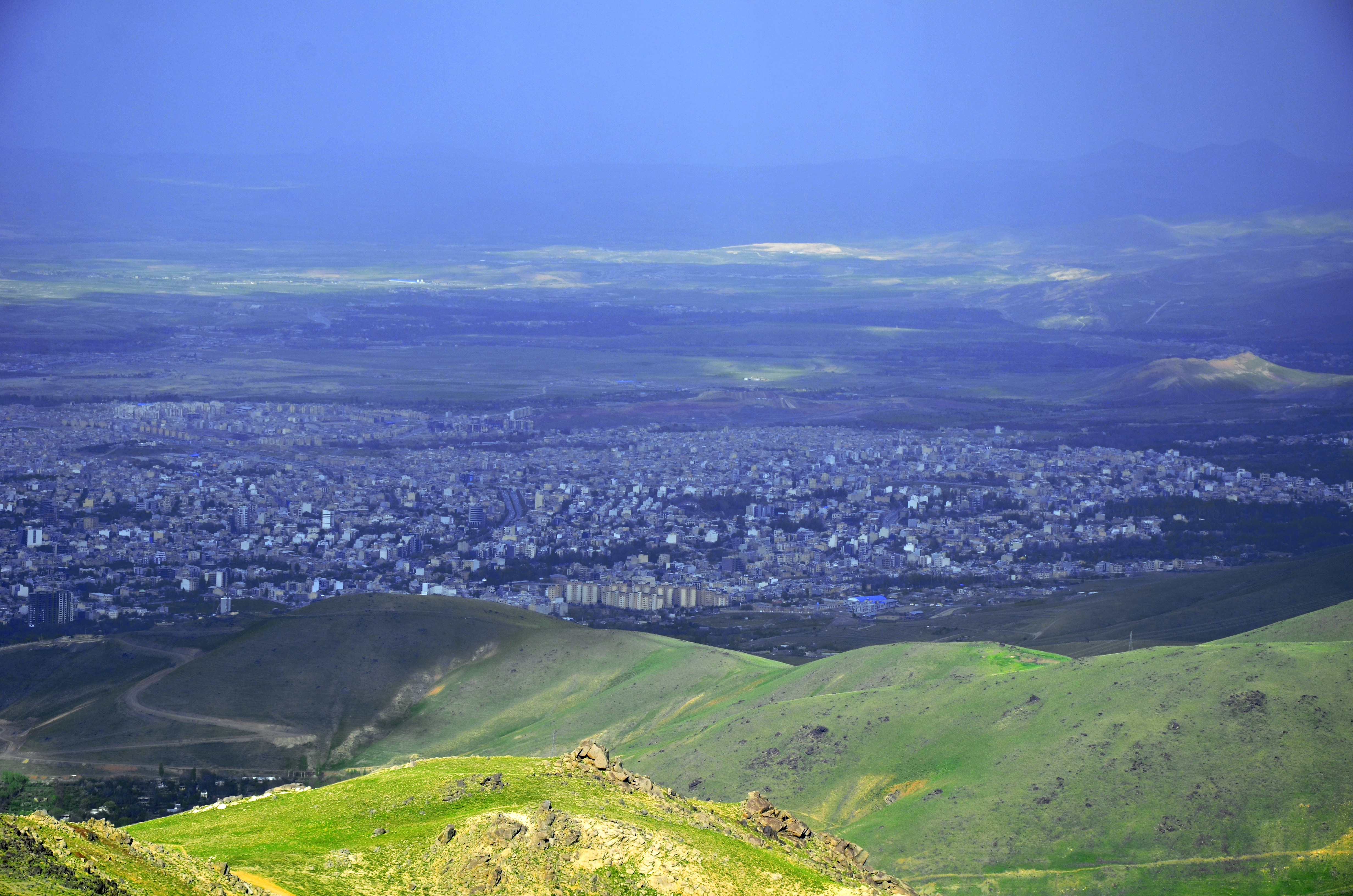
إطلالة على مدينة همذان التي وُقعت فيها المعركة الثانية بين الأمين والمأمون، وانتهت بنصرٍ مأمونيٍّ آخر. (2012)

كان أول رد فعل عملي للأمين بعد هزيمة الري المُوجعة، هو مصادرة أموال المأمون وضياعه في بغداد وأرض السَّواد بإيعاز وإشارةٍ من وزيره الفضل بن الربيع. ثم سارع بتجهيز جيش آخر في محاولة لوقف تقدُّم طاهر، وأسند قيادته إلى عبد الرحمن بن جبلة الأنباري، وقيل الأبناوي، وهو من قادة الأبناء الشجعان. خرج ابن جبلة على رأس عشرين ألف مقاتل، ومنحه الأمين كامل ولاية المشرق من حلوان شرقًا وكل ما يستطيع الاستيلاء عليه من أراضي المأمون، وأمره بالتوجه سريعًا إلى همذان لملاقاة طاهر وإنهاء خطرُه. تقدم طاهر بجيشه من الري نحو همذان، ودارت بينه وبين جيش ابن جبلة معارك شديدة لعدة أيام أظهر فيها الطرفان بسالة كبيرة. إلا أن الغلبة كانت في النهاية لطاهر بن الحسين، فلجأ ابن جبلة بمن بقي معه للتحصُّن داخل مدينة همذان، فحاصره طاهر حصارًا شديدًا وقطع عنه الإمدادات. اضطر ابن جبلة في النهاية إلى طلب الأمان لنفسه ولمن معه، فأجابه طاهر إلى ذلك. لكن ابن جبلة بعد خروجه بالأمان، غدر بجيش طاهر وفاجأهم بهجوم غادر قتل فيه عددًا منهم، إلا أن طاهرًا سرعان ما استعاد زمام المبادرة سريعًا، وهزم ابن جبلة للمرة الثانية وقتله جزاء غدره.

### اتساع نفوذ المأمون وتفاقم أزمات الأمين
لم يمض سوى شهرين بين وصول خبر هزيمة ابن ماهان ووصول خبر هزيمة ابن جبلة ومقتله إلى بغداد في ذو الحجة 195هـ / سبتمبر 811م. فتضاعف القلق والفزع في العاصمة، خصوصًا وأن جيوش المأمون لم تعد في موقف الدفاع فقط، بل بدأت بالهجوم والتوغُّل غربًا، فطرد طاهر بن الحسين ولاة الأمين عن قزوين وباقي كور ولاية الجبل، وتعاظم نفوذ المأمون في تلك المناطق بسرعة، وواصل طاهر تقدمه نحو العراق. ولم تنتهِ مصائب الأمين عند هذا الحد في تلك السنة؛ ففي الشهر نفسه (ذي الحجة 195هـ / سبتمبر 811م)، اندلعت ثورة في الشَّام بقيادة علي بن عبد الله بن خالد بن يزيد بن معاوية الأموي (المعروف بالسفياني)، الذي دعا لنفسه وحاصر والي الأمين على دمشق، سليمان بن أبي جعفر، الذي نجا بنفسه بصعوبة وهرب من المدينة.
اضطر الأمين لتوجيه جيش آخر بقيادة الحسين بن علي بن عيسى بن ماهان (ابن القائد المقتول ابن ماهان في الرَّي) لإخماد ثورة علي بن عبد الله الأموي، لكن الحسين بن ابن ماهان وصل بجيشه إلى الرَّقَّة ثم أقام بها ولم يتقدم نحو الشَّام، في دلالة واضحة على مزيد من التضعضع في سلطة الأمين وهيبته حتى بين قادته. كانت خراسان في هذه الأثناء، تحتفل بالنصر المُتزايد من قبل جيش المأمون وانتصاراته المُتزايدة، وعمد المأمون إلى مكافأة وزيره ومدبر دولته الفضل بن سهل، فرفع مكانته ومنحه لقب ذي الرياستين (رياسة الحرب ورياسة التدبير)، وأصبح أول وزير يُلقب بالأمير، في دلالة على النفوذ الكبير الذي اكتسبه الفضل والمكانة الكبيرة التي بدأت تتشكل لدولة المأمون في الشرق.

### محاولات الأمين اليائسة لصد تقدم المأمون

خارطة تُظهر مناطق شمال العراق وشرق الجزيرة الفُراتيَّة في أواخر القرن التاسع الميلادي.

حاول الأمين تدارك الموقف وتجهيز جيش ثالث لمواجهة طاهر بن الحسين الزَّاحف بقُوَّة نحو العراق، فوقع اختياره بدايةً على القائد المخضرم أسد بن يزيد الشيباني، لكن أسدًا اشترط شروطًا مجحفة، قيل إنها تضمنت رواتب مضاعفة للجند لعامين مع حقهم في الاستيلاء على أموال وخراج المدن التي يفتحونها، فغضب الأمين من هذه المبالغات وأمر بحبسه. وتذكر رواية أخرى أن شرط أسد كان أشد غرابة، إذ طلب تسليمه ابني المأمون الموجودين في بغداد ليكونا رهينة لديه، مع صلاحية قتلهما إن لم يستجب المأمون، وهو ما أثار حفيظة الأمين بشدة، فقال له موبخًا: «أنت أعرابي مجنون! أدعوك إلى ولاء أعنة العرب والعجم وأطمعك خراج كور الجبال إلى خراسان وارفع منزلتك... وتدعوني إلى قتل ولدي وسفك دماء أهل بيتي؟!!» وأمر بحبسه على إثر ذلك.
حرص الأمين على عدم استعداء قبيلة شيبان التي ينتمي إليها أسد بن يزيد، فالتمس قائدًا آخر من أهل بيته، فكلف أحمد بن مزيد الشيباني (عم أسد) ومعه عبد الله بن حميد بن قحطبة بقيادة جيشين قُدرا بنحو أربعين ألف مقاتل (أوائل 196هـ / أواخر 811م). أُمر القائدان بالتوجه إلى حلوان التي وصل إليها طاهر بن الحسين وجيشه الذي ازداد جيشه وبلغ ثلاثين ألفًا. وصل جيش الأمين إلى خانقين بالقرب من حلوان، لكن طاهر بن الحسين، الذي حصّن موقعه بخندق، لجأ إلى الدهاء بدل المواجهة المباشرة، فدس الجواسيس والعيون بين جندي القائدين، وأخذوا يبثون الأخبار المغرضة ويوقعون الفتنة بينهما وبين جنودهما. لم يلبث الأمر أن تفاقم حتى اختلف القائدان وتقاتل جنودهما فيما بينهم، فانتقض أمر الجيشين وعادا إلى بغداد دون أن يلقيا طاهرًا أو يقاتلاه. استغل طاهر هذا التفكك فتقدم بجيشه ودخل حلوان دون مقاومة تذكر.

### محاولة الاستنجاد بالشام ووفاة عبد الملك العباسي

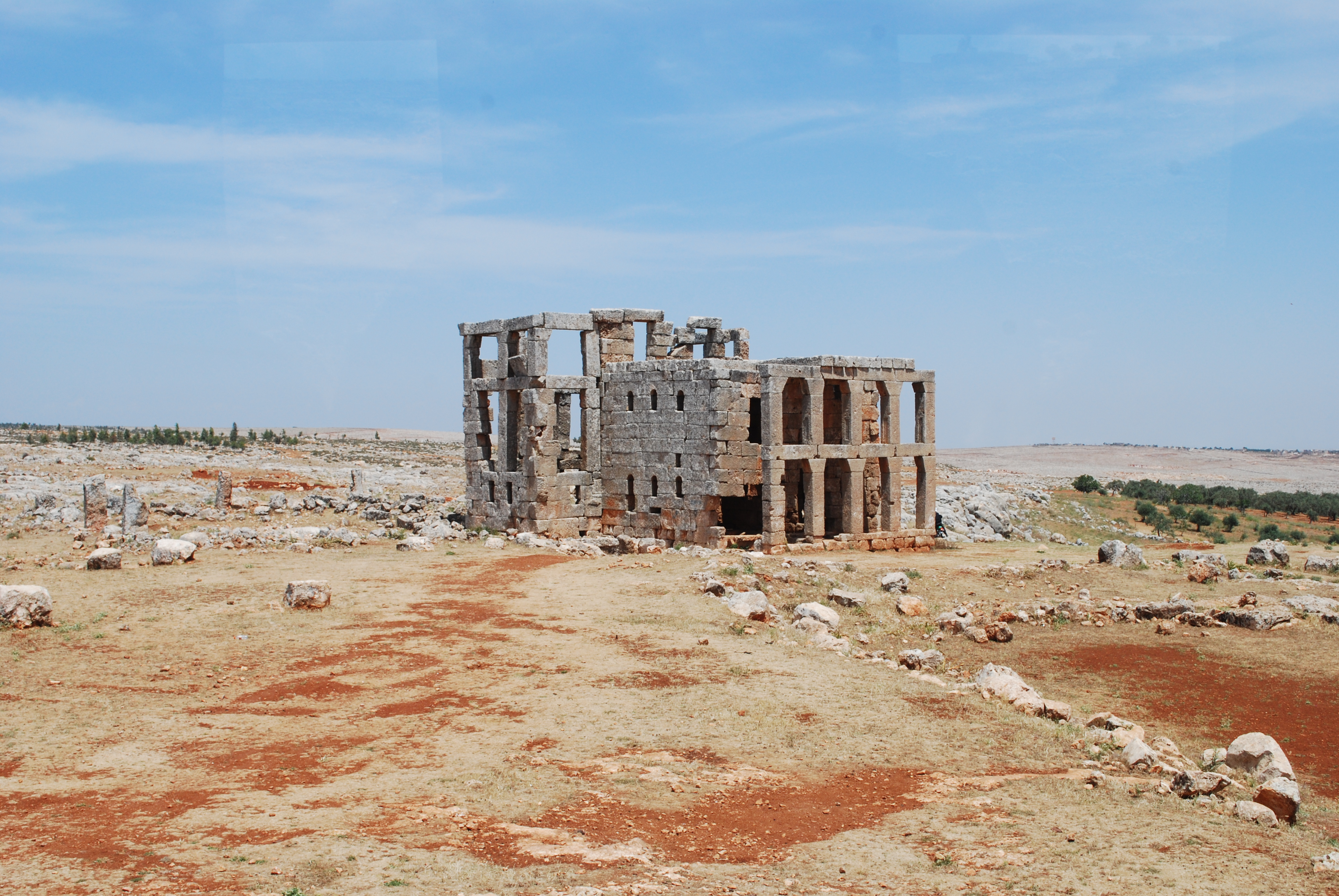
بقايا من قصر البنات في مدينة الرَّقَّة. (2004)

في ظل هذه الهزائم المتتالية لجيش الأمين، لجأ الأخير إلى خيار آخر نتيجة فقدانه الثقة في قادة وجند العراق الذين بدت عليهم علامات الوهن والتمرُّد الطمعًا في المال، والخوف من انتصارات المأمون المُتزايدة. أشار عليه عبد الملك بن صالح بن علي العبَّاسي، وهو من كبار رجالات البيت العبَّاسي، بالاستعانة بأهل الشَّام، المعروفين بالبأس والشدة في القتال لطول تجربتهم في مواجهة الرُّوم. قال عبد الملك للأمين إن جند العراق قد فسدوا ولم يعد يُرتجى منهم نصر، فهم يشغبون إن احتاجوا للمال، ويطمعون أكثر إن أُعطوا، وانهارت معنوياتهم وانتشرت بينهم جواسيس المأمون، بينما أهل الشَّام لهم ولاء له (لعبد الملك) وهم مقاتلون أشداء. وافق الأمين على هذا الرأي، وولَّى عبد الملك بن صالح ولاية الشَّام وأمره بتجهيز جيش منها للقدوم إلى العراق ومحاربة طاهر وهرثمة.
توجه عبد الملك بن صالح إلى الرَّقَّة ليبدأ منها بمراسلة وجوه الشَّام وقادتها، وبذل لهم الأموال والمناصب لاستمالتهم، فاجتمع إليه عدد كبير منهم. لكن هذا الجيش لم يكد يكتمل حتى وقعت فيه كارثتان قضت عليه قبل أن يتحرك، الأولى فتنة عرقيَّة وعسكريَّة طاحنة نشبت بين الجنود الخراسانيين الذين كانوا في الرقة (بقايا جيش الحسين بن علي الماهاني) وبين الجنود الشَّاميين والعرب الذين انضموا لعبد الملك. انحاز عبد الملك للعرب في هذا الصراع، مما أدى إلى تفاقم الفتنة، فبعض الشاميين رفضوا القتال في حرب أهلية بين العباسيين أنفسهم، وانسحبوا بجموع كبيرة، بينما استمر القتال بين من بقي من الشاميين والخراسانيين وسقط بينهم قتلى كثر. أما المصيبة الثانية، فكانت وفاة القائد عبد الملك بن صالح نفسه في خضم هذه الفوضى، وهو الذي كانت آمال الأمين معقودة عليه لقيادة الحرب على المأمون. وهكذا، فشلت محاولة الاستعانة بالشام، ونزلت كارثة جديدة على الأمين في بغداد.

### ثورة الحسين الماهاني وخلع الأمين المؤقت

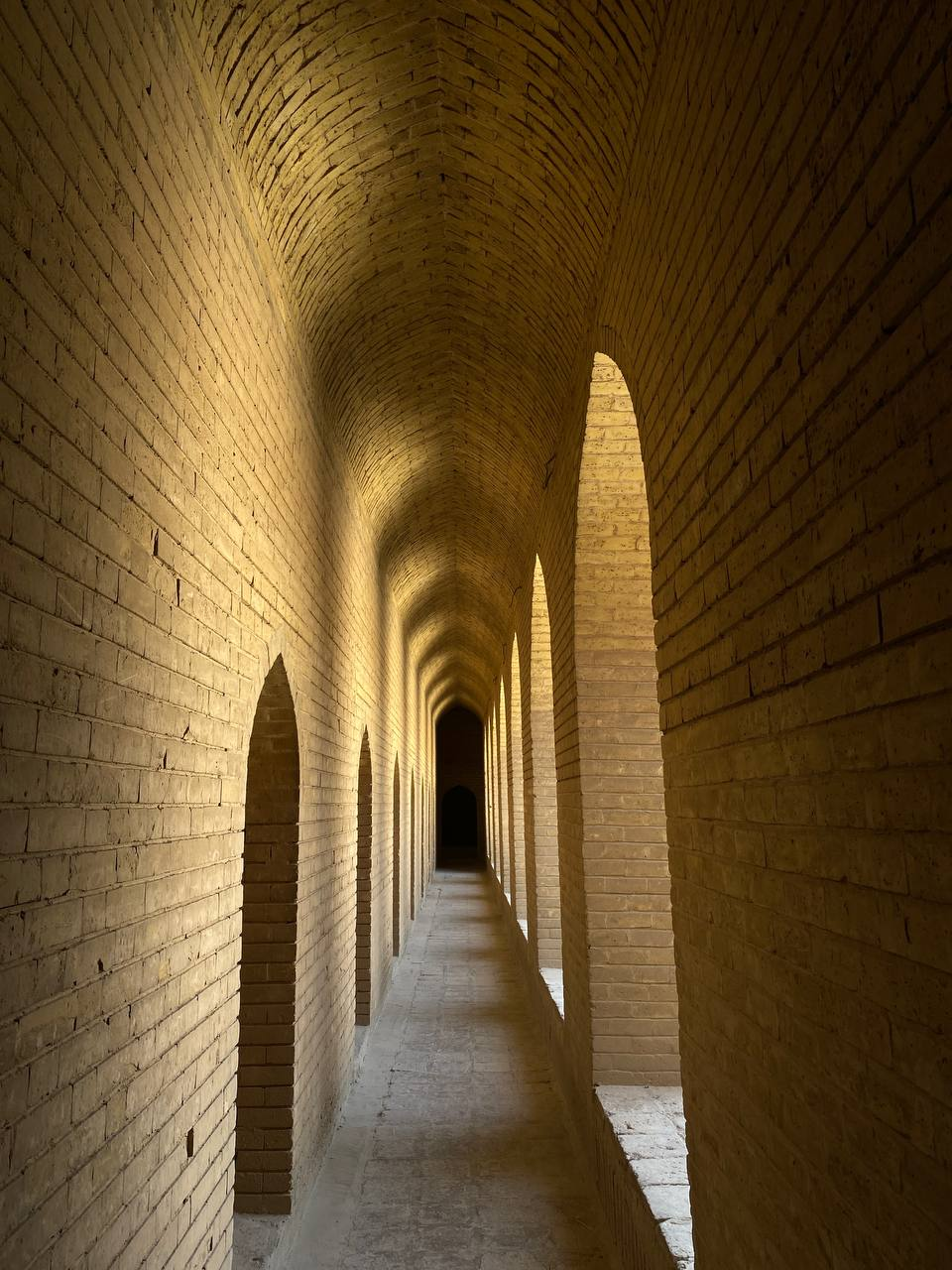
صورة حديثة تُظهر ممرًا لقصر من العصر العبَّاسي يقع في بغداد، العراق. (2023)

عاد من تبقى من الجيش الذي كان مع عبد الملك بن صالح العبَّاسي في الرَّقَّة إلى بغداد بقيادة الحسين بن علي الماهاني في رجب سنة 196هـ / مارس 812م. استقبلهم أهل بغداد بالترحاب أملًا في أن يكونوا عونًا في الدفاع عن المدينة التي أصبحت جيوش المأمون على مقربة منها، لكن الحسين بن علي عاد وهو ناقم على الأمين، وارتاب من المثول أمامه حين استدعاه، قائلًا بغلظة: «والله ما أنا بمسامر ولا مضحك، ولا وليت له عملا ولا جبى على يدي مالا، فلماذا يطلبني في هذه الليلة؟». لم يكتفِ الحسين بالرفض، بل أعلن التمرد على الأمين في قلب بغداد، وقام على رأس فرقة الأبناء خطيبًا، فألّبهم على الأمين، زاعمًا أن الأمين سينقلب عليهم لصالح العرب، ومُظهرًا ميلاً للخراسانيين (الذين يشكلون عصب جيش المأمون)، فاستجاب له الكثيرون. تفاقم الأمر بسرعة، ففي يوم الأحد الحادي عشر من رجب سنة 196هـ / 28 مارس 812م، أعلن الحسين بن علي الماهاني خلع الأمين، ثم بايع المأمون، وانطلق العبَّاس بن موسى بن عيسى العبَّاسي، الذي استماله الفضل بن سهل سابقًا، فاقتحم مجلس الأمين واعتقله هو ووالدته زبيدة بنت جعفر وإخوته، وحبسهم في قصر المنصور.
لم يستمر هذا الانقلاب سوى يوم واحد، فالحسين الماهاني لم يملك المال الكافي لدفع أرزاق الجند الذين معه، فضلًا عن مشاعر غالبية أهل بغداد ممن لم يروا من الأمين شرًّا ولا ظُلمًا ولا إهانة، تعصبوا للأمين ورفضوا أن يتولى أمرهم الحسين الماهاني وما فعله الأمير العبَّاس بن موسى العبَّاسي. وفي اليوم التالي، أي 12 رجب 196هـ / 29 مارس 812م، هاجمت جموع غفيرة مؤيدة للأمين قوات الحسين بن علي الماهاني، فهزموهم بعد قتال عنيف وأسروا الحسين نفسه، ثم انطلق زعيمهم أسد الحربي إلى قصر المنصور، فأخرج الأمين وأهله من محبسه وأعاده إلى قصر الخلافة وسط فرح شعبي بغدادي عام.
طلب الحسين الماهاني العفو من الأمين مُعلِّلًا أسبابه، فعفا عنه، غير أنه وفي قرارٍ أثار دهشة الكثيرين، جعله وزيرًا مفوضًا، وكلَّفهُ بقيادة الجيش الذي سيُشكَّل من أهالي بغداد الموالين لمحاربة طاهر بن الحسين في 13 رجب / 30 مارس. يُعلِّق المُؤرِّخ المصري محمد إلهامي على غرابة الموقف، قائلًا: «يبدو قرارا أحمق، ولكن هل كان الأمين يملك غير ذلك في هذا الوقت؟ فلعلَّه بإكرامه الزائد لعلي بن الحسين أمل في أن يستفيد منه»، ولعل الأمين كان يأمل في استغلال خبرة الحسين أو كسب ولائه بهذا الكرم المفرط. لكن الحسين الماهاني كان على موقفه الأول، فما إن خرج من بغداد حتى هرب مع خاصته، فأرسل الأمين سرية في طلبه لحقته وقاتلته حتى قُتل في 15 رجب 196هـ / 31 مارس 812م، وجيء برأسه إلى الأمين.

### استمرار تقدم جيش المأمون وتراجع نفوذ الأمين
في خضم هذه الفوضى والانقلابات داخل بغداد، كانت جيوش المأمون تحقق تقدمًا مطردًا على الأرض، ففي نفس الفترة رجب 196هـ / مارس أو أبريل 812م، استولى طاهر بن الحسين على معظم ولايات الشرق مثل الجبال، وفارس، والأهواز بعد قتال عنيف مع واليها محمد بن يزيد بن حاتم المهلبي، ثم سيطر على المدائن وواسط ونواحيها. وفي الحجاز، خلع داود بن عيسى بن موسى الأمين وبايع للمأمون في مكَّة والمدينة. وكذلك فعل أهل اليمن بتوجيه من والٍ أرسله المأمون، وحينها لم يبق فعليًا تحت سيطرة الأمين سوى بغداد وضواحيها القريبة. وفي هذه الظروف الحرجة، هرب الوزير الفضل بن الربيع، المُحرِّض الأوَّل للأمين على المأمون، واختبأ ولم يُعثر له على أثر.

## حصار بغداد

### إطباق الحصار الكامل على بغداد

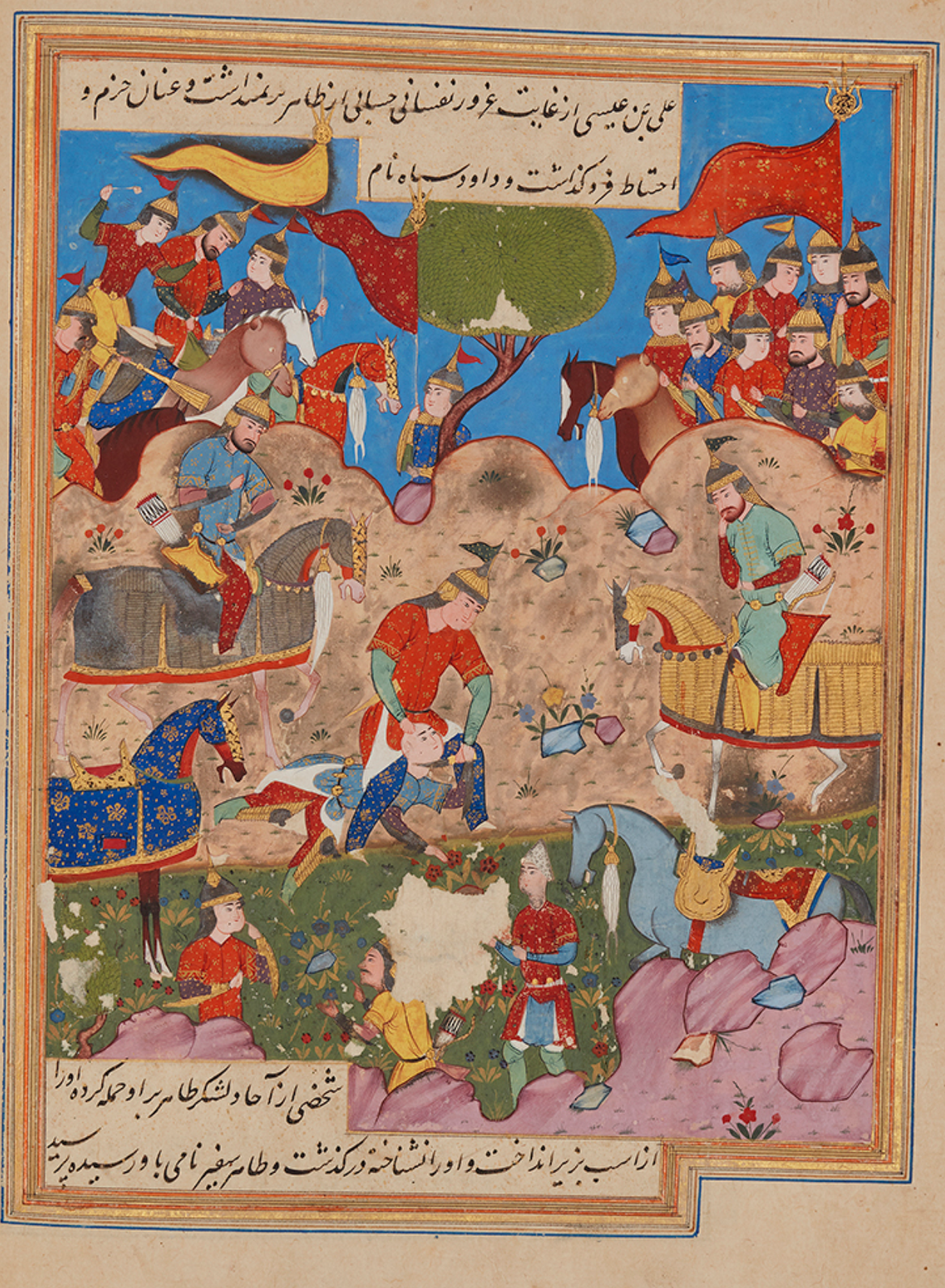
مُنمنمة فارسيَّة تظهر نهاية الفتنة الخامسة بمقتل الخليفة الأمين. (1573-1574)

وصلت جيوش المأمون بقيادة طاهر بن الحسين وهرثمة بن أعين إلى أسوار بغداد أواخر سنة 196هـ / خريف 812م، وفرضت عليها حصارًا شديدًا. تمركز خلالها طاهر في الجانب الغربي عند باب الأنبار، بينما تمركز هرثمة في الجانب الشرقي عند باب الشمَّاسيَّة. ولجأ الطرفان إلى استخدام المجانيق والعرَّادات بكثافة، فتساقطت الحجارة وقذائف النفط والنَّار على أحياء بغداد وقصورها وأسوارها، مما أدى إلى دمار هائل وحرائق واسعة النطاق. قاوم الأمين ومن معه من بقايا الأبناء والمقاتلين الشعبيين (المُؤلف من العيَّارون والشُّطَّار والغوغاء وأهل السُّجون) الحصار بضراوة في بعض الأحيان، وشهدت بغداد معارك كريهة في أزقتها ودروبها، مثل وقعة قصر صالح ووقعة درب الحجارة ووقعة باب الشماسية، بل إن هرثمة نفسه وقع أسيرًا لفترة وجيزة في إحدى هذه الجولات قبل استنقاذه من رجال طاهر.
طال الحصار، واشتد الجوع والغلاء بالناس والاضطراب في الداخل يزيد، ونفدت أموال الأمين تمامًا فاضطر إلى بيع ما في خزائنه من نفائس وضرب آنية القصور نقودًا لدفع النفقات. كان طاهر وهرثمة يُحكمان الحصار ويقطعان الإمدادات خلالها، وينظمان الأمور في المناطق التي يسيطران عليها. سيطر طاهر على ضياع وأراضي الهاشميين والقادة الذين لم يعلنوا ولاءهم للمأمون، مما زاد من عزلة الأمين وإضعاف مؤيديه. استمرت الانشقاقات في صفوف قادة الأمين، فلَحِقَ بطاهر كل من: القاسم المُؤتمن، ومنصور بن المهدي، عبد الله بن حميد بن قحطبة ويحيى بن علي بن ماهان، وغيرهم من أمراء البيت العبَّاسي وجند الأمين وقادته وحازوا على الأمان، وزاد المأمون بتولية أخيه القاسم المُؤتمن ولاية جرجان.
اشتد الحصار على بغداد وأخذت الأوضاع داخلها تتدهور بسرعة مع دخول سنة 197هـ / 812م، ولجأ الأمين في محاولة يائسة لحرمان جيش المأمون من المغانم إذا سيطروا على بغداد، فأحرق كثير من القصور والدور، وأمر باستخدام المجانيق بشكل عشوائي، مما ألحق الأذى بالصديق والعدو على السواء، حتى قال الشاعر عمرو بن عبد الملك العتري:
تحولت بغداد الزَّاهرة المُزدهرة أيَّام هارون الرَّشيد إلى صورة بائسة موحشة، وهو ما عبر عنه عمرو العتري بقوله:

### ضعف جبهة الأمين
ورغم هذه المقاومة والبسالة والشجاعة المُقدَّمة من العيَّارون والشُّطَّار وأهل السُّجون في الدفاع عن بغداد أمام حصار جيش المأمون وقصفه، فإنهم عاثوا في أحياء بغداد سلبًا ونهبًا، إذ لم تكن منظمة، وشابها الكثير من الفوضى وأعمال السَّلب والنَّهب من قبل المقاتلون الشعبيُّون على أهل بغداد وممتلكاتهم، حتى وُصف بأن هؤلاء اللُّصوص في جانب الأمين كانوا أضر عليه من جيش طاهر، فهم يسلبون الدور التي يهدمها جيش طاهر ويزيدون من الخراب. وأنشد عمرو العتري على ذلك بقوله:
أدى الانفلات الأمني من قبل العيَّارون والشُّطَّار، بالإضافة إلى شدة الحصار وتردي الأحوال المعيشيَّة، وعدم استطاعة الأمين من فعل شيء، إلى ميل أهالي بغداد في النهاية للانحياز إلى جانب طاهر الذي وفر قدرًا أكبر من الأمن والنظام في المناطق التي يسيطر عليها. وصل اليأس بالخليفة الأمين نفسه إلى درجة أنه قال: «وددت أن الله قتل الفريقين جميعا وأراح الناس منهم فما منهم إلا عدو ممن معنا وممن علينا أما هؤلاء فيريدون مالي وأما أولئك فيريدون نفسي». ومع نهاية عام 197هـ / منتصف 813م، انفض آخر القادة الكبار عن الأمين، مثل خزيمة بن خازم التميمي، ومحمد بن علي بن عيسى بن ماهان، اللذين أخذا الأمان من طاهر، ليصبح الأمين وحيدًا معزولاً تمامًا.

### سقوط بغداد واستسلام الأمين
استمر حصار بغداد قرابة أربعة عشر شهرًا، ثم تمكن هرثمة بن أعين من اقتحام بغداد من الجانب الشرقي والسيطرة على جسرها الرئيسي في 22 محرم 198هـ / 22 سبتمبر 813م، ودخلت قوات طاهر أيضًا وأعلنت الأمان لمن لزم منزله. اشتدت المعارك في محيط مدينة أبي جعفر، ووصل جيش المأمون وتحديدًا قوات طاهر إلى محيط قصر أبي جعفر التي تحصَّن فيها الأمين، وحوصرت أيضًا قصور الخلافة (قصر الخلد وقصر زبيدة) ونُصبت عليها المجانيق. أيقن الأمين بالهلاك، فلم يعد أمامه سوى طلب الأمان. فكتب الأمين إلى هرثمة بن أعين يسأله التوسُّط بينه وبين المأمون، وقبِل التنازل عن الخلافة وخلع نفسه وتسليم الخلافة للمأمون. فكتب إليه هرثمة: «قد كان ينبغي لك أن تدعو إلى ذلك قبل تفاقم الأمر، فأما الآن فقد بلغ السيل الزِّبى، وشغل الحليُّ أهله أن يُعار، ومع ذلك فإني مجتهد في إصلاح أمرك، فصِرْ إليَّ ليلا، لأكتب بصورة أمرك إلى أمير المؤمنين (المأمون)، وآخذ لك عهدا وثيقا، ولست آلو جهدا ولا اجتهادا في كل ما عاد بصلاح حالك وقرّبك إلى أمير المؤمنين». بعد مشاورات مع من بقي معه، استقر رأيه على طلب الأمان من هرثمة بن أعين دون طاهر بن الحسين، إذ وثق الأمين بهرثمة لكونه مولىً قديمًا للعباسيين وخدم أباه الرشيد، بينما كان يستوحش من طاهر ويتطير منه، وإن كان يعترف ببراعته العسكرية، قائلاً لمن أشار عليه بالخروج إلى طاهر: «هل كان عبد الله أخي لو جهد نفسه وولي الأمور برأيه بالغاً عشر ما بلغه له طاهر!... ولكني لا أطمع في ذلك منه». استجاب الأمين أخيرًا لهرثمة وقرر الخروج إليه وتسليم نفسه، لكن طاهرًا علم من جواسيسه بذلك، فاعترض بشدة على خروج الأمين إلى هرثمة رُغبةً في نسب الفُتوحات وإبراز شأنه أمام المأمون وهو من جابه وحارب قبل هرثمة. وبعد مداولات بين الأمين وهرثمة، اتُّفِق على خروج الأمين ليلًا في زورق إلى هرثمة، على أن تُسلَّم شارات الخلافة (الخاتم والقضيب والبردة) إلى طاهر.

## مقتل الأمين

### وقوع الأمين في الأسر

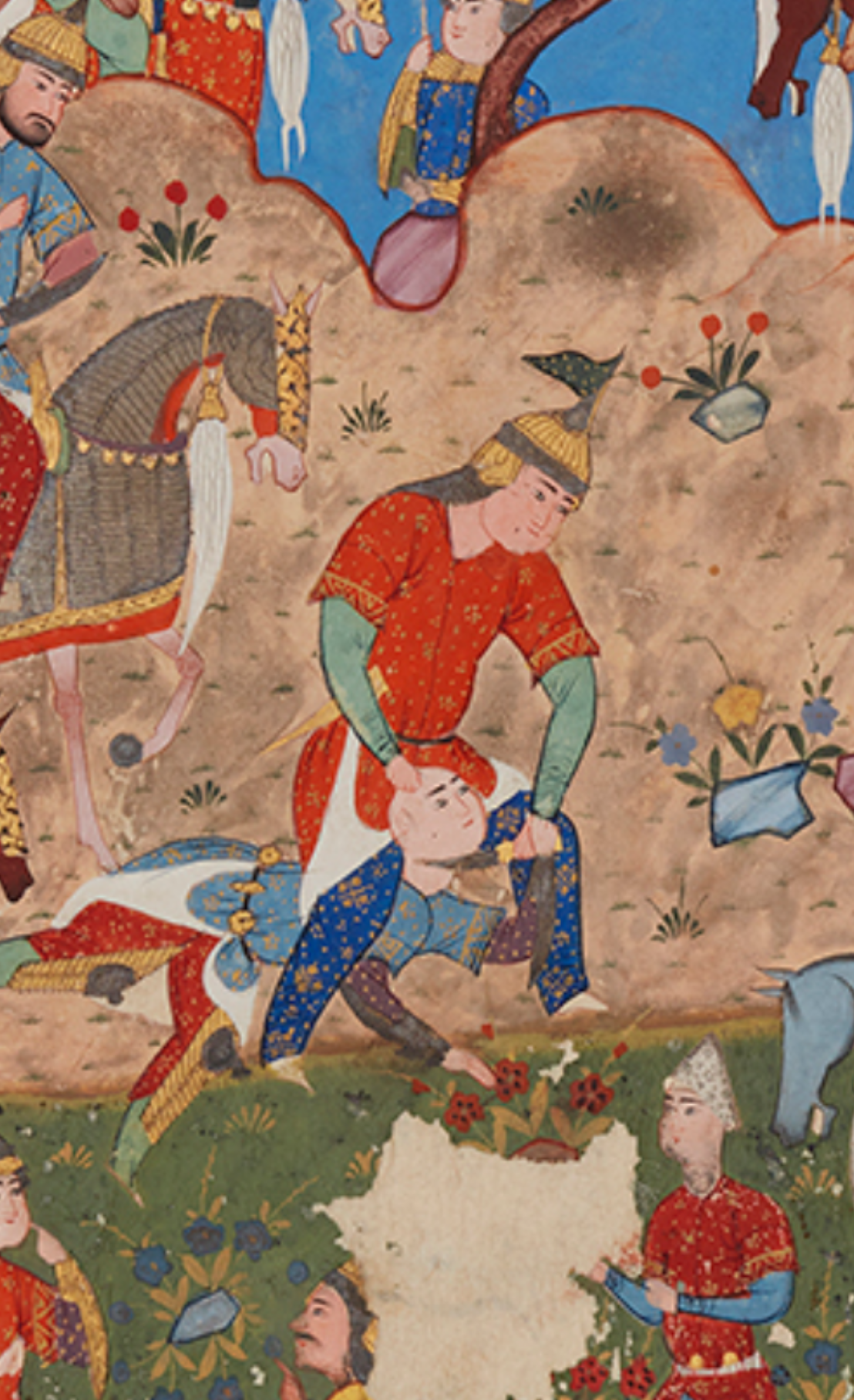
مُنمنمة فارسيَّة تُصوِّر مقتل الخليفة الأمين على يد قريش الدنداني أحد جنود طاهر بن الحسين، لتنتهي أحداث الفتنة الرابعة بمقتله. (1573-1574)

في ليلة الأحد 25 مُحرَّم سنة 198هـ / 25 سبتمبر 813م، تهيأ الأمين للخروج لتسليم نفسه إلى هرثمة بن أعين، فارتدى ثياب الخلافة (دراعة وطيلسانًا وقلنسوة طويلة)، وودع ابنيه موسى وعبد الله وداعًا مؤثرًا والدموع تترقرق في عينيه، قائلاً لهما: «أستودعكما الله». ثم وثب على فرسه وسار إلى الشاطئ وبين يديه شمعة واحدة، حيث كانت الحرَّاقة التي أعدها له هرثمة بانتظاره. صعد الأمين إلى الحرَّاقة، فوجد هرثمة وعددًا من قواده فيها، فقاموا له إعظامًا وإجلالًا. يروي أحمد بن سلام الذي كان حاضرًا، أن هرثمة جثا على ركبتيه معتذرًا عن عدم القيام لعلة النُّقرس، ثم احتضن الأمين وأجلسه في حجره، وجعل يقبل يديه ورجليه وعينيه، ويكرر: «يا سيدي ومولاي وابن سيدي ومولاي». التفت الأمين إلى الحاضرين وتصفح وجوههم، فلما رأى عبيد الله بن الوضاح قال له: «أيهم أنت؟» فلما عرفه، شكره على موقف سابق له قائلًا: «نعم، فجزاك الله خيراً، فما أشكرني لما كان منك من أمر الثلج! ولو قد لقيت أخي أبقاه الله لم أدع أن أشكرك عنده، وسألته مكافأتك عني».
ما إن أمر هرثمة بدفع الحرَّاقة التي تجمعه بالأمين لتبحر نحو الجانب الشرقي، حتى انقضَّت عليها زوارق طاهر بن الحسين ورجاله الذين كمنوا لهم، رفضًا لنسب الانتصار لهرثمة وتسليم الأمين إليه بدلًا منه. أحاط جند طاهر بالحرَّاقة من كل جانب وهم يصيحون، فمنهم من أمسك السكان ليوقفها، ومنهم من أخذ يضربها بالرماح وينقبها، ومنهم من أمطرها بالسهام والحجارة. لم يلبث الزورق المثقوب أن امتلأ بالماء وانقلب وغرق بمن فيه. سقط هرثمة في الماء فانتشله أحد الملاحين، أما الأمين، فقد رمى بنفسه في النهر وسبح نحو الشاطئ الغربي. خرج منهكًا إلى أحد البساتين، فإذا بجنود طاهر بانتظاره، فعرفه قائدهم محمد بن حميد الطاهري، فأمر رجاله فأخذوه أسيرًا. جُرِّد الأمين من ثيابه الفاخرة وأُلبس إزارًا باليًا، وحُمل على برذون إلى منزل القائد إبراهيم بن جعفر البلخي بباب الكوفة.

### لحظة مقتله
يصف أحمد بن سلام، الذي وُضع هو الآخر في نفس البيت مع الأمين، حال الخليفة في ساعاته الأخيرة، إذ وجده مرتديًا سراويل وعمامة وخرقة بالية وُوضع في رأسه عمامة مُتلثم بها. كشف الأمين عن وجهه، وتعرَّف عليه ابن سلام ثم عرَّفه عن نفسه بأنه صاحب المظالم وأنه أحسن إليه كثيرًا. طلب الأمين من أحمد أن يدنو منه ويضمه إليه قائلًا: «فإني أجد وحشة شديدة»، ليجد قلب الأمين يخفق بشدة. وفي أثناء محادثتهما، سأل الأمين عن أخيه المأمون إن كان حيًا، فقد أخبره صاحب البريد أنه توفي، فسخر الأمين من صاحب بريده، قائلًا: «قبح الله صاحب بريدهم ما أكذبه»، فقال ابن سلام للأمين: «بل قبح الله وزراءك!»، فقال الأمين: «لا تقل لوزرائي إلا خيرًا، فما لهم ذنب، ولست بأول من طلب أمرًا فلم يقدر عليه»، ثم تساءل بقلق عن مصيره: «يا أحمد، ما تراهم يصنعون بي؟ أتراهم يقتلوني أو يفون لي بأيمانهم؟». عرض ابن سلام على الأمين ارتداء ثياب نظيفة إلا أنه رفض، قائلاً: «من كانت حاله مثل حالي فهذا له كثير»، وأخذ يستغفر الله.
في منتصف تلك الليلة العصيبة، دخل عليهم محمد بن حميد الطاهري، فنظر في وجه الأمين للحظات دون كلام ثم خرج، فعلم أحمد بن سلام أن الأمين مقتولٌ لا محالة. لم يمض إلا وقتًا قليلًا حتى دخلت مجموعة من الجنود الخُراسانيَّة بالسيوف المسللة. قام الأمين فزعًا وهو يقول: «إنا لله وإنا إليه راجعون! ذهبت والله نفسي في سبيل الله! أما من حيلة! أما من مغيث! أما من أحد من الأبناء!» ثم أخذ وسادة بيده وهو يتوسل، قائلًا: «ويحكم! إني ابن عم رسول الله ﷺ، أنا ابن هارون وأنا أخو المأمون، الله الله في دمي!». ترددت بعض الخُراسانية للحظات، ثم تقدم من بينهم قريش الدنداني مولى طاهر، فضرب الأمين بالسيف على رأسه. حاول الأمين الدفاع عن نفسه بالوسادة، ليهجم عليه البقيَّة ويتكاثروا عليه، فطعنوه في خاصرته وظهره حتى قُتل الأمين. حُمل رأس الأمين إلى طاهر بن الحسين، وفي الصباح عُلِّق رأسه على باب الأنبار ليراه الناس، ثم أُرسل إلى المأمون في خراسان مع زينة الخلافة.
قُتل الخليفة محمد الأمين في ليلة الأحد 25 مُحرَّم سنة 198هـ / 25 سبتمبر 813م. وعمره 27 عامًا، وثلاثة أشهر هجريَّة / 26 عامًا، وخمسة شهور ميلاديَّة. ودُفن جسده في مقابر قريش. يُعد الأمين أول خليفة من بني العبَّاس يُقتل في صراعٍ دموي على السلطة، وهو حدثٌ اعتبره بعض المؤرخين علامة فارقة عن الاستقرار السياسي الذي عم الخلافة العبَّاسية في زمن آبائه حتى الرَّشيد.

### ما بعد مقتله

#### انتقال الخلافة إلى المأمون

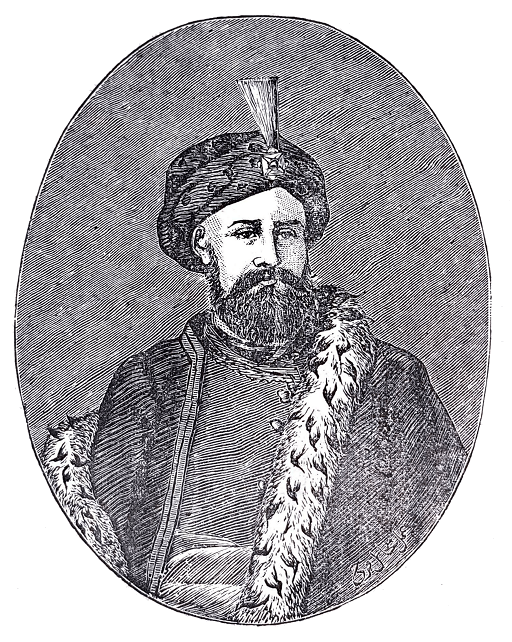
رسمٌ للخليفة عبد الله المأمون، سابع خُلفاء بني العبَّاس (حكم 198–218هـ / 813–833م)

بعد مقتل الخليفة الأمين، تُركت جثته في الموضع الذي قُتل فيه حتى وقت السحر، ثم أُخذت وأُدرجت في بساط (جُلّ) وحُملت بعيدًا. أما رأسه، فقد حُمل فورًا إلى القائد طاهر بن الحسين الذي أمر بنصبه صبيحة اليوم التالي على باب الأنبار في بغداد، وخرج أهل بغداد للنظر إليه بأعدادٍ لا تُحصى، بينما طاهر يُعلن: «هذا رأس المخلوع محمد». عث طاهر برأس الأمين مع البردة والخاتم والقضيب، وهي شارات الخلافة، وأيضًا ولديه موسى وعبد الله إلى المأمون في مرو مع ابن عمه محمد بن الحسن بن مصعب. أُدخل رأس الأمين على ترس باتجاه المأمون وعنده وزيره الفضل بن سهل، فحزن المأمون، وقال: «إنا لله، أمرناهم أن يأتوا به أسيرا فأتوا به عقيرا»، وتمثل ببيتين شعر:
ثم بكى المأمون على أخيه، فاستغرب ابن سهل شفقة المأمون عليه، واستفهم سبب بكائه، فأجاب المأمون: «تذكرت لمحمد مع عقوقه قليل بره، أمر لي الرشيد يوما بمائة ألف دينار وأمر له بمائتي ألف ولم يعلم بذلك فبادرت فبشرته بها فقال: يا أخي لعل في نفسك شيئا من تفضيلي عليك قد جعلتها بأسرها لك جزاء بشارتك لي فصرف الثلاث مائة ألف إلي». ثم حين رأى المأمون ولدي الأمين عبد الله وموسى، ضمَّهما وقبَّلهما وأكرم مثواهما وأحضر الفقهاء والقضاة وزوَّجهما ابنتين له. وقيل أنه حين وقعت عينا المأمون على رأس أخيه الأمين، استرجع وبكى واشتد تأسفه عليه، غير أن الفضل بن سهل ذكره بأن الأمين تمنى لو رآه بهذه الحالة. وقيل لما رآه سجد لله شكرًا. وحمَّل المأمون حاشية الأمين فيما أوصلوه إليه، قائلًا: «أما أنه أول من يؤخذ بدمه (الأمين) يوم القيامة ثلاثة...وهم الفضل بن الربيع وبكر بن المعتمر والسندي بن شاهك. هم والله ثأر أخي وعندهم دمه».
بعد تأمين الجيش العبَّاسي لمدينة بغداد، عمل طاهر على تأمين انتقال السلطة للمأمون، فأمر بإخراج أم جعفر زبيدة وابني الأمين موسى وعبد الله من قصر أبي جعفر وتحويلهم إلى قصر الخلد تحت الحراسة منعًا لتعرُّض أحد لهم. وبمقتل الأمين، وتفرق قادته، استقر المشرق والمغرب على طاعة المأمون وانقاد الناس لخلافته. بدأت خلافة المأمون (198 - 218هـ / 813 - 833م)، وُعدت استكمالاً وازدهارًا للعصر الذَّهبيُّ العبَّاسي الذي بدأ في عهد أبيه الرشيد. تميز عصر المأمون بتشجيع منقطع النظير للعلم والفلسفة وحركة الترجمة الواسعة من اليونانية والفارسية والسريانية إلى العربية، خاصة من خلال دعمه الكبير لبيت الحكمة في بغداد، الذي أصبح مركزًا علميًا عالميًا. شهد عهده تطورات هامة في الفلك والرياضيات والطب والجغرافيا، وأصبحت اللغة العربية لغة علم وفلسفة إلى جانب كونها لغة الدين والأدب، مما ترك أثرًا حضاريًا عميقًا استمر لقرون طويلة من بعده. وذكر أن طاهر بن الحسين حين دخل على المأمون ذات مرة، أدمعت عينا المأمون وبكى ولم يتحدث له عن السبب، ثم غادر طاهر. توسل الأخير للمقربين من الخليفة ليعلم سبب ذلك، علم أنه استذكر قتله لأخيه الأمين. ومع أن المأمون ذكر أنه لا ينوي شرًّا بطاهر، غير أن الأخير توسَّط ليحوز ولاية خُراسان ليبتعد عن المأمون خوفةً منه، ثم تولى خُراسان مُؤسسًا حكم الأسرة الطاهريَّة في ظل الخلافة العبَّاسية، غير أن العلاقة بينهما ساءت، حتى تمرَّد طاهر لاحقًا فقطع الخطبة عن المأمون والدعاء له على المنبر في سنة 205هـ / 820 أو 821م، فقام خادم طاهر بقتله بالسُّم. وحين بلغ المأمون نعي طاهر، أظهر شماتته وقال: «لليدين والفم، الحمد لله الذي قدمه وأخرنا».

#### رثاؤه

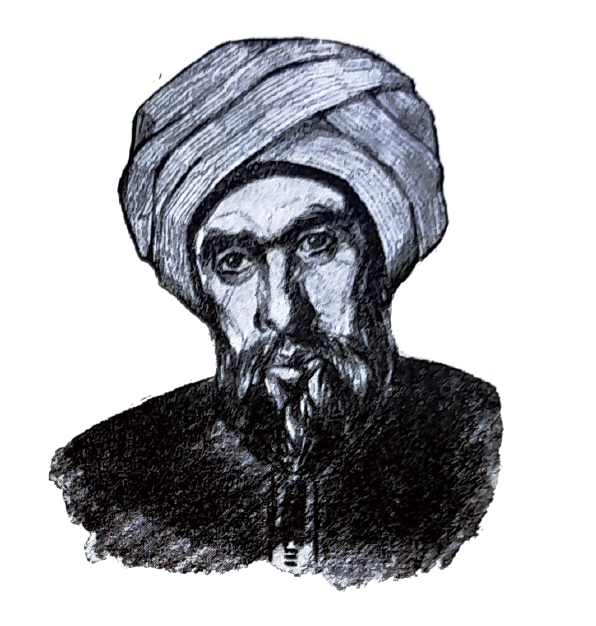
رسمٌ تخيُّلي للشَّاعر أبو العتاهية

رثى الأمين عدد كبير من أهله وشُعرائه مثل عمرو الوراق، وعبد الرحمن بن أبي الهداهد، ومقدس بن صيفي، وخزيمة بن الحسين، ومنهم والدته السيدة زبيدة بنت جعفر، التي أحزنها مقتل ابنها حزنًا شديدًا، ويُنسب إليها رثائه بأبياتٍ مؤثرة تُعبّر عن لوعتها وفقدها لابنها، فقالت:
ولرغبتها في رأب الصدع والحفاظ على وحدة البيت العبَّاسي، أمرت السيدة زبيدة الشاعر المعروف أبو العتاهية بتنظيم أبياتًا على لسانها تُرسل إلى الخليفة الجديد المأمون. عبّرت هذه الأبيات عن حزنها العميق على الأمين، مع تسليمها بقضاء الله وقدره، وإقرارها بخلافة المأمون باعتباره البقية الباقية من أبناء الرشيد. فقال أبو العتاهية على لسانها:
لما وصلت هذه الأبيات المؤثرة إلى المأمون وقرأها، أثّرت فيه، فأرسل في طلب السيدة زبيدة، وحين حضرت سألها: «من قائل هذه الأبيات؟» قالت: «أبو العتاهية». سألها: «وكم أمرتِ له؟» قالت: «عشرون ألف درهم». فقال المأمون: «وقد أمرنا له بمثل ذلك». ثم اعتذر المأمون إليها عما جرى لابنها الأمين، مُحاولاً التنصل من المسؤولية المباشرة عن قتله بقوله: «لستُ صاصيه ولا قاتله». أجابته السيدة زبيدة بحكمة واتزان: «يا أمير المؤمنين إن لكما يوما تجتمعان فيه وأرجو أن يغفر الله لكما إن شاء الله». وقالت له أيضًا مُهنئةً له بالخلافة: «أهنيك بخلافة قد هنَّأتُ نفسي بها عنك قبل أن أراك، ولئن كنتُ قد فقدتُ ابنًا خليفةً، لقد عُوِّضتُ ابنًا خليفة لم ألده، وما خسر من اعتاض مِثلكَ، ولا ثكِلت أمٌّ ملأت يدها منك، وأنا أسأل الله أجرًا على ما أخذ، وإمتاعًا بما عوَّض». دأب المأمون على إكرام السيدة زبيدة والإحسان إليها وإلى أسرتها، فكان يرسل إليها سنويًا مائة ألف دينار وألف ألف درهم، وكانت تكرم أبو العتاهية مائة دينار وألف درهم منهم سنويًا.
وذُكر أن لبانة بنت علي زوجة الأمين، رثته قائلة:
ورثاه إبراهيم بن المهدي عمَّه، حين بلغه قتل الأمين، فاسترجع وبكى طويلًا، ثم أنشد قائلًا:
ورثاه الحسين بن الضحاك الأشقر، مولى باهلة، ومن ندمائه فقال في قصيدةٍ طويلة:
وهجاه أحد الشُّعراء قائلًا:
وعلَّق المُؤرِّخ العراقي عبد المنعم رشاد على أسباب كثرة نعي الأمين ورثاؤه، قائلًا: «إن ظهور عدد من القصائد التي ترثي الأمين لابد أنها تعكس تعزية العامة لنفسها بمقتل الخليفة، ولا سيما أن هذه القصائد ظهرت في وقت كانت السلطة فيه تامة لخصوم الأمين. وأن ظهور مثل هذه القصائد يعد تحدياً لهذه السلطة».

## سياسته الداخلية

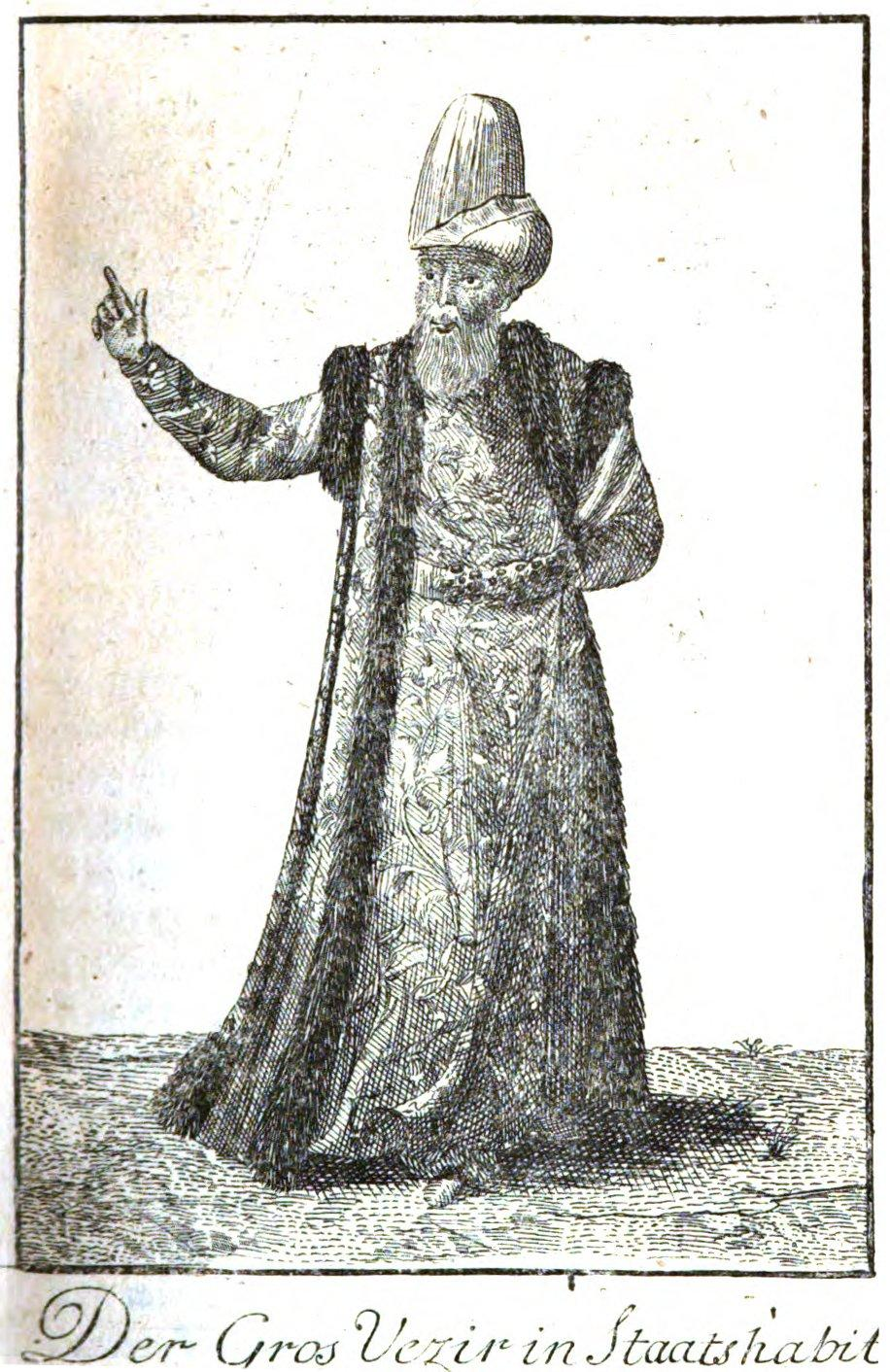
تولَّى الفضل بن الربيع دور الوزير في خلافة الأمين حتى هرب واستتر بعد نحو ثلاث سنوات من وزارته. رسمةٌ لوزير مُسلم بريشة كريستيان فيلهلم كيندلبن (1783).

### الوزارة
استوزر الأمين منذ بداية خلافته الفضل بن الرَّبيع في جُمادى الآخرة سنة 193هـ / أبريل 809م. وعمل في الكتابة كُلًا من إسماعيل بن صبيح، وموسى بن عيسى بن يزدانيروذ، وداود بن بسطام، وعبد الله بن أبي نعيم. بقي ابن الرَّبيع وزيرًا للأمين حتى شعر بضعف حُكمه وشخصيته وتخليطه فضلًا عن ازدياد قُوَّة المأمون وتقدُّم جيشه، وانفلات الأمور من تحت يديه، فهرب واستتر في رجب سنة 196هـ / مارس أو أبريل 812م. ثم تسلَّم بعده إسماعيل بن صبيح كاتبه. تولى منصب صاحب الشُّرطة في عهد الأمين: عبد الله بن خازم، ثم محمد بن حمزة بن مالك، ثم أُعيد عبد الله بن خازم.

### القضاء
تولَّى أبو يوسف صاحب الإمام أبي حنيفة النعمان منصب قضاء القضاة في خلافة الأمين. ومن قُضاته: محمد بن حبيب، وإسماعيل بن حمَّاد بن أبي حنيفة، وأبو البختري وهب بن وهب القُرشي.

### دار الخلافة
تولى يحيى بن سليم ديوان الرسائل للأمين، بينما تولَّى العبَّاس بن الفضل بن الرَّبيع منصب الحاجب، في حين تسلَّم بكر بن المعتمر ديوان الخاتم لديه.

## سياسته الخارجية
على عكس الاضطراب الداخلي والصراع الأهلي الذي وسم خلافة الأمين القصيرة، شهدت الجبهات الخارجية للخلافة العبَّاسية هدوءًا نسبيًا ملحوظًا في عهده. لا يُعزى هذا الهدوء إلى سياسة خارجية فعالة انتهجها الأمين، المنشغل تمامًا بحربه مع أخيه، بل إلى ظروف خارجية وتطورات إقليمية حالت دون تمكن القوى المجاورة من استغلال الفتنة الداخلية التي عصفت بالخلافة.

### مع الإمبراطورية البيزنطيَّة

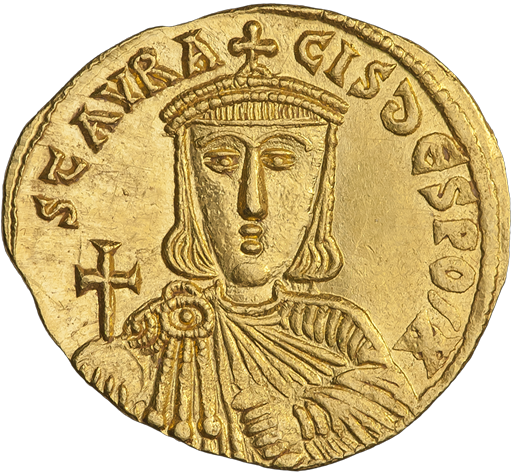
صوليدوس بيزنطي للإمبراطور ستوراكيوس (حكم لـ 68 يومًا، منذ 26 يوليو حتى 2 أكتوبر 811م)

تعد الإمبراطورية البيزنطية أو مملكة الرُّوم، عدوًا تقليديًا للخلافة العبَّاسية، غير أنها مرت بفترة من الاضطراب الداخلي الحاد وعدم الاستقرار السياسي تزامنت تمامًا مع فترة خلافة الأمين (193–198هـ / 809–813م). ففي العام الذي توفي فيه هارون الرشيد وتولى الأمين الخلافة (193 هـ / 809 م)، قُتل الإمبراطور البيزنطي القوي نقفور الأول في حروبه مع البلغار، ثم خلفه ابنه ستوراكيوس الذي كان جريحًا، فلم يلبث في الحكم سوى شهرين ثم مات متأثرًا بجراحه. آل المُلك بعد ذلك إلى زوج أخته ميخائيل الأول رانجابي، لكنه لم يهنأ بالحكم طويلاً، إذ تعرض لمحاولة اغتيال نجا منها بأعجوبة، فقرر على إثرها التنازل عن العرش والدخول في سلك الرهبنة سنة 198هـ / 813م. ثم تولى الحكم بعده القائد العسكري ليون الخامس الأرمني. هذه السلسلة من الأزمات الداخلية والتغييرات السريعة في قمة السُّلطة البيزنطية شغلت الرُّوم بأنفسهم، ومنعتهم من استغلال فرصة الحرب الأهليَّة بين الأخوين لشن هجمات واسعة على الثغور أو استعادة أراضٍ فقدوها سابقًا، مما شكل حماية غير مقصودة للجبهة الشمالية للخلافة في أحلك ظروفها.

### مع المغرب
أثمرت سياسة هارُون الرَّشيد السابقة بتولية إبراهيم بن الأغلب واليًا على إفريقية بتحسُّن شؤون إفريقية من جهة، وحماية دولة الخلافة من نفوذ الخوارج (مثل الرستميين في المغرب الأوسط) أو الحركات العلويَّة (مثل الأدارسة في المغرب الأقصى) شرقًا نحو مصر وبقية المشرق الإسلامي. تمتع الأغالبة باستقلال ذاتي كبير مع الحفاظ على ولاء اسمي للخليفة العبَّاسي وسك عُملات باسمه. حافظ بنو الأغلب على قوة دولتهم واستقرارها الداخلي خلال الصِّراع بين الأمين والمأمون، وشكلوا بذلك سدًا أمام أي تهديدات قادمة من الغرب، ضامنين بقاء إفريقية ضمن دائرة النفوذ العباسي اسميًا على الأقل. ومن المفارقات أن عهد الأمين، رغم ضعفه الداخلي، لم يشهد نشوء دول مستقلة جديدة في المناطق البعيدة مثل ما حدث في عهود خلفاء أقوياء سبقوه، ويرجع الفضل في ذلك إلى حد كبير إلى قوة دولة الأغالبة ونجاح سياسة الرَّشيد في جعل إفريقية تحت حكم الأغالبة كمنطقة عازلة.

## أسرته

### إخوته
محمد الأمين هو ثاني أبناء هارون الرَّشيد، وله أحد عشر أخًا، واثنتا عشر أُختًا من أُمَّهات أُخريات، وهم:
الذكور:
- عبد الله المأمون (حكم 198–218هـ / 813–833م)، وأمه مراجل الباذغيسية
- محمد المعتصم (حكم 218–227هـ / 833–842م)، وأمه ماردة التركية
- القاسم المُؤتمن، وأمه قصف
- أحمد السبتي
- علي، وأمه زبيدة بنت جعفر
- صالح، وأمه رثم
- محمد أبو يعقوب، وأمه شذرة
- محمد أبو عيسى، وأمه عرابة
- محمد أبو العباس، وأمه خبث
- محمد أبو أحمد، وأمه كتمان
- محمد أبو علي، وأمه دواج

الإناث:
- سكينة، وأمها قصف
- أروى، وأمها حلوب
- حمدونة
- فاطمة، وأمها غصص
- خديجة، وأمها شجر
- ريطة، وأمها زينة
- أم أبيها، وأمها سكر
- أم حبيب، وأمها ماردة التركية
- أم سلمة، وأمها رحيق
- أم القاسم، وأمها خزق
- أم علي، وأمها أنيق
- أم الغالية، وأمها سمندل

### جواريه

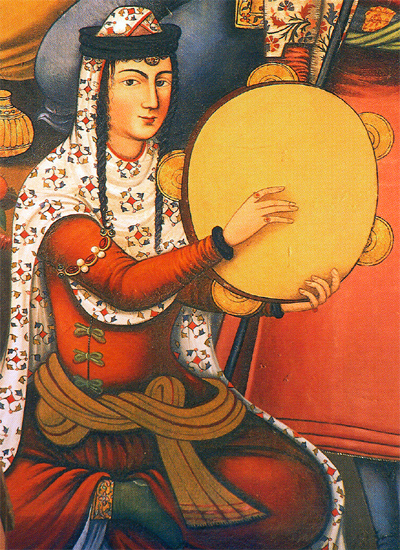
جارية تقوم بالضَّرب على الدَّف، في أحد مجالس اللَّهو والغناء.

كان للأمين عددٌ من الجواري والمحظيات في قصره، عُرف منهن بجمالهن أو مهارتهن في الغناء والشعر. وأن قصره يزخر بالجواري الغُلاميَّات اللاتي يلبسن لبس الغُلمان.

#### بذل المدنية
مُولَّدة من أهل المدينة، بارعة في الغناء حتى قيل بإتقانها ثلاثين صوتًا (لحنًا). يُروى أنها غنت مرة بحضرة إسحاق الموصلي ثلاثة أصوات تعلمتها من أبيه إبراهيم الموصلي. وبذل في الأصل جارية لدى جعفر بن موسى الهادي، لكن الأمين اشتراها منه بحيلةٍ دبرها. بقيت بذل بقيت دون زواج بعد مقتل الأمين سنة 198هـ / 813م، رغم الفرص التي سنحت لها من القادة والكتاب، وآثرت البقاء في حجر قصر المنصور حتى وفاتها سنة 199هـ / 814م.

#### عريب
كانت عريب جارية شاعرة ومغنية وعازفة عود ماهرة، وتجيد لعب الشطرنج. اتصفت بحُسن الوجه وجمال الصوت، اشتراها الأمين بمبلغ كبير قُدر بسبعة عشر ألف دينار. تزعم بعض الروايات أنها ابنة الوزير الشهير جعفر البرمكي، وأنها سُرقت وهي صغيرة وبِيعت في سوق الجواري ببغداد، إلا أن هذا النسب يبدو مستبعدًا، نظرًا لقرب الفترة الزمنية بين سقوط البرامكة (187هـ / 803م) وخلافة الأمين (193هـ / 809م). عاشت عريب طويلاً بعد الأمين، وانتقلت لاحقًا إلى خدمة المأمون وعرفت لاحقًا باسم عريب المأمونيَّة ثم خدمت المعتصم بالله.

#### فريدة الأمينية

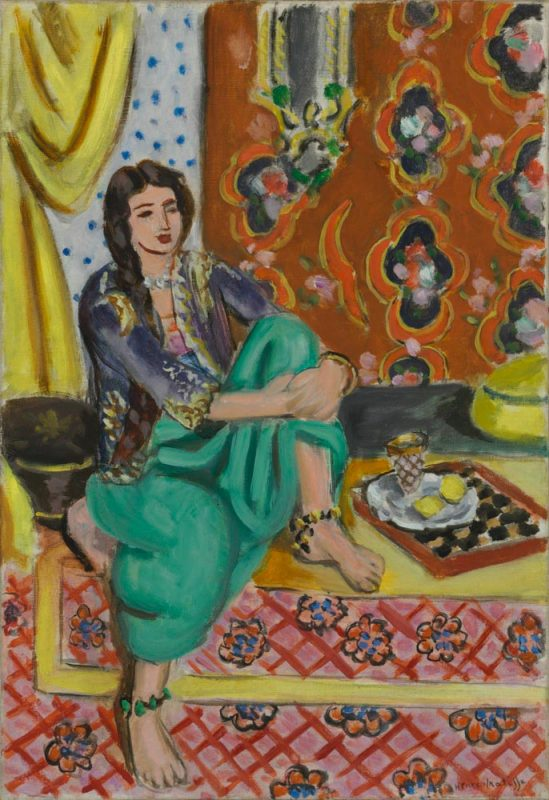
صورة لجارية جميلة جالسة، بريشة هنري ماتيس. (1938)

جارية مُولَّدة من الحجاز ونشأت فيه، كانت في بداية أمرها عند الربيع بن يونس حاجب الرشيد، فتعلمت في داره الغناء والشعر، ثم صارت إلى البرامكة. اختفت فريدة ولم يُعرف لها أثر بعد نكبة البرامكة، رغم بحث الرَّشيد عنها. ظهرت مجددًا في عهد الأمين وبقيت في بلاطه حتى مقتله سنة 198هـ / 813م. خرجت فريدة من القصر لاحقًا وتزوجت مرتين ثم توفيت عند زوجها السندي بن الحرشي، وتوفيت عنده سنة 220هـ / 835م. عُرفت بفريدة الكُبرى تمييزًا لها عن جارية أخرى بنفس الاسم عُرفت في عهد الواثق بالله.

#### فطيم
جارية من أصلٍ فارسي، وعرفت أيضًا باسم نظم، اشتراها الأمين من سوق الرقيق في بغداد بمبلغ عشرين ألف درهم. حظيت نظم بمكانة خاصة لدى الأمين، وأنجبت له موسى النَّاطق بالحق لكنها لم تلبث لديه حتى توفيت بعد حياةٍ قصيرة في قصر الخلافة. اشتد حزن الخليفة وجزعه عليها لموتها، وعزَّته والدته زبيدة وواسته في فقدانها.

#### ضعيف
جارية مغنية وشاعرة في قصر الأمين. يُروى أن الأمين تطيَّر من اسمها (ضعيف). دعيت مرة للغناء بحضرة الأمين وعمه المُغني إبراهيم بن المهدي حاضرًا في 23 مُحرَّم سنة 198هـ / 23 سبتمبر 813م، فتطير الاثنان من اسمها وغنائها في تلك الليلة، حتى قال الأمين بعدها: «والله؛ ما أظن أمري إلا قريب». ولم تمضِ سوى ليلتين حتى قُتل الأمين سنة 198هـ / 813م.

### ذريته
خلَّف الأمين ثلاثة أبناء، هم: موسى النَّاطق بالحق من جاريته فطيم، توفي ولم يعقب. وعبد الله، شاعرٌ ظريف وأديب من نُدماء الخليفة هارون الواثق بالله (حكم 227 – 232هـ / 842 – 847م). وإبراهيم توفي صغيرًا.

## صفاته

### صفته الخلقية
كان الأمين طويل القامة والعُنُق، جميلًا سمينًا، أبيض الوجه، أسود العينين وحجمها صغيرًا، أسود الشعر وسبطه، به أثر جدري. عظيم الكراديس، بعيد ما بين المنكبين. وذُكر أنه ذا قُوَّة مُفرطة، وبطش وشجاعة، ويُقال أنه قتل مرةً أسدًا بيده. ونقش خاتمه «حسبي القادر» وقيل «نعم القادر الله»، و«سائل الله لا يخيب».

### أخلاقه
تُعد شخصية الخليفة الأمين من أحد أكثر الشخصيات إثارةً للجدل في التاريخ العبَّاسي، إذ تباينت وتضاربت الروايات التاريخية في وصف أخلاقه وسلوكه بشكل كبير. فبينما تفيض كثير من المصادر بأخبار تُظهره بمظهر الخليفة اللاهي العابث، المنغمس في الملذات، والمُهمل لشؤون الدولة، يُلاحظ إشارات أخرى أو تحليلات نقدية للمصادر تدعو إلى التريُّث في قبول هذه الصورة المُطلقة عن الأمين.

#### الشائعات حوله

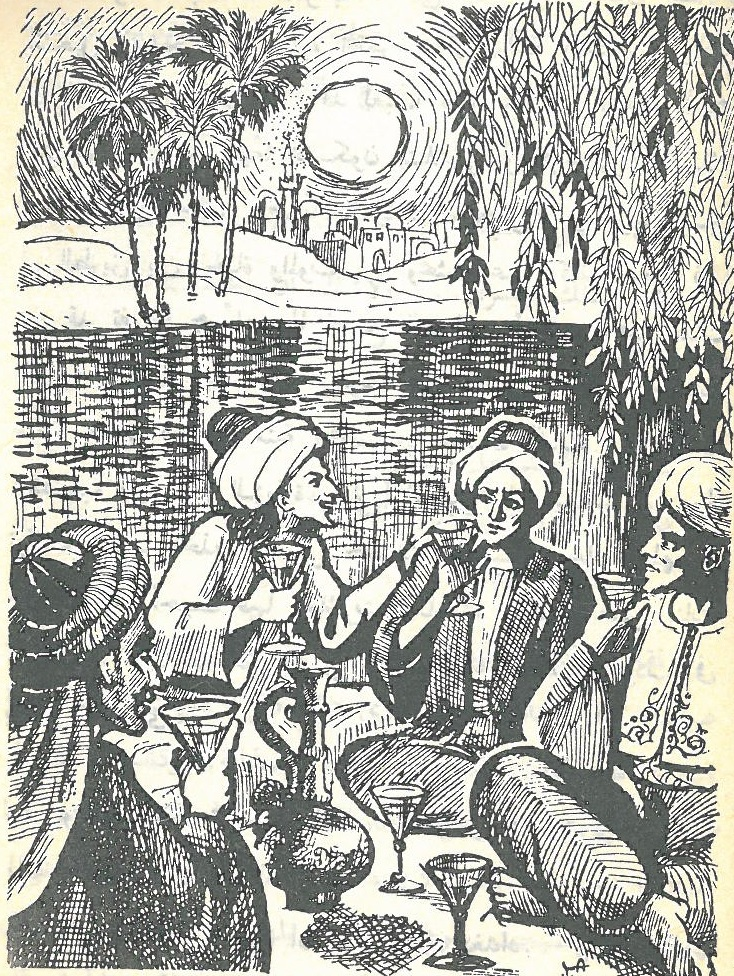
أبو نوَّاس المعروف بمجونه مع بعض أصحابه يتسامرون على ضفاف النيل في مصر.

ذكر العديد من المُؤرخين نقلًا عن المُؤرِّخ الطبري، روايةً انفرد بذكرها الشاعر الفارسيُّ الأصل، سعيد بن حميد، أن الأمين وجَّه إلى جميع الولايات والبلدان في طلب المُلهين وضمهم إليه منذ توليه الخلافة، وأجرى عليهم الأرزاق، ونافس في شراء الدواب والوحوش والسِّباع وغير ذلك، ثم اشترى الخصيان وصيَّرهم لخلوته، واحتجب عن إخوته وأهل بيته وقادته واستخف بهم، وقسم ما في بيوت الأموال وما بحضرته من الجواهر على خصيانه وجلسائه ومحدثيه، وأمر ببناء مجالس لمنتزهاته ومواضع خُلوته في قصر الخُلد والخيزرانيَّة، وبستان موسى وغيرها. انتقد المؤرِّخ والباحث المصري محمد إلهامي بتحليلٍ نقدي للروايات التي تناولت شخصية الأمين وأخلاقيَّاتهُ وسلوكه، إذ أكد على ضرورة الحذر المنهجي في التعامل مع هذه الروايات لعدة أسباب، منها ضعف الأسانيد في كثير من الأحيان لهذه الفترة، واعتماد المؤرخين على روايات مرسلة أو غير موثوقة، مما يجعل التحقق من صحتها صعبًا بالاعتماد على فحص السند وحده، ويتطلب فحص المتن ومقارنته بمصادر أخرى، بما فيها كتب الأدب التي تساعد في التحقق من نسبة الأقوال والأشعار. ووجود روايات متناقضة في المصادر نفسها، فكما توجد روايات تذم الأمين، توجد أخرى تُظهر جوانب إيجابية أو مختلفة، مما يفتح الباب أمام المؤرخين لانتقاء ما يخدم وجهة نظرهم المسبقة، وهو منهج، بحسب لا يُطمأن إليه خصوصًأ مع الروايات ضعيفة الإسناد. ومع أهمية نقد المصادر في سيرة الأمين، يؤكد إلهامي أنه لا يمكن إنكار ضخامة وتواتر الروايات التي تحدثت عن لهو الأمين وسوء تدبيره وضعف شخصيته وانقياده لحاشيته (خاصة الفضل بن الربيع) لوجود هذه الروايات في مصادر تاريخية متعددة نقلها مُؤرِّخون يُشهد لهم، مما يجعل رفض هذه الصورة بالكلية أمرًا صعبًا. خاصة وأن الروايات لم يُكتب جله في عهد المأمون، فلا يُمكن للمأمون أي تواجد في توجيه هذا التاريخ، فضلًا عن ذرية المأمون التي لم تحظى بالحُكم. يُرجِّح إلهامي أن الأمين كان بالفعل يمتلك بعض هذه الصفات السلبية المنقولة عنه، وإن كانت بعض الروايات قد بالغت فيها أو أضافت إليها قصصًا لا أصل لها. خصوصًا وأن قصره يعجُّ الجواري الغُلاميَّات اللاتي يلبسن لباس الغُلمان، وظهورها كظاهرة اجتماعيَّة.
وفي مقابل الصورة السَّلبية الشائعة، تجرَّدت أقلام المُؤرخين والباحثين في الدفاع عن الأمين، وذكر أستاذ التاريخ الإسلامي في جامعة القاهرة، حسن أحمد محمود قوله: «وولده الأول - أي الرشيد - الخليفة المظلوم الذي ضاعت شخصيته الحقيقية لما لحقه الهزيمة ... والروايات التاريخية تصوره رجلا مترفا غير حازم يحالفه سوء الطالع في كل ما يحاوله». وقال المُؤرِّخ والباحث العراقي عبد العزيز الدوري حول هذه الروايات: «وهنا يرتبك الباحث بين تضليلات وأكاذيب المؤرخين، ولكن معرفة أخلاق الأمين وصفاته ضرورية لبيان أثرها في فشله». وذكر مؤلف كتاب الأمين الخليفة المفتري عليه، المُكوَّن من 166 صفحة، لمُؤلفه عبد المنعم رشاد قائلًا: «مورست ضد الأمين دعاية واسعة النطاق استهدفت تشويه شخصيته باختلاق ووضع الروايات التي كانت تدينه وتنتقص منه تارة. وتارة أخرى بتحريف الوثائق .. بما يقود إلى رسم صورة سلبية عنه». وتظهر بعض المواقف المنسوبة إليه جوانب إيجابية، كنصائحه التي وجهها لقادة جيشه قبل خروجهم لحرب المأمون والتي تدل على فهمٍ للشأن العسكري ومنها عدم التعرُّض لأهل القرى وانتهاك الحُرمات. وكذلك رد فعله الغاضب القاطع لطلب أسد بن يزيد الشيباني باستخدام أبناء أخيه المأمون الصغار كرهائن لتهديد المأمون، قائلاً له في حدة: «أنت أعرابي مجنون!... وتدعوني إلى قتل ولدي وسفك دماء أهل بيتي؟!!»، وهو موقف يُظهر تمسكه بحدود أخلاقيَّة نبيلة حتى في خضم الصراع المرير. وبالتالي، تبدو صورة الأمين في المصادر التاريخية معقدة ومتناقضة، تجمع بين خليفة تلقى تعليمًا جيدًا أظهر ذكاءً وفصاحة في بعض المواقف، وبين شاب استسلم لملذاته وأهمل مسؤولياته الجسام تحت تأثير حاشية قوية دفعته لاتخاذ قرارات كارثية أودت به وبدولته.
وقبل بعض المُؤرِّخين الروايات التي تناولت سلوكيَّات الأمين، مثل الأستاذ الجامعي والمُؤرِّخ المصري شوقي ضيف، فذكر أن الأمين أول من شرب الخمر المُسكرة من خُلفاء بني العبَّاس، بعكس أبيه الرَّشيد وعمَّهِ الهادي، إذ شربا الأنواع المُحلِّلَّة من النبيذ سواءً من التمر أو الزبيب بما أحلَّهُ فُقهاء أهل العراق. ويُبرر المُؤرِّخ ضيف عن ظاهرة الأمين، قائلًا: «والأمين في خمره ومجونه ليس شذوذًا في عصره بل هو امتداد لموجة حادَّة بدأها الوليد بن يزيد في دمشق لآخر عصر بني أمية ثم مطيع بن إياس ورفقاؤه من أمثال والبة بن الحباب في الكوفة وبشار وأضرابه المُجَّان في البصرة». في حين رفض المُؤرِّخ المصري محمد إلهامي رواية شرب الأمين للخمر، قائلًا: «إلا أن ما أشيع عنه من شرب الخمر غير ثابت، بل إن الأمين وجد أبا نواس مسجونًا مع الزنادقة بأمر الرشيد، فلما أمر بإخراجه علم بشربه الخمر فأعاده ثانية إلى السجن». ويُعلِّق المُؤرخ والفقيه المصري محمد الخضري بك في ختامه لسيرة الأمين بكتابه، قائلًا: «جميع ما وقفنا عليه من أخبار الأمين وسيره أنه كان يميل جداً إلى اللهو والغناء والشرب حتى أقعده ذلك عن التدبير لأموره».
وحول علاقته بالخصيان، ومنهم خصي يُدعى كوثر، ذكر المُؤرِّخ المُوصلِّي ابن الطقطقي عنه قائلًا: «ثم إن نعي علي بن عيسى ورد الى الامين وهو يصطاد السمك فقال الذي أخبره بذلك دعني فان كوثرًا قد اصطاد سمكتين وانا الى الآن ما اصطدت شيئًا. وكان كوثر خادما خصيا له وكان يحبه». وذكر بعض المُؤرِّخين روايةً أن كوثرًا خادم الأمين خرج ليرى الحرب، فأصابته رجمة في وجهه، فجعل الأمين يمسح الدم عن وجهه، وترجَّل قائلًا:

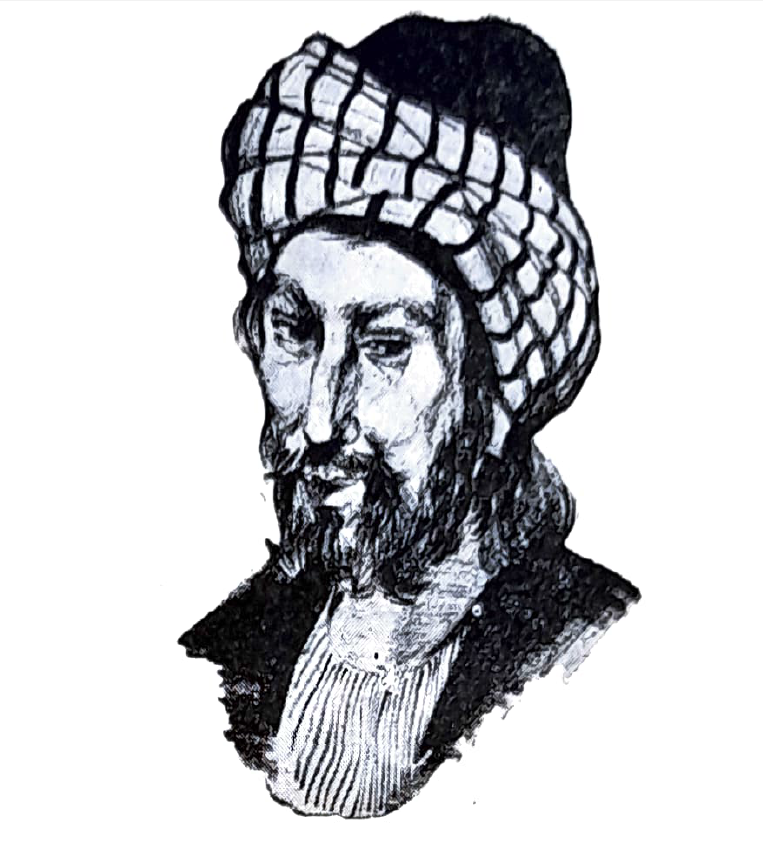
رسمٌ تخيُّليّ للشاعر أبو نواس الذي اشتهر بندامته للأمين في فترةٍ من حياته.

في حين، رفض المُؤرِّخ العراقي عبد المنعم رشاد هذه الرواية وفنَّدها وذكر أن الأمين لم يكن يصطاد السمك في تلك الظروف. ورفض سيد بلاط، أستاذ التاريخ والحضارة الإسلاميَّة في جامعة الأزهر ما يُدار حول سلوكيَّات الأمين، ردًا على مبادرة من مجتمع الميم روَّجت لتلك الروايات عنه، قائلًا: «لا يوجد في التاريخ الإسلامي رواية حقيقية تؤيد ما تقوله تلك المبادرة المزعومة، فتلك روايات مغلوطة وليست حقيقية»، وحمَّل الشُّعوبيين مسؤولية صحة هذه الروايات، قائلًا: «تلك الروايات الكاذبة قام بها جماعات الشعوبيين حول خلفاء المسلمين، والشعوبيون أصلهم من الفرس، وهؤلاء يرون أن العرب المسلمين قضوا على الدولة الفارسية، لذلك يثيرون هذه الروايات، لتشويه خلفاء المسلمين»، وتابع: «المستشرقون أخذوا تلك الروايات، مع الأسف وأذاعوها بغير تدقيق صحيح وموجودة في كتب شيعية وكتاب الأغاني للأصفهاني، لكنها روايات غير صحيحة، ولا يوجد ما يثبت ما يقولونه حول نجل هارون الرشيد أو أئمة المسلمين والصوفيين». وذكر المُؤرِّخ الحافظ ابن كثير الدمشقي أن الأمين حبس أبو نواس لمجونه وشربه للخمر، فلما أطال حبسه، قرر إطلاقه بعد أن أخذ عليه العهد أن لا يشرب الخمر، ولا يمارس اللُّواط، فامتثل أبو نواس لذلك، مما يُناقض الروايات القائلة بمثليَّة الأمين. وذكر المُؤرِّخ العراقي رشاد، قائلًا: «ومما ألصق بالأمين انغماسه في الاستهتار .. وأنه وُجد في إحدى الليالي يلهو ويرقص في هرج ومرج مع خدمه وجواريه. إن محاولات التهجم والانتقاص واضحة في هذه الأخبار لا تحتاج إلى تعليق عليها. وأشيع عنه أنه حال توليه الخلافة وجه رسله إلى أقاليم الدولة كافة طلباً للملهين .. ثم طلب الخصيان وغالى بهم وجعلهم المقربين إليه في خلوته في الليل والنهار حتى رفض النساء. ومن الجدير أن ننوه هنا إلى أن ترديد المصادر لمثل هذه الأخبار لا يعني اجماعها عليها بقدر ما يعني الأمر أن المتأخرين نقلوا عن المتقدمين، الأمر الذي يتضح من خلال مقارنة النصوص مع بعضها».

### مواقفه
كان محمد بن يحيى البرمكي وأخوه موسى يقبعان في سجنهما بالرَّقَّة حتى وفاة الخليفة هارون الرشيد، ومن أوائل القرارات التي اتخذها الخليفة الجديد الأمين في مستهل عهده أطلق سراح من تبقى من آل برمك استجابةً لطلب والدته زبيدة. ومع اندلاع الفتنة بين الأمين وأخيه المأمون، انقسم الأخوان البرمكيان في ولائهما، فالتحق محمد بن يحيى بمعسكر المأمون في خراسان. أما موسى بن يحيى، فقد آثر البقاء على ولائه للخليفة القائم في بغداد، وقاتل في صفوف جيش الأمين في مواجهة جيوش المأمون طوال فترة الصراع. وبعد مقتل الأمين سنة 198هـ / 813م، التجأ موسى البرمكي إلى القائد المأموني هرثمة بن أعين طالبًا الأمان فأمَّنه ثم خدم المأمون وتولَّى السِّند.
حزن الأمين على وفاة فطيم، والدة موسى بن الأمين، حزنًا شديدًا، وبلغ الخبر زبيدة بنت جعفر أم الأمين، فتوجهت إليه، وحين استقبلها قال: «يا سيدتي، ماتت فطيم»، فأجابته مُعزية:

### ندمائه

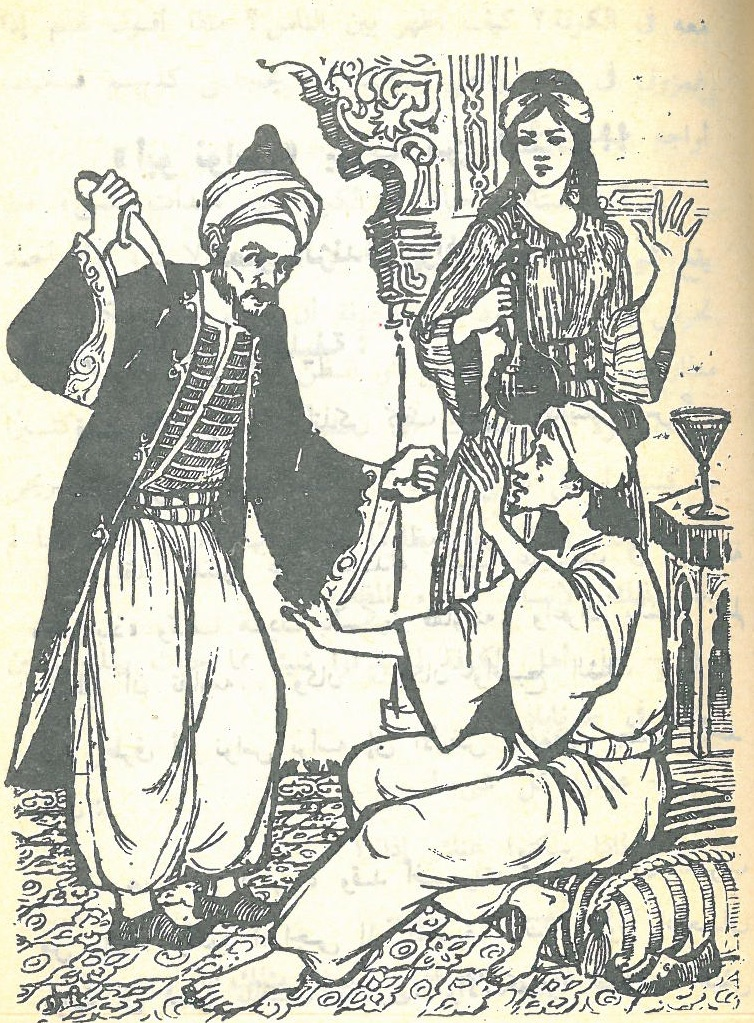
الشاعر والبة بن الحبَّاب يشهر خنجره على أبي نوَّاس وخلفه جارية، وذلك في إحدى مجالس الشُرب التي اعتادا حُضُورها.

نادم الأمين عددًا من النُّدماء، ومنهم الشَّاعر أبو نواس، وله أشعارٌ كثيرة وأخبارٌ مشهورة، وكان لذلك دعاية سلبيَّة على الأمين لما عُرف عن فُجور أبو نواس وحُبِّه للخمر والغُلمان. وبدأت العلاقة بينهما حين كان أبا نواس محبوسًا في خلافة الرَّشيد لهجائه قريشًا، فلما مات الرشيد، امتدح أبا نواس الخليفة الجديد الأمين، ومما قال له:
ثم أطلق الأمين سراحه لإعجابه بذوقه الشِّعري حين غنَّته جارية، ومن شدة إعجابه به أمر بإحضاره ليلًا، فكُسرت قيود أبا نواس، وترجل الأخير بمدح الأمين، قائلًا:
فخلع عليه الأمين، وجعله من ندمائه. غير أن العلاقة بينهما فسدت كثيرًا في أواخر خلافة الأمين، وكانت لهذه العلاقة دعايةً قويةً لصالح المأمون، إذ أن وزيره الفضل بن سهل جعل أحد أسباب استحلاله قتال الأمين هو مُنادمته لأبو نواس واهتمامه بشرب الخمر، مستشهدًا بشعرٍ لأبو نواس يقول فيه:

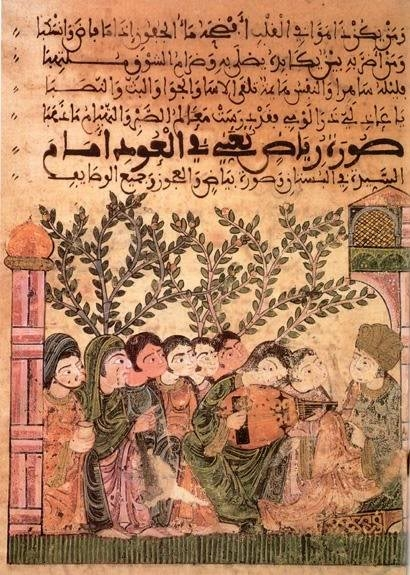
صورة من الفن والأدب والغناء في العُصور الإسلاميَّة الوسيطة. (القرن 13م)

فبلغ شعره ومجونه الأمين وشربه للخمر فضلًا عن إساءته للأمين في وقت سُكره، فزجره الأمين وسبَّه بأقبح الشتائم وقال له: «أنت تتكسب بشعرك أوساخ أيدي جميع الناس، ثم تقول "ولا صاحب التاج المحجب في القصر"؟»، وكان سليمان بن المنصور حاضرًا وذكَّرهُ بأنه من كبار الثنويَّة، وشهد جماعةً بذلك لكونه وضع قدحًا في يومٍ ممطر، حتى قطر فيه من المطر قطرٌ كثير، فقال أبو نواس بعد شربه: «يزعمون أن مع كل قطرة ملكا، فكم تراني قد شربت من الملائكة؟»، فزجَّه الأمين في السجن وجعله يُسجن مع جماعةٍ اتُّهموا بالزَّندقة وكانت جرمًا كبيرًا، حتى مات أبو نواس في نفس العام الذي قُتل فيه الأمين.
ذكر عبد الله بن أبي غسان موقفًا يكشف عن جانب من تعامل الأمين مع ندمائه وبذخه في العطاء حتى في أوقات الشدة، فقال إنه كان يومًا عند الأمين في مجلس مفروش بأفخر أنواع الفرش وأثمنها، وكان الجو شديد البرودة، بينما كان ابن أبي غسان جائعًا لم يذق طعامًا لثلاثة أيام إلا النبيذ، حتى كاد يفقد وعيه. استأذن ابن أبي غسان أحد الخدم متحايلًا لعله يجد شيئًا يأكله، فعاد الأمين إلى المجلس ولاحظ بسمة على وجه الخادم فسأله عن سببها، ليخبره الخادم أن ابن أبي غسان لا يطيق رائحة الطبيخ وينفر منه نفورًا شديدًا! تعجب الأمين وقال: «ويحك! مع طيب الطبيخ وطيب ريحه!» ثم أمر بإحضار أنواع عدة من الطبيخ. فلما قُدمت بين يدي ابن أبي غسان، تظاهر الأخير بالجزع والاضطراب وأبدى القشعريرة منه، فأخذ الأمين يضحك منه، ثم عرض عليه عرضًا غريبًا، فقال: «كل طبيخة ولك فرش هذا البيت، على عهد الله بذلك وميثاقه». ورغم احتجاج ابن أبي غسان بأنه سيموت إن أكل وسيفقد قيمة الفرش، إلا أن الأمين أصر وألح عليه. جاء الخدم بالسكاكين وقطعوا له من إحدى الطبيخات وأخذوا يضعونها في فمه، بينما هو يُظهر الصراخ والاضطراب ولكنه يبتلع الطعام في الوقت نفسه، والأمين يضحك من المشهد. فلما فرغ من الطبخة الأولى، انتقل الأمين إلى بيت آخر مفروش بنفس الفخامة، وأمر الفراشين بنقل فرش البيت الأول إلى منزل ابن أبي غسان. ثم عاود الأمين نفس الفعلة، فعرض على ابن أبي غسان فرش البيت الثاني مقابل أن يأكل طبيخة أخرى، ففعل ابن أبي غسان مثلما فعل أول مرة، فأخذ فرش البيت الثاني. وتكرر الأمر للمرة الثالثة مع بيت ثالث وطبيخة ثالثة، حتى أكل ابن أبي غسان ثلاث طبيخات وحاز على فرش ثلاثة بيوت بما فيها من رياش ثمين. يقول ابن أبي غسان في نهاية القصة: «وحسنت والله حالي، واشتد ظهري».

### أحواله في حربه مع المأمون
تُظهر رواية عن عبد الله بن أبي غسان، موقفًا يكشف عن استغراق الأمين في لهوه وتهاونه بأمور الدولة في ذروة حربه مع المأمون. إذ يُذكر أن الأمين عزم يومًا على الاصطباح (جلسة صباحيَّة يُرافقها الشَّراب والطرب) في مجلس له فُرش بأفخم الفرش، فأُعدت الموائد وحضر النُّدماء والمُغنين ولديه أيضًا وزيره الفضل بن الربيع. فلما همَّ الأمين بالبدء، دخل عليه كاتبه إسماعيل بن صبيح وذكَّروه بتراكم الأعمال وتوقُّفه للنظر في شؤون الدولة لعامٍ كامل، وألح عليه بضرورة البت فيها فورًا. وافق الأمين على مضض، مشترطًا ألا يُرفع الطعام والشراب حتى يفرغ من العمل، قائلًا: «إن اصطباحي لا يحول بيني وبين النظر في هذه النعمة التي يجب أن تحاط، فأحضر ما تريد عرضه، فاعرضه علي وأنا آكل، لا تقدم إليك فيه بما تحتاج إليه، إلى أن يرفع الطعام، ثم أتم النظر فيما يبقى، ولا أسمع سماعا أو أبرم الباقي، وأفرغ منه». حضر كُتَّاب الدواوين، وأخذ إسماعيل يقرأ على الخليفة ما تراكم من أعمال، والأمين يأمر وينهى ويُسوّي الأمور، ويُشاور أحيانًا من حوله، وتُجمع الكتب والأوراق التي تم البت فيها بالقرب من إسماعيل. وما إن فرغ الأمين من نظر الأعمال المتأخرة، حتى دعا بالشراب مجددًا، وتناول قدحًا كبيرًا (قيل إنه لا يشرب في القدح أقل من رطل)، ثم دعا خادمًا له فناجاه بشيءٍ سرًا. مضى الخادم وعاد بعد قليل ومعه جماعة من النفَّاطين (رماة النفط والمواد الحارقة)، فلما رآهم الأمين نهض واستنهض معه نُدمائه سليم بن علي وعمِّه إبراهيم بن المهدي. تقدم النفَّاطين نحو كومة الكتب والدواوين التي انتهى الخليفة من مراجعتها للتو، وضربوها بالنار فأحرقوها جميعًا عن آخرها. كان الوزير الفضل بن الربيع حاضرًا وشاهدًا على ما جرى، فلم يتمالك نفسه ولحق بالأمين وهو يشق ثوبه جزعًا وذهولًا مما فعله، قائلًا: «الله والله أعدل من أن يرضى أن يكون مدبراً أمور أمة نبيه محمد ﷺ، من هذه أفعاله!». أما الأمين، فقد قوبل هذا الموقف بالضحك منه، ولم يُنكر على الفضل قوله أو يبدِ أي اكتراث لما فعله.

رسمٌ لمحظية مُتزينة، بريشة غوستاف ريختر. (القرن 19م)

يروي أحمد بن إسحاق بن برصوما موقفًا يعكس حالة اليأس التي وصل إليها الأمين لمواجهة الجيش المأمونيُّ المُتقدم، إذ قال الأمين لحاشيته بعد يأسه منهم: «ويحكم! ما أحد يستراح إليه!» فأُشير عليه برجلٍ من عرب الكوفة يُقال له وضَّاح بن حبيب بن بديل التميمي، ووُصف بأنه «بقية من بقايا العرب، وذو رأي أصيل». فأرسل الأمين في طلبه. ولما قدم وضَّاح على الأمين، قال له الخليفة: «إني قد خبرت مذهبك ورأيك، فأشر علينا في أمرنا». أجاب وضَّاح بما يدل على صعوبة الموقف: «يا أمير المؤمنين، قد بطل الرأي اليوم وذهب، ولكن استعمل الأراجيف (الإشاعات)، فإنها من آلة الحرب». ثم أشار بتنصيب بكر بن المعتمر مسؤولاً على دجلة، فإذا نزلت بالجيش نازلة أو هزيمة، يشيع بكر أخبار مُضخمة ومُفظعة للأمر، حتى إذا تحرى الناس عن حقيقة الخبر ووجدوا بطلانه، يكون أثر الإرجاف قد فعل فعله في تثبيط معنويات العامة والجند، مما أثار ردة فعلٍ عكسيَّة في معنويات أهالي بغداد في إيقاف زحف جيش المأمون ظنًا بأنهم في أحسن حال.
وتصف إحدى الروايات حال اليأس والاضطراب النفسي الكبير الذي وصل إليه الأمين في الأيام الأخيرة من الحصار، فقد استدعى ندمائه وطلب الشراب ليُسلي به نفسه ويكفكف من أحزانه. وطلب جارية يُحبها من جواريه أن تُغني، وتناول كأسًا ليشرب. فلم تعرف ما تُغني بدايةً حتى غنت قائلة:
ولعل الأمين رأى فيه إسقاطًا على حاله وقلة ناصريه وكثرة ذنوبه المتوهمة التي أدت لمصيره. فلما فرغت الجارية من غنائها، وأخذ منه التأثر مأخذه، متأولاً الشعر على حاله، لم يتمالك نفسه فرمى الجارية بكأسه، وثار غضبه فأمر بأن تُلقى للأسد فنهشتها. لم يهدأ الأمين، فتناول كأسًا أخرى، ودعا بجارية أخرى لتغني له، فغنت قائلة:
فما كان من الأمين إلا أن رمى وجهها بالكأس هي الأخرى غضبًا وتطيرًا. ثم تناول كأسًا ثالثة وأمرها بالغناء، فغنت:
فلما سمع الأمين هذا البيت الأخير، رمى وجه الجارية الثالثة بالكأس، وضرب صينية الشراب برجله فألقاها، وعاد إلى ما كان فيه من همٍّ واكتئاب ويأس، ولم يمضِ بعدها سوى أيامٍ قليلة حتى حانت نهايته وقُتل.

### روايته للأحاديث
- روى الخطيب البغدادي من طريقه حديثًا نقله عن الحسن بن أبي طالب وباي بن جعفر الجيلي، قال الحسن: حدثنا، وقال باي: أخبرنا أحمد بن محمد بن عِمران، قال: أخبرنا محمد بن يحيى، قال: حدثنا المُغيرة بن محمد المُهلَّبي، قال: رأيتُ عند الحسين بن الضحاك الخليع جماعةً من بني هاشم فيهم بعض أولاد المتوكل، فسألوه عن الأمين وأدبه، فوصف الحُسين أدبًا كثيرًا، فقيل له: فالفقه، فإن المأمون كان فقيهًا، قال: ما سمعتُ فقهًا ولا حديثًا إلا مرة واحدة، فإنه نُعي إليه غلام له بمكة فقال: حدثني أبي عن أبيه عن المنصور عن محمد عن علي بن عبد الله عن أبيه قال: سمعت رسول الله ﷺ يقول: «من مات محرماً حشر ملبياً».[152]

## إرثه

### الأقوال عنه

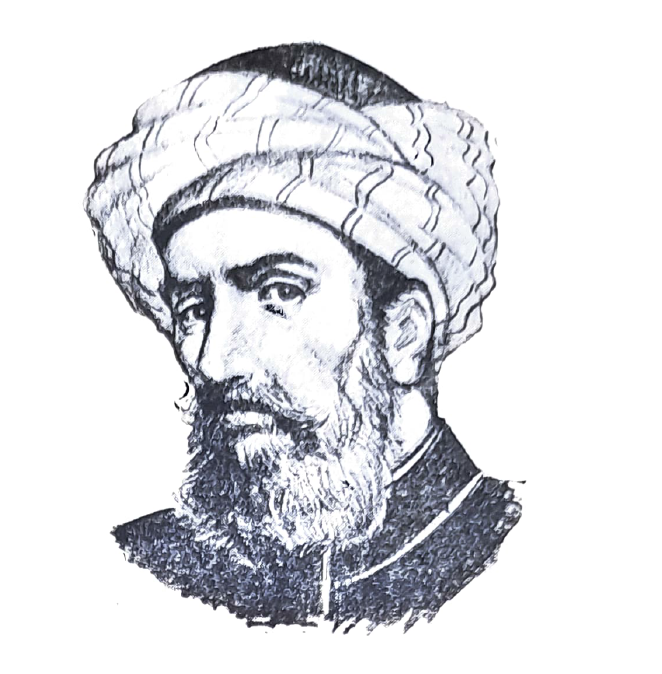
رسمٌ تخيُّلي للمُؤرِّخ المسعودي.

- المُغني والشَّاعر إسحاق الموصلي: «اجتمعت في الأمين خصائل لم تكن في غيره، كان أحسن الناس وجهاً، وأسخاهم، وأشرف الخلفاء أباً وأماً، حسن الأدب، عالماً بالشعر، لكن غلب عليه الهوى واللعب، وكان مع سخائه بالمال بخيلاً بالطعام جداً».[153]
- الإمام الفقيه أحمد بن حنبل: «إني لأرجو أن يرحم الله الأمين بإنكاره على إسماعيل بن علية، فإنه أُدخل عليه، فقال له: يا ابن الفاعلة أنت الذي تقول: كلام الله مخلوق».[153] غير أن الإمام الذهبي علَّق على ذلك، قائلًا: «قلت: ولم يُصرِّح بذلك ابنُ عُليَّة، حاشاه، بل قال عبارةً تُلزمه بعض ذلك».[154]
- المُؤرِّخ الكوفي الجهشياري: «وسارت الركبان في الآفاق بغدر محمد (الأمين)، وبحسن سيرة المأمون، فاستوحش الناس منه، وانحرفوا عنه، وسكنوا إلى المأمون، ومالوا إليه».[46]
- المُؤرِّخ الجُغرافي المسعودي: «باسطا يده بالعطاء فبيح السيرة ضعيف الرأي سفاكًا للدماء يركب هواه ويهمل أمره ويتكل في جليل الخطوب على غيره ويثق بمن لا ينصحه».[112]
- المُؤرِّخ البغدادي اليعقوبي: «فأفسد قوم قلب محمد على المأمون، وأوقعوا بينهما الشر، وكان الذي يحرضه علي بن عيسى بن ماهان، والفضل بن الربيع، ففعل ذلك».[155]
- المُؤرِّخ المُوصِلِّي ابن الطقطقي: «كان الأمين كثير اللهو واللعب منقطعاً الى ذلك مشتغلا به عن تدبير مملكته». وذكر بعد استوزاره للفضل بن الرَّبيع، قائلًا: «وتوجه الفضل إلى بغداذ فاستوزره الامين ثم اشتغل باللهو واللعب ومعاشرة المجان. فأشار الفضل بن سهل وزير المأمون على المأمون باظهار الورع والدين وحسن السيرة .. وكان كلما اعتمد الامين حركة ناقصة اعتمد المأمون حركة شديدة»، وذكر أيضًا: «وكان بقدر ما عند المأمون من التيقظ والضبط عند الامين من الاهمال والتفريط والغفول».[156]تخطيط باسم الحافظ والمُؤرِّخ جلال الدين السيوطي

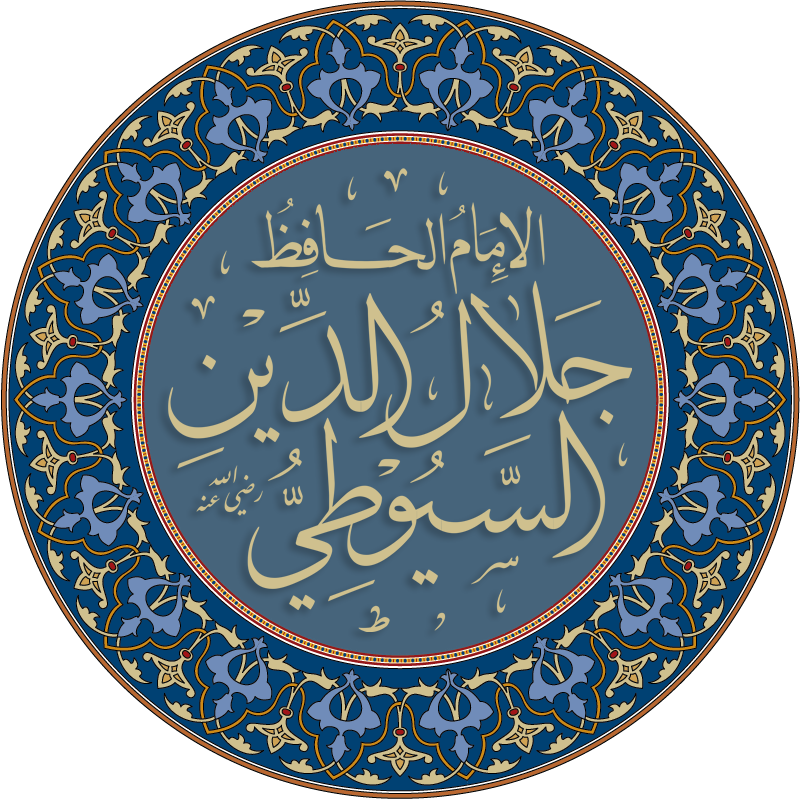
تخطيط باسم الحافظ والمُؤرِّخ جلال الدين السيوطي

- المُؤرِّخ الأندلسي ابن دحية الكلبي: «وكان يركب هواه ويهمل أمر دنياه، ولما خلعه المأمون كان يعيبه بصحبة أبي نواس».[32]
- المُؤرِّخ المُوصلِّي ابن الأثير الجزري: «ولم نجد في سيرته ما يُستحسن ذكره من حلم، أو معدلة، أو تجربة، حتى نذكرها، وهذا القدر كافٍ»، بعد ذكره لبعضًا من سيرة الأمين.[101]
- الإمام الحافظ شمس الدين الذهبي: «وكان مليحاً، بديع الحُسن، أبيض وسيماً طويلًا، ذا قُوَّة وشجاعة وأدبٍ وفصاحة، ولكنه سيء التدبير، مُفرط التبذير، أرعن لعَّاباً، مع صحةِ إسلامٍ ودينٍ».[157]
- الحافظ جلال الدين السيوطي: «وكان من أحسن الشباب صورة .. ذا قوة مفرطة، وبطش وشجاعة معروفة .. وله فصاحة، وبلاغة، وأدب، وفضيلة، لكن كان سيء التدبير، كثير التبذير، ضعيف الرأي، أرعن، لا يصلح للإمارة».[125]
- القاضي المكِّي الديار بكري: «بديع الحسن ذا قوَّة مفرطة وبطش وشجاعة معروفة وفصاحة وأدب وفضيلة وبلاغة ... وكان مبذر للاموال لعابا لا يصلح لامرة المؤمنين سامحه الله».[158]
- الفقيه المصري محمد الخضري بك: «كانت هذه المدة التي وليها الأمين مملوءة بالمشاكل والاضطرابات بين الأخوين الأمين والمأمون. وكادت الأمة تذهب بينهما ضياعاً وسبب ذلك ما فعله الرشيد من ولاية العهد لأولاده الثلاثة أحدهم بعد الآخر وقسمته البلاد بينهم». وانتقد الأمين قائلًا: «أول ما عرف من عمل الأمين إرادته الغدر بأخيه والرمي بعهد الرشيد وراء ظهره، فقد أخذ العهدين من البيت الحرام ومزقهما تمزيقاً غير ناظر إلى ما وراء ذلك من العواقب الوخيمة في نظر الجمهور، إذ ليس أعظم في نظر المسلم من انتهاك حرمة البيت المقدس، ولا انتهاك أعظم من إفساد أمر دبر فيه .. فلا غرابة أن رأينا جمهور الأمة في صف أخيه». وفي ختام سيرته، قال: «جمع ما وقفنا عليه من أخبار الأمين وسيره أنه كان يميل جداً إلى اللهو والغناء والشرب حتى أقعده ذلك عن التدبير لأموره. هذا مع أنه ممتاز على بني العباس قاطبة بأنه هاشمي الأبوين، ولكن ليس بحسن الأنساب تعلو الرجال وإنما علوها بحسن الفعال».[137]
- المُؤرِّخ المصري حسن خليفة: «كان الأمين تنقصه الدربة السياسية وأنت تعلم أن الدربة السياسية هي ناحية يؤبه لها كثيرا، في تنمية روح الحكم .. وقد أجمع المؤرخون على أنه كان مستهترا مسرفا مع خور خلقي وعدم تبصر في العواقب، ولا ترو في مهمات الأمور». وانتقده قائلًا: «وهناك ظاهرة خلقية في أخلاق الأمين، وهي حبه للاستخارة واحتفاله بالبحث عن أمر طالعه، وركونه حتى في آخر لحظة من حياته .. إلى منام رآه .. وسنرى أن المأمون كان على عكس الأمين لا يحفل في مهام أموره بالاستخارة ووحي الاحلام. بل كان يجعل جل اعتماده على مشورة رجالاته وذوي النصيحة من أنصاره»، ثم قال عنه: «وكان طيب القلب، يعفو حتى عن الخارجين عليه، والمسيئين إليه، وأن موقفه مع حسين بن علي بن ماهان لمعروف مشهور».[159]المُؤرِّخ المصري محمد إلهامي

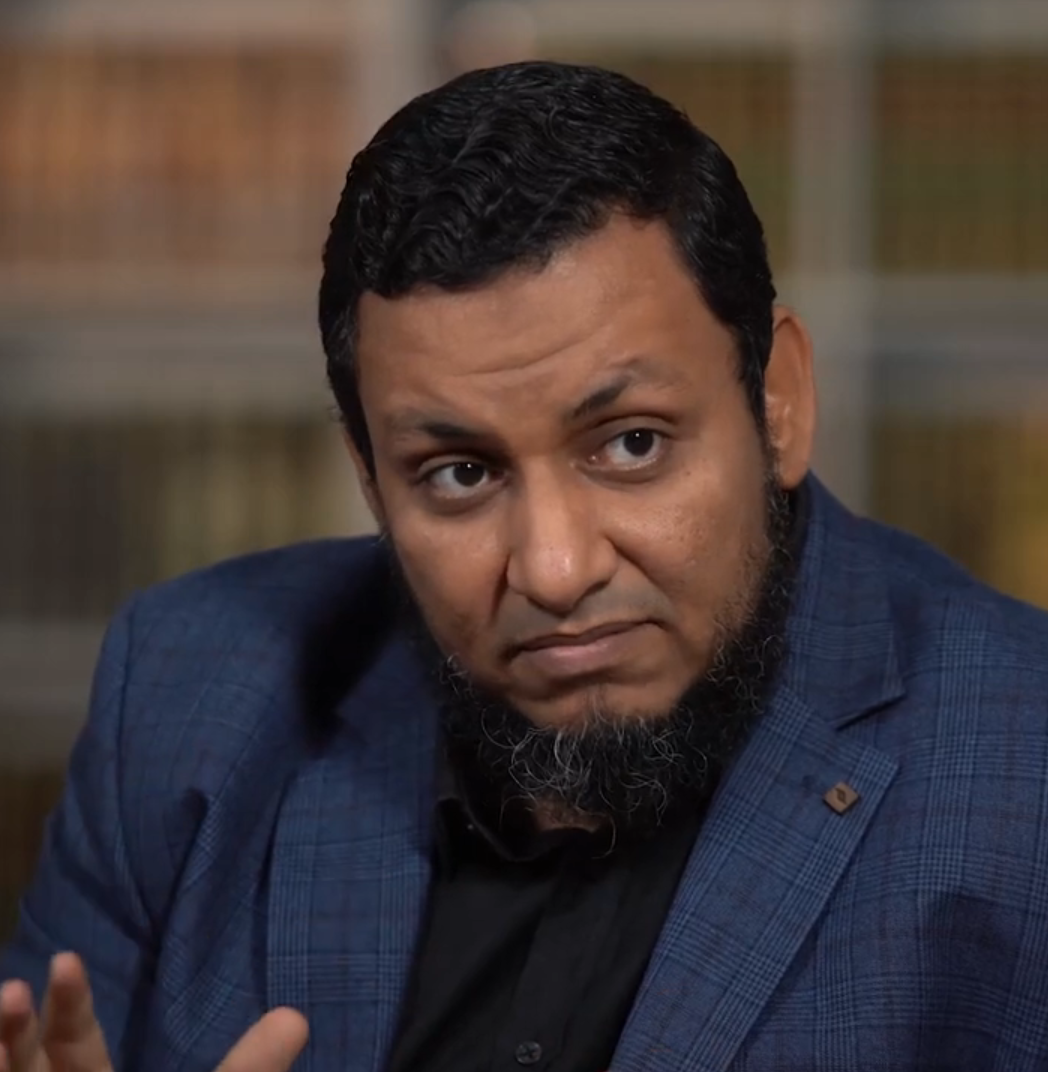
المُؤرِّخ المصري محمد إلهامي

- المُؤرِّخ العراقي عبد العزيز الدوري: «وقبل البحث في مشكلة الخلاف - الخلاف بين الأمين والمأمون -، يجب ملاحظة روح التحزب ضد الأمين عند مختلف المؤرخين والحذر منهم، لأن الذي يغلب على الكتاب والشعراء مناصرة الغالب والمبالغة بفضائله وذم المغولب. فهم يسمون الأمين (المخلوع) ويرمونه بكل قبيح». وقال حول شعبيَّة الأمين: «ويظهر من المصادر أن الأمين لم يحاول جدياً استصفاء قلوب الرعية كما حاول المأمون، أو أنه لم ينجح في ذلك، ولهذا حصلت اضطرابات داخلية ضده في عاصمته بنفس الوقت الذي كان فيه جيشه ينازع جيش المأمون. فأصبح بين نارين فتنة داخلية وحرب خارجية». وذكر في فقرة أخرى: «ولكن تربية الأمين المترفة جعلته قليل الصرامة، بعيدًا عن تقاليد العباسيين المكيافيلية». وقال: «وكنتيجة طبيعية لتربية الأمين ولبيئته، ميله للترف. ولعل المؤرخين بالغوا في وصف هذا الميل». واختتم ملاحظاته حول الأمين، قائلًا: «وقبل الانتهاء أقول أن هذا الخلاف أدى الى اختلال التوازن من جديد بين العرب والفرس في الدولة والى تعاظم النفوذ الفارسي لدرجة خطرة على سلامة الدولة كما سنرى».[160]
- الكاتب الأردني خالد محمد عزَّام: «لقد لاحظنا كيف التف حول الأميرين، الأمين والمأمون، الكتل والجماعات وكل كتله فيها عرب وغير عرب، فهناك روايات عديدة تشير إلى أن الأمين حاول كسب الجند الخراساني إلى جانبه، وهي نفس خطة المأمون..ومما يجدر ذكره أن العناصر التي أيدت المأمون كان قسم كبير منها عربياً، فتشير رواية إلى أن قبيلة خزاعة تفاخر بكونها اشتركت في قتل الأمين، وأن الموصل أيدت المأمون أثناء النزاع..ونلاحظ بعد انتصار جيش المأمون، نجد الجيش نفسه يتمرد على قائده تحت شعار (موسى يا منصور) وهو شعار القبائل اليمانية، وفي رواية الطبري خير توضيح لدور العرب في تحقيق النصر للمأمون».[161]
- المُؤرِّخ العراقي عبد المنعم رشاد: «ولم يكن الأمين بالشخصية السلبية المنفعلة، بل كان شخصاً إيجابياً امتاز بالصفات والخصال الآتية: الكرم والشجاعة والحزم والثبات والصبر، بعكس ما أشيع عنه من ضعف ووهن وطيش وهوى وبخل».[133]
- المُؤرِّخ اللبناني محمد سهيل طقوش: «اشتهر (أي الأمين) بحسن الأدب، وكان عالماً بالشعر، فصيح اللسان لكن غلب عليه الهوى واللعب وضعف الشخصية .. اشتهر بحبه لأصحابه وعطفه عليهم، لكنه فشل كقائد وكحاكم».[162]
- المُؤرِّخ المصري محمد إلهامي: «قضى الأمين في خلافته أربع سنوات وثمانية أشهر لم يكن في يوم منها سعيدا أو هانئا، فهو منذ اللحظة الأولى يفكر ويقدر ويخطط ويدبر للإيقاع بأخيه المأمون، وحين لم ينجح في هذا كان عليه أن يقضي حياته في التفكير والتقدير للنجاة من المصير المحتوم الذي يبدو كل يوم أوضح وأظهر منه في الأمس!»، ويتابع في فقرة وقفةٍ مع الأمين، قائلًا: «لكن الأمين بكل يقين لم يكن على مستوى المهمَّة ولا على قدر الخلافة، ثم لم يتهيأ له من البطانة ما يعتدل به حاله، بل كان رجاله في السياسة والحرب أقلَّ شأنًا من تحمُّل مهمَّة الخلافة العظيمة!».[163] وفصّل حال بطانة الأمين، قائلاً: «فمنذ المواجهة الأولى كان يمثل الأمين الرجل الظالم المغرور الذي كرهه الخُراسانيون علي بن عيسى بن ماهان، وقد أودى به غروره، ثم أرسل الأمين بعبد الرحمن الأنباري الذي هُزم ثم غدر ثم هُزم، ثم بقائدين اختلفا حتى رجعا من غير حرب .. ومن وراء هؤلاء الفضل بن الربيع الذي أشعل فتنة وقت الأمن وهرب وقت الحاجة!»، ثم ذكر حاشية المأمون، قائلًا: «على حين كان رجال المأمون رجالا كطاهر بن الحسين الذي كان قائدًا فذًّا وسياسيًّا محنَّكًا، ومخلصا إلى الحد الذي قال فيه: لا بد من قطع الأواطر والتنكر للأقارب في تأكيد الخلافة والقيام بحق الطاعة .. وقد ظلت أسرته الطاهرية تحكم خراسان من بعده لفترة طويلة .. وهرثمة بن أعين القائد المخلص الذي لم يفشل في مهمَّة سابقة أُسندت إليه إن كان في الشام أو في مصر أو في سمرقند أو في بغداد»، وختم سيرة الأمين، قائلًا: «فهكذا.. خذل الأمينَ رجالُه!».[164]

### في الثقافة المرئية

#### مسلسلات
- عصر الأئمة (1997) إنتاج مصري عن سيرة الأئمة الثلاثة الشافعي ومالك وابن حنبل. جسد دور الأمين، المُمثل المصري محمود البنا.[وب 2]
- هارون الرشيد (1997) إنتاج مصري عن حياة الخليفة هارون الرَّشيد. جسد دور الأمين، المُمثل المصري حسام عادل.[وب 3]
- أبناء الرشيد (2006) إنتاج أردني عن صراع الأخوين الأمين والمأمون. جسد دور الأمين، المُمثل الأردني منذر رياحنة.[وب 4]
- الإمام (2017) إنتاج قطري عن سيرة الإمام أحمد بن حنبل. جسد دور الأمين، المُمثل السُّوري خالد القيش.[وب 5]
- هارون الرشيد (2018) إنتاج سوري عن سيرة الخليفة هارون الرشيد. جسد دور الأمين، المُمثل السُّوري طيف إبراهيم.[وب 6]

### فهرس المنشورات
1. 1 2  ابن الكازروني (1970)، ص. 130.
2. 1 2  إلهامي (2013)، ص. 474.
3. 1 2  هدارة (1966)، ص. 33.
4. ↑  الأفغاني (1978)، ص. 51.
5. ↑  القيرواني (1972)، ج. 1، ص. 184.
6. 1 2 3  هدارة (1966)، ص. 27.
7. ↑  السيوطي (2003)، ص. 244.
8. ↑  ابن العمراني (1999)، ص. 96-97.
9. ↑  القيرواني (1972)، ج. 3، ص. 67.
10. 1 2  إلهامي (2013)، ص. 498.
11. 1 2  هدارة (1966)، ص. 33 - 34.
12. ↑  هدارة (1966)، ص. 35.
13. 1 2  ابن الأثير (2005)، ص. 874.
14. ↑  هدارة (1966)، ص. 36-37.
15. ↑  ابن الأثير (2005)، ص. 876.
16. ↑  هدارة (1966)، ص. 38-40.
17. ↑  ابن الأثير (2005)، ص. 881.
18. 1 2  الطبري (2004)، ص. 1713.
19. ↑  ابن الأثير (2005)، ص. 882.
20. ↑  ابن الأثير (2005)، ص. 884 - 885.
21. ↑  الطبري (2004)، ص. 1695.
22. ↑  ابن الأثير (2005)، ص. 883.
23. 1 2  ابن الأثير (2005)، ص. 885-886.
24. 1 2  ابن الأثير (2005)، ص. 886.
25. ↑  الدينوري (1960)، ص. 291-292.
26. ↑  العبادي (1988)، ص. 93.
27. ↑  ابن الكازروني (1970)، ص. 130-131.
28. ↑  الدينوري (1960)، ص. 392.
29. 1 2  الطبري (2004)، ص. 1712.
30. 1 2 3 4 5  ابن الأثير (2005)، ص. 889.
31. ↑  الخضري (2003)، ص. 6.
32. 1 2  الأندلسي (1946)، ص. 43.
33. 1 2  ابن الأثير (2005)، ص. 890.
34. ↑  ابن الأثير (2005)، ص. 891.
35. ↑  الطبري (2004)، ص. 1712-1713.
36. ↑  الطبري (2004)، ص. 1713-1715.
37. ↑  الدينوري (1960)، ص. 392-393.
38. ↑  هدارة (1966)، ص. 45.
39. ↑  ابن الأثير (2005)، ص. 889-890.
40. ↑  الخضري (2003)، ص. 152.
41. ↑  إلهامي (2013)، ص. 476.
42. 1 2  الطبري (2004)، ص. 1717.
43. ↑  الدوري (1997)، ص. 146-147.
44. 1 2  إلهامي (2013)، ص. 477.
45. ↑  الدينوري (1960)، ص. 394-395.
46. 1 2  الجهشياري (1988)، ص. 189.
47. ↑  الطبري (2004)، ص. 1720.
48. 1 2 3  إلهامي (2013)، ص. 478.
49. ↑  الدينوري (1960)، ص. 395.
50. ↑  الجهشياري (1988)، ص. 188.
51. ↑  الطبري (2004)، ص. 1718.
52. ↑  هدارة (1966)، ص. 52.
53. 1 2 3  إلهامي (2013)، ص. 481-482.
54. ↑  الطبري (2004)، ص. 1719.
55. 1 2 3  الدينوري (1960)، ص. 396.
56. ↑  طقوش (2009)، ص. 114.
57. ↑  إلهامي (2013)، ص. 476-477.
58. ↑  الطبري (2004)، ص. 1721-1722.
59. ↑  إلهامي (2013)، ص. 480.
60. ↑  اليعقوبي (2010)، ج. 2، ص. 387-388.
61. ↑  إلهامي (2013)، ص. 481.
62. ↑  الطبري (2004)، ص. 1729.
63. 1 2  إلهامي (2013)، ص. 482.
64. 1 2 3  إلهامي (2013)، ص. 483.
65. 1 2  الدينوري (1960)، ص. 397.
66. 1 2  إلهامي (2013)، ص. 484.
67. 1 2 3  إلهامي (2013)، ص. 485.
68. 1 2  الدينوري (1960)، ص. 398.
69. ↑  طقوش (2009)، ص. 119.
70. ↑  الجهشياري (1988)، ص. 190.
71. 1 2  إلهامي (2013)، ص. 486.
72. 1 2 3 4  إلهامي (2013)، ص. 487.
73. ↑  الدينوري (1960)، ص. 399.
74. 1 2 3  إلهامي (2013)، ص. 488.
75. ↑  إلهامي (2013)، ص. 489.
76. 1 2  إلهامي (2013)، ص. 490.
77. ↑  الطبري (2004)، ص. 1743.
78. 1 2 3  إلهامي (2013)، ص. 492.
79. 1 2  إلهامي (2013)، ص. 493.
80. ↑  إلهامي (2013)، ص. 492-494.
81. 1 2 3 4 5  الطبري (2004)، ص. 1768.
82. ↑  إلهامي (2013)، ص. 495.
83. 1 2  الطبري (2004)، ص. 1769.
84. ↑  الدينوري (1960)، ص. 399-400.
85. ↑  الطبري (2004)، ص. 1756-1758.
86. 1 2  الطبري (2004)، ص. 1758-1759.
87. ↑  الطبري (2004)، ص. 1756-1762.
88. ↑  اليعقوبي (2010)، ج. 2، ص. 393-394.
89. 1 2  الدينوري (1960)، ص. 400.
90. ↑  الطبري (2004)، ص. 1759-1760.
91. 1 2  ابن خياط (1985)، ص. 468.
92. ↑  اليعقوبي (2010)، ج. 2، ص. 394-395.
93. ↑  ابن الكازروني (1970)، ص. 132.
94. 1 2 3 4  إلهامي (2013)، ص. 496.
95. ↑  الطبري (2004)، ص. 1773.
96. ↑  ابن العمراني (1999)، ص. 94-98.
97. ↑  الذهبي (1996)، ج. 9، ص. 338.
98. 1 2  رشاد (2000)، ص. 138.
99. ↑  ابن الأثير (2005)، ص. 907.
100. ↑  الدوري (1997)، ص. 146.
101. 1 2 3  ابن الأثير (2005)، ص. 909.
102. ↑  ليونز (2010)، ص. 98 - 99.
103. ↑  غنيمة (2006)، ص. 577.
104. ↑  هدارة (1966)، ص. 65-66.
105. ↑  الطبري (2004)، ص. 1764-1766.
106. 1 2  عبد الحكيم (2011)، ص. 59.
107. ↑  عبد الحكيم (2011)، ص. 60.
108. ↑  الكردي (2014)، ص. 65.
109. 1 2 3 4  الطبري (2004)، ص. 1764.
110. ↑  الطبري (2004)، ص. 1760.
111. ↑  رشاد (2000)، ص. 140.
112. 1 2 3 4 5 6  المسعودي (1893)، ص. 349.
113. ↑  الجهشياري (1988)، ص. 187-196.
114. ↑  ابن الكازروني (1970)، ص. 133.
115. ↑  الجهشياري (1988)، ص. 187.
116. ↑  الطبري (2004)، ص. 1711.
117. 1 2  ضيف (1966)، ص. 58.
118. 1 2  حسن (2013)، ص. 85.
119. ↑  ابن الساعي (1960)، ص. 55.
120. 1 2  حسن (2013)، ص. 86.
121. ↑  ابن الساعي (1960)، ص. 81-82.
122. ↑  حسن (2013)، ص. 87.
123. ↑  العباسي (2000)، ص. 79.
124. ↑  ابن العمراني (1999)، ص. 95.
125. 1 2  السيوطي (2003)، ص. 236.
126. ↑  ابن الكازروني (1970)، ص. 131.
127. ↑  الطبري (2004)، ص. 1766.
128. ↑  ابن الأثير (2005)، ص. 908-909.
129. ↑  خليفة (1931)، ص. 81-82.
130. ↑  إلهامي (2013)، ص. 497-498.
131. ↑  محمود (1980)، ص. 139-140.
132. ↑  الدوري (1997)، ص. 144-145.
133. 1 2  رشاد (2000)، ص. 152.
134. ↑  رشاد (2000)، ص. 148-150.
135. ↑  ضيف (1966)، ص. 66.
136. ↑  ضيف (1966)، ص. 66-67.
137. 1 2  الخضري (2003)، ص. 151-165.
138. ↑  ابن الطقطقي (1899)، ص. 195.
139. ↑  السيوطي (2003)، ص. 240.
140. ↑  الذهبي (2003)، ج. 4، ص. 1202.
141. ↑  رشاد (2000)، ص. 147.
142. ↑  ابن كثير (2004)، ص. 1575.
143. ↑  رشاد (2000)، ص. 144-145.
144. ↑  كلو (1997)، ص. 207.
145. ↑  فرج (1990)، ص. 107.
146. ↑  الجهشياري (1988)، ص. 193.
147. ↑  الجهشياري (1988)، ص. 191-192.
148. ↑  الطبري (2004)، ص. 1768-1769.
149. ↑  الطبري (2004)، ص. 1770-1771.
150. ↑  الجهشياري (1988)، ص. 194-195.
151. ↑  الطبري (2004)، ص. 1767.
152. ↑  البغدادي (2001)، ج. 4، ص. 542-543.
153. 1 2  السيوطي (2003)، ص. 241.
154. ↑  الذهبي (1996)، ج. 9، ص. 339.
155. ↑  اليعقوبي (2010)، ج. 2، ص. 387.
156. ↑  ابن الطقطقي (1899)، ص. 193-196.
157. ↑  الذهبي (1996)، ص. 334-335.
158. ↑  الديار بكري (1884)، ج. 2، ص. 371.
159. ↑  خليفة (1931)، ص. 81-83.
160. ↑  الدوري (1997)، ص. 141-156.
161. ↑  عزام (2009)، ص. 126.
162. ↑  طقوش (2009)، ص. 113.
163. ↑  إلهامي (2013)، ص. 496-497.
164. ↑  إلهامي (2013)، ص. 499.

### فهرس الوب
1. ↑  سعيد حجازي (5 ديسمبر 2020). "هل كان ابن هارون الرشيد شاذ جنسيا؟.. أستاذ تاريخ اسلامي يجيب". الوطن. مؤرشف من الأصل في 2025-04-11. اطلع عليه بتاريخ 2025-04-08.
2. ↑  "طاقم العمل: مسلسل - عصر الأئمة - 1997". قاعدة بيانات الأفلام العربية. مؤرشف من الأصل في 2023-03-23. اطلع عليه بتاريخ 2025-04-26.
3. ↑  "طاقم العمل: مسلسل - هارون الرشيد - 1997". قاعدة بيانات الأفلام العربية. مؤرشف من الأصل في 2025-05-17. اطلع عليه بتاريخ 2025-04-26.
4. ↑  "طاقم العمل: مسلسل - أبناء الرشيد: الأمين والمأمون - 2006". قاعدة بيانات الأفلام العربية. مؤرشف من الأصل في 2023-05-18. اطلع عليه بتاريخ 2025-04-26.
5. ↑  "طاقم العمل: مسلسل - الإمام - 2017". قاعدة بيانات الأفلام العربية. مؤرشف من الأصل في 2023-01-25. اطلع عليه بتاريخ 2025-04-26.
6. ↑  "طاقم العمل: مسلسل - هارون الرشيد - 2018". قاعدة بيانات الأفلام العربية. مؤرشف من الأصل في 2025-05-17. اطلع عليه بتاريخ 2025-04-26.

### معلومات المنشورات كاملة
الكتب مرتبة حسب تاريخ النشر
- الديار بكري (1884)، تاريخ الخميس في أحوال أنفس النفيس (ط. 1)، القاهرة: مطبعة عثمان عبد الرزاق، OCLC:4770384722، QID:Q126708594{{استشهاد}}:  صيانة الاستشهاد: ref duplicates default (link)
- المسعودي (1893)، التنبيه والأشراف، ليدن: مطبعة بريل، OCLC:4770144063، QID:Q126077496{{استشهاد}}:  صيانة الاستشهاد: ref duplicates default (link)
- ابن الطقطقي (1899)، الفخري في الآداب السلطانية والدول الإسلامية، القاهرة: شركة طبع الكتب العربية، OCLC:4769993811، QID:Q126075819{{استشهاد}}:  صيانة الاستشهاد: ref duplicates default (link)
- حسن خليفة (1931)، الدولة العباسية: قيامها وسقوطها (ط. 1)، القاهرة: المطبعة الحديثة، OCLC:4770488803، QID:Q106997581
- ابن دحية الكلبي (1946)، النبراس في تاريخ خلفاء بني العباس، مراجعة: عباس العزاوي، بغداد: وزارة المعارف العراقية، OCLC:61742988، QID:Q125662775
- أبو حنيفة الدينوري (1960)، الأَخبار الطِّوال، تراثنا، مراجعة: جمال الدين الشيال. تحقيق: عبد المنعم عامر (ط. 1)، القاهرة: وزارة الثقافة المصرية، OCLC:4769994321، QID:Q114787319
- ابن الساعي (1960)، نساء الخلفاء: جهات الأئمة الخلفاء من الحرائر والإماء، ذخائر العرب (28)، تحقيق: مصطفى جواد، القاهرة: دار المعارف، OCLC:953069400، QID:Q123371389{{استشهاد}}:  صيانة الاستشهاد: ref duplicates default (link)
- شوقي ضيف (1966)، العصر العباسي الأول (ط. 8)، القاهرة: دار المعارف، OCLC:4770088226، QID:Q133820102
- محمد مصطفى هدارة (1966)، المأمون: الخليفة العالم، القاهرة: الدار المصرية للتأليف والترجمة، OCLC:762429655، QID:Q123237917
- ظهير الدين الكازروني (1970)، مختصر التاريخ من أول الزمان إلى منتهى دولة بني العباس، تحقيق: مصطفى جواد، سالم الآلوسي، بغداد: المؤسسة العامة للطباعة، OCLC:4771288367، QID:Q125826463
- أبو إسحاق إبراهيم الحصري القيرواني (1972)، زهر الآداب وثمر الألباب، مراجعة: زكي مبارك. تحقيق: محمد محيي الدين عبد الحميد (ط. 4)، بيروت: دار الجيل للطبع والنشر والتوزيع، OCLC:318939046، QID:Q123472284
- سعيد الأفغاني (1978)، من تاريخ النحو (ط. 2)، بيروت: دار الفكر للطباعة والنشر والتوزيع، OCLC:929481688، QID:Q123342256
- حسن أحمد محمود؛ أحمد إبراهيم الشريف (1980)، العالم الإسلامي في العصر العبَّاسي (ط. 5)، القاهرة: دار الفكر العربي، OCLC:4770896461، QID:Q116215879
- خليفة بن خياط (1985)، تاريخ خليفة بن خياط، تحقيق: أكرم ضياء العمري (ط. 2)، الرياض: دار طيبة، OCLC:4771106956، QID:Q126728707
- أحمد مختار العبادي (1988)، في التاريخ العباسي والأندلسي، القاهرة: دار النهضة العربية (القاهرة)، OCLC:4770066959، QID:Q123235620
- الجهشياري (1988)، الوزراء والكتاب، تحقيق: حسن الزين، بيروت: دار الفكر الحديث، OCLC:745128581، QID:Q125770511{{استشهاد}}:  صيانة الاستشهاد: ref duplicates default (link)
- هولو جودت فرج (1990)، البرامكة سلبياتهم وإيجابياتهم، بيروت: دار الفكر اللبناني، OCLC:24069521، QID:Q125745871
- شمس الدين الذهبي (1996)، سير أعلام النبلاء، تحقيق: شعيب الأرنؤوط (ط. 11)، بيروت: مؤسسة الرسالة، OCLC:49724069، QID:Q124255462
- عبد العزيز الدوري (1997)، العصر العباسي الأول: دراسة في التاريخ السياسي والإداري والمالي (ط. 3)، بيروت: دار الطليعة للطباعة والنشر، OCLC:4770054541، QID:Q126953283
- أندري كلو (1997)، هارون الرشيد وعصره، ترجمة: محمد الرزقي، تونس: دار سراس للنشر، OCLC:4770214492، QID:Q124425082
- ابن العمراني (1999)، الإنباء في تاريخ الخلفاء، تحقيق: قاسم السامرائي (ط. 1)، القاهرة: دار الآفاق العربية، OCLC:41180859، QID:Q56367172{{استشهاد}}:  صيانة الاستشهاد: ref duplicates default (link)
- حسني أحمد علي العباسي (2000). الأساس في أنساب بني العباس. تحقيق: أحمد عمر هاشم، حسين يوسف دويدار، محمد عبد الحميد راغب (ط. 1). القاهرة: دار ركابي للنشر. ISBN:978-977-6007-01-7. OCLC:45698005. OL:20771168M. QID:Q123463845.
- عبد المنعم رشاد (2000)، الأمين: الخليفة المفترى عليه: نظرة في طبيعة الصراع بين الأمين والمأمون، بغداد: دار الشؤون الثقافية العامة، OCLC:4770936907، QID:Q133815643
- الخطيب البغدادي (2001)، تاريخ بغداد، تحقيق: بشار عواد معروف (ط. 1)، بيروت: دار الغرب الإسلامي، OCLC:49659164، QID:Q114815356
- محمد الخضري بك (2003). الدولة العباسية. مراجعة: نجوى عباس. القاهرة: مؤسسة المختار للنشر. ISBN:978-977-5283-97-9. OCLC:54844608. OL:31601253M. QID:Q123224571.
- جلال الدين السيوطي (2003)، تاريخ الخلفاء (ط. 1)، بيروت: دار ابن حزم، QID:Q123424538
- شمس الدين الذهبي (2003)، تاريخ الإسلام ووفيات المشاهير والأعلام، تحقيق: بشار عواد معروف (ط. 1)، بيروت: دار الغرب الإسلامي، OCLC:1227786912، QID:Q113519441
- ابن كثير الدمشقي (2004)، البداية والنهاية، تحقيق: أبو صهيب الكرمي (ط. 1)، لبنان: بيت الأفكار الدولية، OCLC:1014077365، QID:Q123368203
- محمد بن جرير الطبري (2004). تاريخ الأمم والملوك، تاريخ الطبري: طبعة مقدم لها بتوضيح في أسانيد الطبري وبيان المؤاخذات عليها، وصححت النسخة على أصح النسخ الموجودة، وخدمت بفهارس للآيات وفهارس للأحاديث، وفهارس للموضوعات. مراجعة: أبو صهيب الكرمي. عَمَّان: بيت الأفكار الدولية. ISBN:978-9957-21-152-3. OCLC:956977290. QID:Q123224476.
- ابن الأثير الجزري (2005)، الكامل في التاريخ، مراجعة: أبو صهيب الكرمي، عَمَّان: بيت الأفكار الدولية، OCLC:122745941، QID:Q123225171
- خالد عزام (2009)، موسوعة التاريخ الإسلامي: العصر العباسي، عَمَّان: دار أسامة للنشر والتوزيع، OCLC:4770390584، QID:Q126112831
- محمد سهيل طقوش (2009). تاريخ الدولة العبَّاسيَّة (ط. 7). بيروت: دار النفائس للطباعة والنشر والتوزيع. ISBN:978-9953-18-045-8. OCLC:915153412. QID:Q107182076.
- جوناثان ليونز (2010). بيت الحكمة: كيف أسس العرب لحضارة الغرب. ترجمة: مازن جندلي (ط. 1). بيروت: الدار العربية للعلوم ناشرون. ISBN:978-614-421-990-4. OCLC:4770000280. QID:Q123371046.
- اليعقوبي (2010)، تاريخ اليعقوبي، تحقيق: عبد الأمير مهنا، بيروت، OCLC:759863356، QID:Q126721512{{استشهاد}}:  صيانة الاستشهاد: ref duplicates default (link) صيانة الاستشهاد: مكان بدون ناشر (link)
- منصور عبد الحكيم (2011). هارون الرشيد: الخليفة المفترى عليه. تحقيق: طه عبد الرؤوف سعد (ط. 1). دمشق: دار الكتاب العربي. ISBN:978-977-376-595-8. OCLC:1158850430. QID:Q123371308.
- محمد إلهامي (2013)، العباسيون الأقوياء: رحلة العباسيين منذ بداية الثورة وحتى نهاية عصرهم الذهبي، رحلة الخلافة العباسية (1) (ط. 1)، القاهرة: مؤسسة اقرأ، OCLC:908114750، QID:Q126202684
- سولاف فيض الله حسن (2013). دور الجواري والقهرمانات في دار الخلافة العباسية (ط. 1). دمشق: صفحات للدراسات والنشر والتوزيع. ISBN:978-9933-495-13-8. OCLC:6914266520. OL:43175027M. QID:Q125689500.
- أمل محي الدين الكردي (2014)، دور النساء في الخلافة العباسية، عَمَّان: دار اليازوري، QID:Q125997403

المقالات المحكمة
- عبد الفتاح مصطفى غنيمة (2006). "العلم والترجمة في عهد الخليفة المأمون". الداعي‎‎. ج. 30 ع. 3–4: 577. ISSN:2347-8950. QID:Q123385589.

| مُحمَّد الأمينالخلافة العبَّاسيةولد: شوَّال 170 هـ / أبريل 787 م توفي: 25 مُحرَّم 198هـ / 25 سبتمبر 813م |                                                                           |                       |
| ألقاب سُنيَّة                                                                                     |                                                                           |                       |
| سبقه هارُون الرَّشيد                                                                              | أمير المُؤمِنين 3 جُمادى الآخرة 193–25 مُحرَّم 198هـ 24 مارس 809–25 سبتمبر 813م | تبعه عبد الله المأمُون |